# Pontoise
Pour les articles homonymes, voir Pontoise (homonymie).
Vous lisez un « bon article » labellisé en 2007.
Pontoise est une commune française située en région Île-de-France, sur la rive droite de l'Oise, à environ vingt-cinq kilomètres au Nord-Ouest de Paris.
Chef-lieu du département du Val-d'Oise, la préfecture ne se situe pas au chef-lieu, mais dans la ville voisine de Cergy, depuis la création de la ville nouvelle de Cergy-Pontoise, ce qui constitue un cas unique en France métropolitaine.
La ville abrite une des plus importantes cités judiciaires du pays et est le siège du diocèse de Pontoise, détaché de celui de Versailles en 1966. Ses habitants sont appelés les Pontoisiens.
Riche de plus de deux mille ans d'histoire, capitale historique du Vexin français et ville majeure du royaume au Moyen Âge, elle a été rendue célèbre dans l'art impressionniste à la suite du long séjour de Camille Pissarro, qui l'a représentée dans de nombreuses œuvres, diffusées dans les plus grands musées du monde. Grâce à son riche patrimoine, Pontoise a obtenu le label Ville d'art et d'histoire en 2006.

## Géographie

### Localisation et occupation des sols
Pontoise, dont le centre historique est situé sur un éperon rocheux, domine le confluent de l'Oise et de la Viosne. Chef-lieu du département du Val-d'Oise où elle occupe une position géographique centrale sur l'axe ouest-est, elle fait partie de la communauté agglomération de Cergy-Pontoise. Un port batelier et une capitainerie sont installés le long de quelques quais.
La ville, dont le centre historique était entouré d'une enceinte, est divisée en deux par une voie ferrée au XIXe siècle, qui partage la partie haute au nord (Mont Bélien) et la partie boisée de Saint-Martin au sud (traversée par l'autoroute A15). Dans les proches faubourgs, se trouve de petits quartiers pittoresques, comme les Étannets (de style andalou) ou l'Hermitage.
Les 717,02 hectares de la commune (rivière incluse) se répartissent en 463,95 hectares d'espace urbain construit (soit 65 % de la surface totale), 130,41 hectares d'espace urbain non construit (soit 18 %) et 122,66 hectares d'espace rural (soit 17 %).
La trame urbaine est constituée du centre ancien à l'habitat continu bas (7,5 % du bâti), de maisons individuelles, essentiellement des XIXe et XXe siècles, qui se sont développées autour du centre historique (27,1 % du bâti), de logements collectifs et autre types de constructions, essentiellement à l'ouest, dans les quartiers de Marcouville et des Louvrais (8,8 % du bâti). Les équipements, bureaux, zones d'activité, grandes surfaces commerciales et les infrastructures de transports occupent 33,9 % du territoire. Ces derniers se localisent très majoritairement au sud, en limite de Cergy à proximité de l'autoroute A15.

### Communes limitrophes
|      | Ennery   | Auvers-sur-Oise     |
| Osny | Pontoise | Saint-Ouen-l'Aumône |
|      | Cergy    | Éragny              |

Les communes limitrophes de Pontoise sont Auvers-sur-Oise (au nord), Saint-Ouen-l'Aumône (à l'est), Éragny (au sud-est), Cergy (au sud), Osny à l'ouest et Ennery (au nord-ouest).

### Géologie
La géologie de la ville est celle du Vexin français, constitutif du Bassin parisien et caractérisé par sa nature sédimentaire.
Le plus ancien matériau rencontré à Pontoise est le sable de Cuise (Cuisien). Il s’agit d’un sable verdâtre partiellement grésifié affleurant dans le vallon de l’Hermitage.
La ville de Pontoise est elle-même construite sur le calcaire grossier du Lutétien qui constitue la falaise bordant la rive ouest de l’Oise. Ce calcaire a été anciennement exploité comme matériau de construction dans des carrières sous la ville et sous le plateau Saint-Martin. Dans la vieille ville, les sous-sols médiévaux ou plus récents sont imbriqués avec des anciennes carrières souterraines.
Les marnes et caillasses du Lutétien surmontent le calcaire grossier. Elles constituent le talus nord des anciens fossés de la ville (boulevard Jean-Jaurès). Viennent ensuite, en bordure du plateau, les terrains du Bartonien : sables de Beauchamp dans les quartiers des Louvrais et de l’Hermitage, puis calcaire de Saint-Ouen vers le quartier des Cordeliers. Les limons des plateaux recouvrent partiellement le calcaire de Saint-Ouen.
Les fonds de vallées sont recouverts par les alluvions modernes d'âge Holocène : vallée de l’Oise, vallée de la Viosne et vallon du ru de l’Hermitage.
Des dépôts d’alluvions anciennes du Pléistocène recouvrent en partie le calcaire grossier dans le quartier Saint-Martin.
La commune comprend un site recensé sur la base de données du ministère de l'écologie relative aux sites et sols pollués (ou potentiellement pollués) appelant une action des pouvoirs publics, à titre préventif ou curatif (BASOL). Ce site, une ancienne usine à gaz en activité de 1868 à 1944, est la propriété de Gaz de France et ne constitue selon les études qu'un lieu à risque faible de pollution. La commune compte en revanche 113 petits sites industriels, actuels ou anciens, potentiellement pollués (anciens ateliers, stations-service ou décharges par exemple).

### Hydrographie et risques naturels

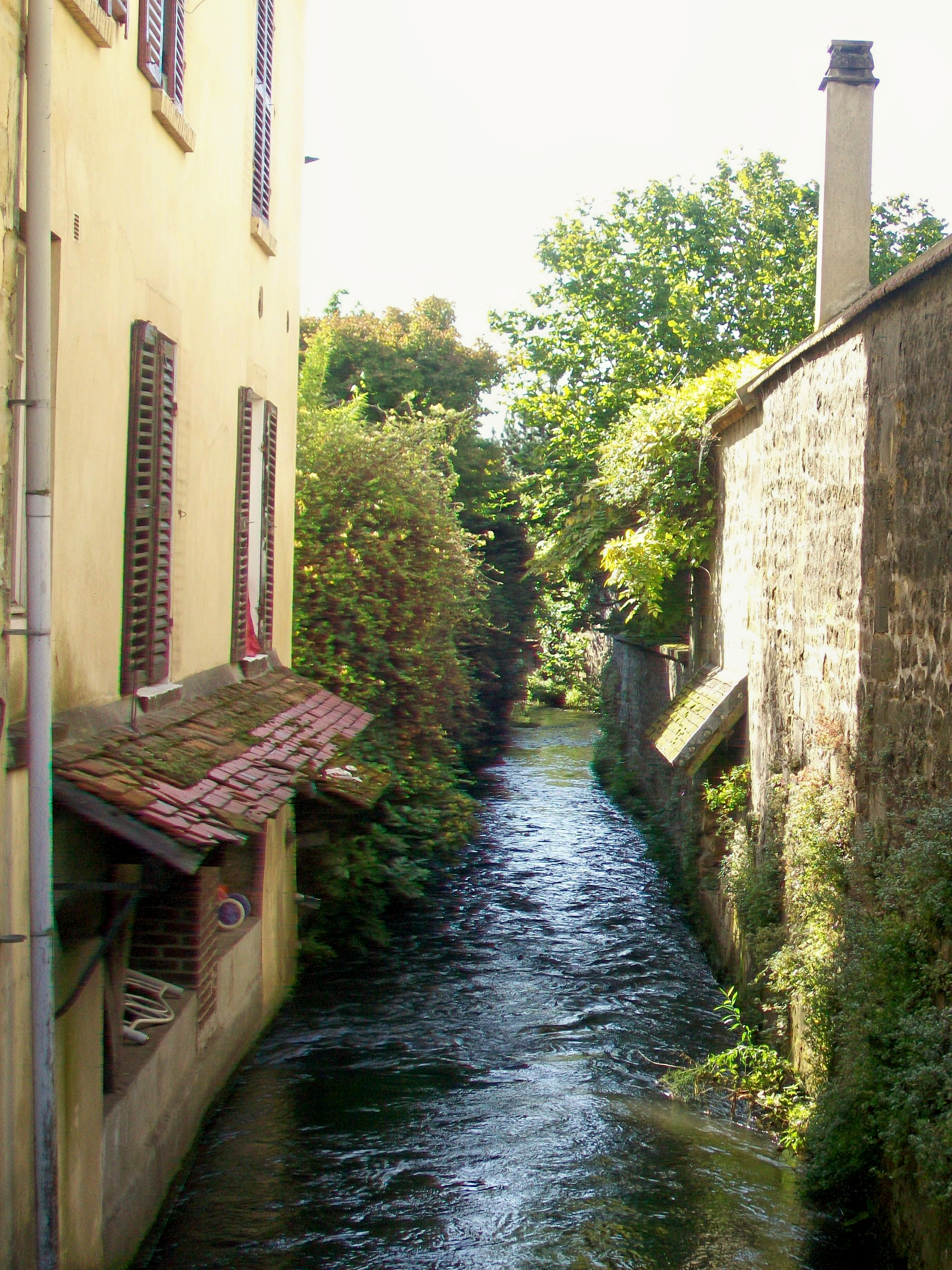
Dérivation de la Viosne traversant la rue de Rouen ; anciens lavoirs privatifs.

Le territoire communal est traversé par deux cours d'eau, l'Oise et la Viosne. L'Oise naît en Belgique, traverse 139 communes le long de ses 341,1 km en France avant de se jeter dans la Seine à Conflans-Sainte-Honorine, à quelques kilomètres en aval de Pontoise. La Viosne entaille le plateau du Vexin en une vallée étroite traversant quatorze communes, sur un axe nord-sud d'une longueur de 28,8 km, se dirigeant vers le cours de l'Oise dans laquelle elle se jette à Pontoise.
La situation géographique de Pontoise rend la ville particulièrement vulnérable à des risques naturels. La commune est soumise à un risque de mouvement de terrain sur la totalité de la falaise constituant l'escarpement du plateau du Vexin qui domine la plaine alluviale, ainsi que pour l'essentiel du centre-ville (éperon constitué par le mont Bélien). La plaine alluviale est quant à elle à risque élevé d'inondation par débordement consécutif à une crue de l'Oise, en particulier dans le quartier du Chou en amont, dans celui de la gare et en aval, au droit de l'île de la Dérivation et dans le bas du quartier des Larris. Toutes ces zones ont été inondées lors de la grande crue de 1910, la ville étant affectée lors des crues de la Seine en aval. Ce risque a motivé la mise en place d'un plan de prévention contre les risques d'inondation (PPRI), mis en vigueur en juillet 1998 par arrêté préfectoral. Il concerne dans le Val-d'Oise les vingt-deux communes riveraines de l'Oise. Ce plan détermine quatre zones, prioritaires sur les plans locaux d’urbanisme (PLU) des communes concernées : une zone rouge délimitée en fonction des crues de 1926 et 1995, une zone bleue où l’urbanisation est fortement réglementée, une zone verte, restée non bâtie et devant le rester et une zone orange, servant de champ de stockage et d’expansion des crues (la plaine entre Asnières-sur-Oise et Noisy-sur-Oise et la plaine de Champagne-sur-Oise en amont, le méandre de Cergy-Neuville en aval, qui devraient permettre le stockage de 2,5 millions de m3 d’eau).
L'eau potable distribuée est un mélange d'origine souterraine et superficielle, provenant de la filtration des eaux de l'Oise,.
La commune est partiellement alimentée en eau par la station de traitement de Méry-sur-Oise, gérée par la société Veolia. L'eau potable à Pontoise est de très bonne qualité bactériologique, contenant peu de nitrates, étant peu fluorée et devenue moins calcaire depuis la mise en place de la nanofiltration en 1999 à l'usine de distribution pour la zone de distribution de la rive de l'Oise, mais plus dure ailleurs, dans les secteurs alimentés par la nappe souterraine.

### Réseau de communication

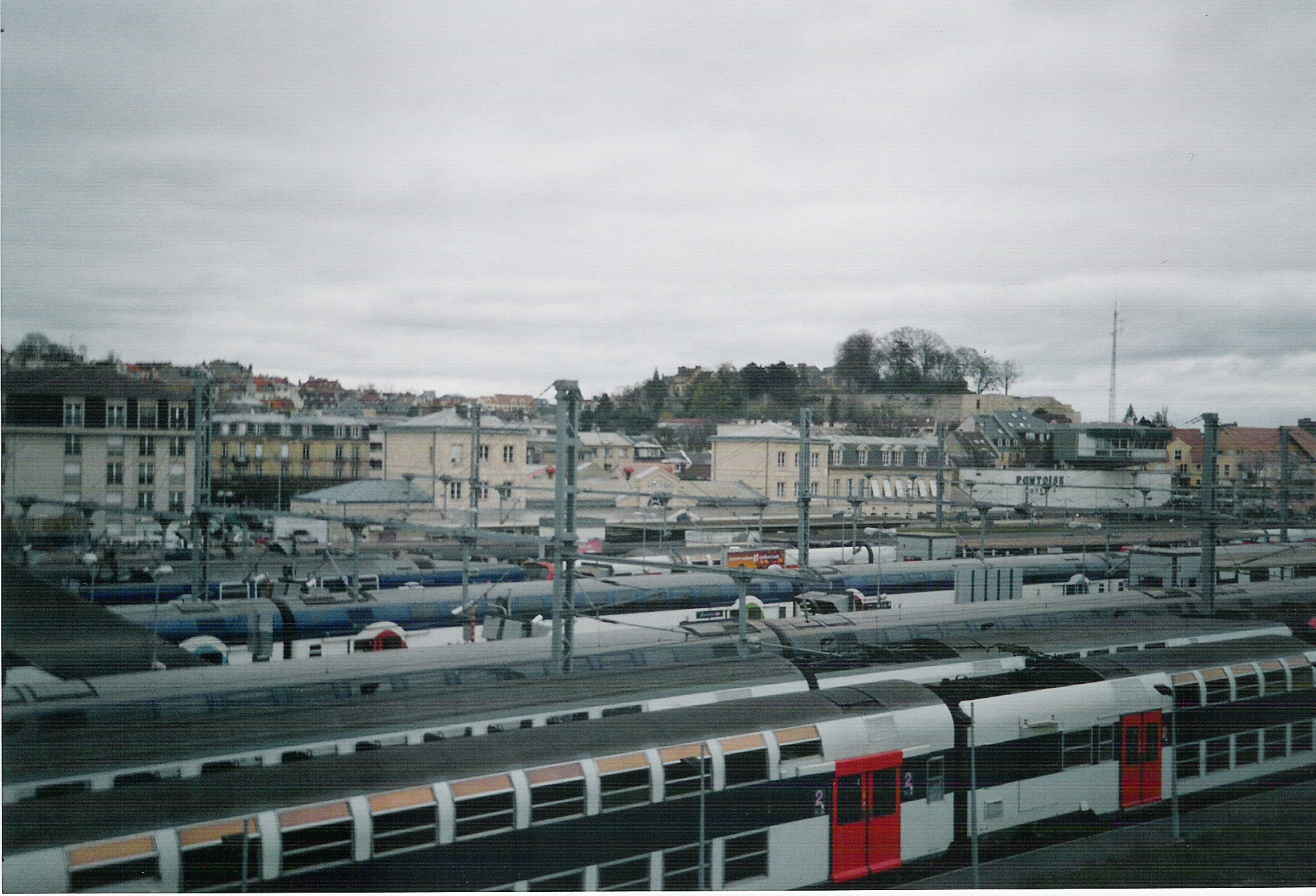
Vue générale de la gare de Pontoise avec stationnées des anciennes rames tractées VB 2.

Traversée par la RN 14 mise à 2 × 2 voies (quartiers de Saint-Martin, du Port et de l'Hôtel-Dieu) qui emprunte à certains endroits l'ancienne chaussée Jules César, le contournement du centre historique a été rendu possible au nord par le viaduc du vallon de la Viosne (RD 915) qui permet actuellement de rejoindre les nouveaux quartiers et les infrastructures modernes dont le centre hospitalier, le lycée, et la maison d'arrêt… d'Osny plus rapidement. La petite rue de l'Hôtel-Dieu longeant l'Oise est le carrefour de toutes les routes anciennes et nouvelles et la zone du pont de Pontoise est un endroit souvent embouteillé. Par ailleurs, l'offre de stationnement reste insuffisante en centre-ville.
Les voies routières les plus importantes en trafic qui traversent la commune sont l'autoroute A15 (2 × 4 voies) et la liaison A15 - route départementale 915 (2 × 2 voies).
Ces différentes infrastructures terrestres ont un impact assez élevé en termes de pollution sonore selon la réglementation. Les principales voies routières du centre-ville sont classées de catégorie 3, ou 4 dans le centre, de niveau modéré. En revanche, quatre axes sont classés en catégorie 2 (élevé) : la rue de Rouen, le boulevard Jean-Jaurès, la voie ferrée de la gare vers l'Oise (mais de niveau 4, faible, vers Gisors), et la liaison A15 - route départementale 915. L'autoroute A15 est classée en catégorie 1, le plus élevé.
La communauté d'agglomération de Cergy-Pontoise compte près de soixante-seize kilomètres d’aménagements cyclables. Quelques pistes totalisant 2 km se situent sur le territoire de Pontoise, notamment en limite de Cergy, dans les quartiers des Larris et des Maradas, ainsi qu'à proximité du viaduc de la Viosne (RD 915). La gare de Pontoise est équipée d'arceaux-vélo (non couverts et non sécurisés) et la ville a été nommée au Clou rouillé 2013 par la Fédération française des usagers de la bicyclette (FUB) pour la rareté de ses aménagements cyclables.
Liste de quelques rues et places ayant changé de nom au fil du temps :
| Nom actuel                 | Ancien nom                               |
| -------------------------- | ---------------------------------------- |
| Avenue François-Mitterrand | Boulevard de Cergy                       |
| Boulevard Jacques-Tête     | Boulevard d'Ennery                       |
| Boulevard Jean-Jaurès      | Boulevard des Fossés                     |
| Avenue de la Palette       | Avenue du Stade + avenue du Marché       |
| Avenue Rédouane-Bougara    | Avenue de Normandie                      |
| Rue Pierre-Butin           | Rue de la Petite-Tannerie (ou rue Basse) |
| Rue Thiers                 | Rue Impériale                            |
| Rue du Vert-Buisson        | Rue Carnot (continuité)                  |
| Place du Grand-Martroy     | La Grande Place-au-Blé                   |
| Place du Petit-Martroy     | Petite Place                             |

### Ponts
Il existe cinq ponts à Pontoise :

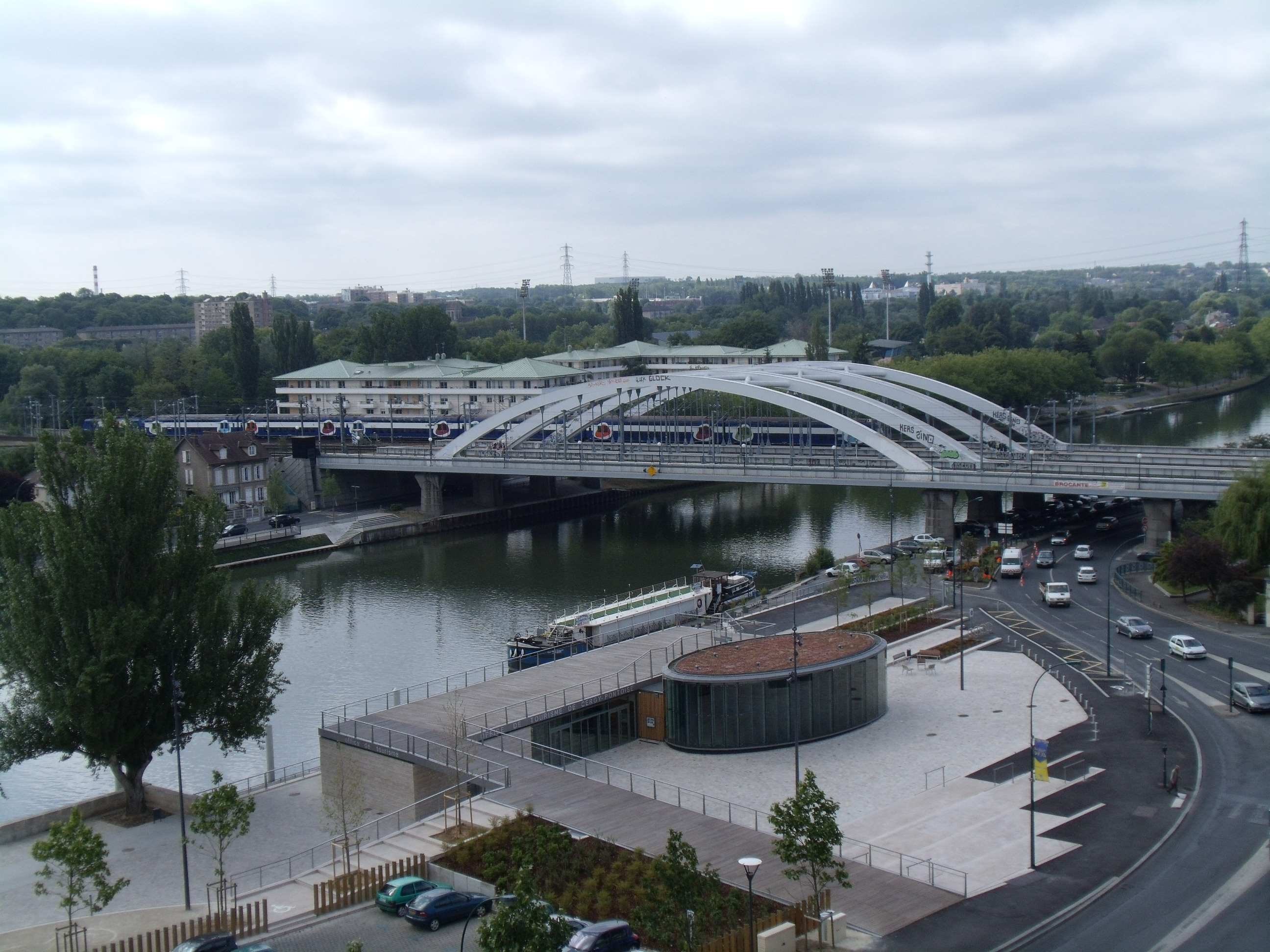
Le pont ferroviaire.

- pont de Pontoise (rouvert après la guerre, en 1948) : routier à fort débit (3 voies) ;
- pont ferroviaire de Pontoise à 3 tabliers mis en service en septembre et octobre 1998 pour remplacer l'ancien pont obsolète démonté en 1999 : 6 voies ferrées desservant la gare de Pontoise + 1 passerelle piétonne et cyclable ;
- pont de l'écluse (XXe siècle) : privé pour le fonctionnement de l'écluse (barrage reconstruit) ;
- pont de l'A15 (années 1970) : routier à très fort débit (8 voies) ;
- pont de l'Oise ou d'Éragny (1990) : routier à débit moyen (2 voies + 2 pistes cyclables).

### Transports

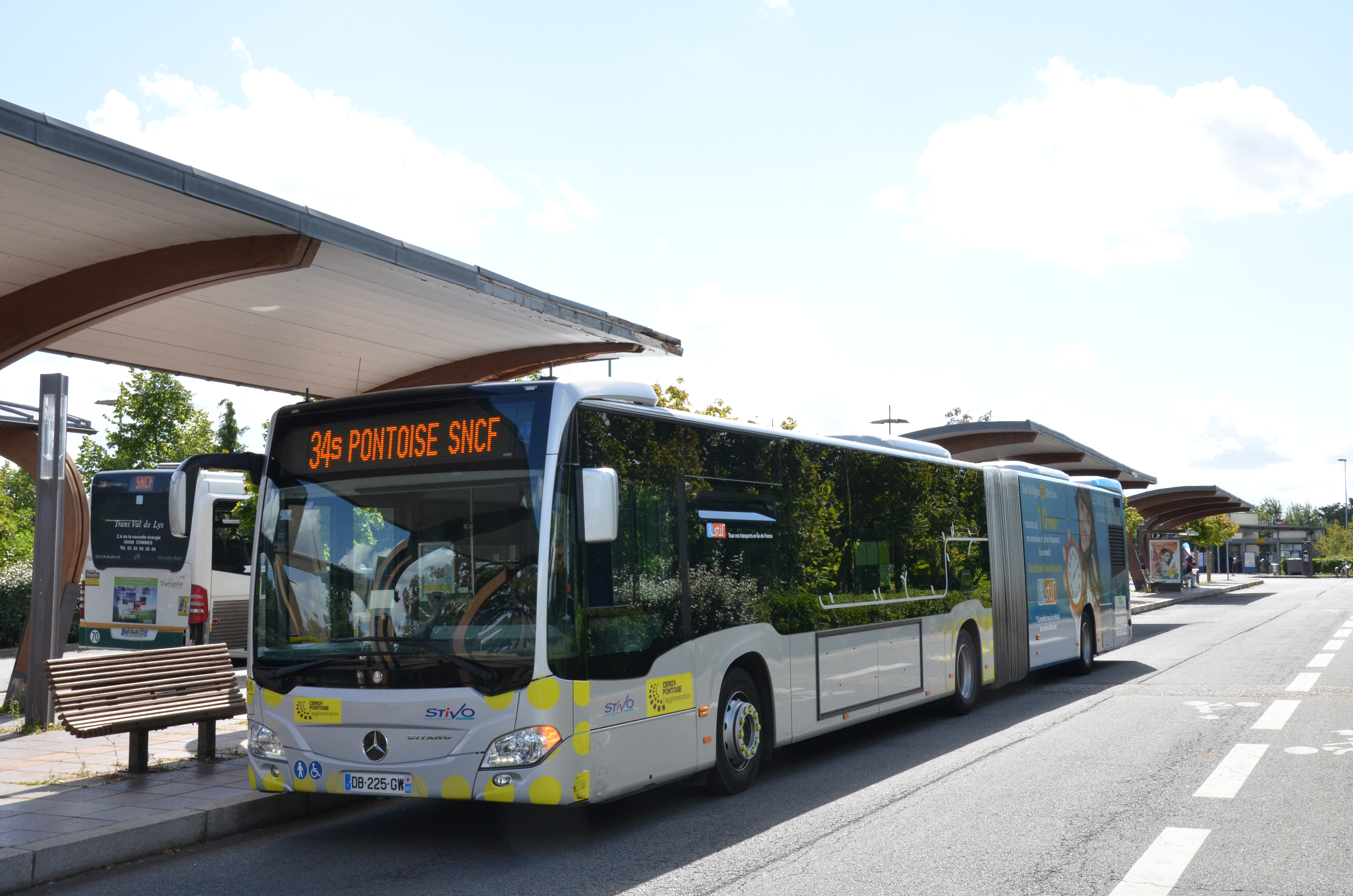
De nombreuses lignes de bus desservent Pontoise, comme la 34S.

La gare de Pontoise a la particularité d'être reliée en même temps aux gares de Paris-Saint-Lazare (Transilien J) et Paris-Nord (Transilien H) et desservie également par la ligne C du RER (et donc la gare de Paris-Austerlitz) depuis septembre 2000.
Cette desserte par trois réseaux différents n'est partagée en Île-de-France (hors Paris) que par les gares d'Ermont - Eaubonne, dans le même département, et Versailles-Chantiers. Il est également possible d'accéder à la ville à partir de la gare de Cergy-Préfecture sur la ligne A du RER et occasionnellement le Transilien L, reliées par plusieurs lignes de bus en quelques minutes.
L'aéroport de Pontoise - Cormeilles-en-Vexin (situé à Cormeilles-en-Vexin) est situé à quatre kilomètres au nord-ouest de la ville et accessible rapidement par la route départementale 915.
Le port est peu utilisé car l'Oise est une rivière assez étroite. Néanmoins, quelques chargements en vrac sont exécutés avec du blé et du maïs en provenance du Vexin à destination du Nord et de la Belgique[réf. nécessaire]. Un petit port de plaisance est maintenant hébergé avec un ponton flottant, sur la berge rive droite, en face de l'office du tourisme.

### Climat
Pour des articles plus généraux, voir Climat de l'Île-de-France et Climat du Val-d'Oise.
En 2010, le climat de la commune est de type climat océanique dégradé des plaines du Centre et du Nord, selon une étude du CNRS s'appuyant sur une série de données couvrant la période 1971-2000. En 2020, Météo-France publie une typologie des climats de la France métropolitaine dans laquelle la commune est exposée à un climat océanique et est dans la région climatique Sud-ouest du bassin Parisien, caractérisée par une faible pluviométrie, notamment au printemps (120 à 150 mm) et un hiver froid (3,5 °C).
Pour la période 1971-2000, la température annuelle moyenne est de 11,7 °C, avec une amplitude thermique annuelle de 14,6 °C. Le cumul annuel moyen de précipitations est de 664 mm, avec 10,7 jours de précipitations en janvier et 7,4 jours en juillet. Pour la période 1991-2020, la température moyenne annuelle observée par la station météorologique installée dans la commune est de 12,5 °C et le cumul annuel moyen de précipitations est de 666,7 mm,. Pour l'avenir, les paramètres climatiques de la commune estimés pour 2050 selon différents scénarios d'émission de gaz à effet de serre sont consultables sur un site dédié publié par Météo-France en novembre 2022.
| Mois                                  | jan.             | fév.             | mars          | avril         | mai           | juin           | jui.         | août           | sep.        | oct.            | nov.           | déc.             | année      |
| ------------------------------------- | ---------------- | ---------------- | ------------- | ------------- | ------------- | -------------- | ------------ | -------------- | ----------- | --------------- | -------------- | ---------------- | ---------- |
| Température minimale moyenne (°C)     | 2,7              | 2,6              | 4,5           | 6,4           | 9,8           | 13             | 14,9         | 14,7           | 11,7        | 9,1             | 5,6            | 3,3              | 8,2        |
| Température moyenne (°C)              | 5,3              | 5,8              | 8,8           | 11,7          | 15,2          | 18,4           | 20,5         | 20,4           | 16,9        | 13              | 8,5            | 5,7              | 12,5       |
| Température maximale moyenne (°C)     | 7,8              | 9,1              | 13,1          | 16,9          | 20,5          | 23,8           | 26,1         | 26,2           | 22,2        | 17              | 11,5           | 8,2              | 16,9       |
| Record de froid (°C) date du record   | −12,5 01.01.1997 | −12,3 07.02.1991 | −8,1 01.03.05 | −2,4 08.04.03 | −0,5 06.05.19 | 1,8 05.06.1991 | 6 04.07.1990 | 5,6 26.08.1993 | 0 30.09.18  | −3,6 30.10.1997 | −10 24.11.1998 | −10,4 29.12.1996 | −12,5 1997 |
| Record de chaleur (°C) date du record | 16,7 18.01.07    | 21,5 27.02.19    | 25,8 16.03.12 | 29,8 29.04.10 | 32,9 27.05.05 | 39,7 27.06.11  | 40 01.07.15  | 40 09.08.20    | 36 15.09.20 | 31,1 01.10.11   | 22 08.11.15    | 17,5 17.12.15    | 40 2020    |
| Précipitations (mm)                   | 57,9             | 52,1             | 49,4          | 45,4          | 62,2          | 53,5           | 49           | 52,9           | 46,3        | 63,9            | 59             | 75,1             | 666,7      |

## Urbanisme

### Typologie
Au 1er janvier 2024, Pontoise est catégorisée grand centre urbain, selon la nouvelle grille communale de densité à sept niveaux définie par l'Insee en 2022. Elle appartient à l'unité urbaine de Paris, une agglomération inter-départementale regroupant 407 communes, dont elle est une commune de la banlieue,,. Par ailleurs la commune fait partie de l'aire d'attraction de Paris, dont elle est une commune du pôle principal,. Cette aire regroupe 1 929 communes,.

### Morphologie urbaine

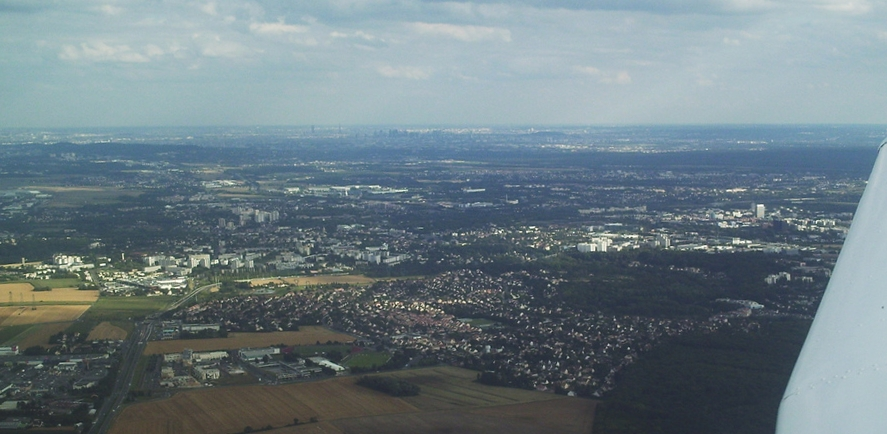
Vue aérienne de la ville de Pontoise.

La commune est constituée de plusieurs quartiers :
- le grand ensemble de Marcouville à l'Ouest ;
- le grand ensemble des Louvrais au Nord-Ouest ;
- le grand ensemble des Cordeliers au Nord adjacent aux Louvrais ;
- le quartier semi-rural de l'Hermitage, fief des impressionnistes, au Nord-Est ;
- le quartier semi-rural du Chou, longeant l'Oise jusqu'à Auvers-sur-Oise ;
- le grand ensemble des Larris au Sud à cheval entre Cergy et Pontoise ;
- le centre-ville, quartier historique. La gare de Pontoise s'y trouve ;
- le quartier résidentiel du Plateau Saint-Martin au Sud-Ouest ;
- le grand ensemble des Maradas au Sud ;
- le « Niglo », aire d'accueil située à côté d'immeubles vétustes.

Les quartiers des Louvrais et de Marcouville sont classés en tant que quartier prioritaire de la politique de la ville.

### Logement
Pontoise est une ville constituée majoritairement de logements collectifs, et surtout constituée de locataires avec plus d'un tiers de logements sociaux, mais elle compte néanmoins un parc pavillonnaire non négligeable.
Depuis peu, on assiste à la renaissance du centre-ancien, qui avait connu une relative paupérisation depuis un siècle. On y trouve des immeubles d'époques très différentes, certains remontant au XVe siècle (quartier de la Cathédrale). Mais fragilisé par les risques d'éboulement dus aux souterrains et galeries situés sous la roche, le centre historique fait l'objet d'une importante campagne de travaux d'aménagement et de requalification. Jusqu'en 2009, dans le cadre de l'opération programmée d'amélioration de l'habitat (OPAH), les propriétaires privés du centre-ancien peuvent bénéficier de subventions sous certaines conditions. La signature de la convention « Ville d'Art et d'Histoire » le 5 janvier 2007 s'inscrit dans cette forte dynamique de sensibilisation au patrimoine.

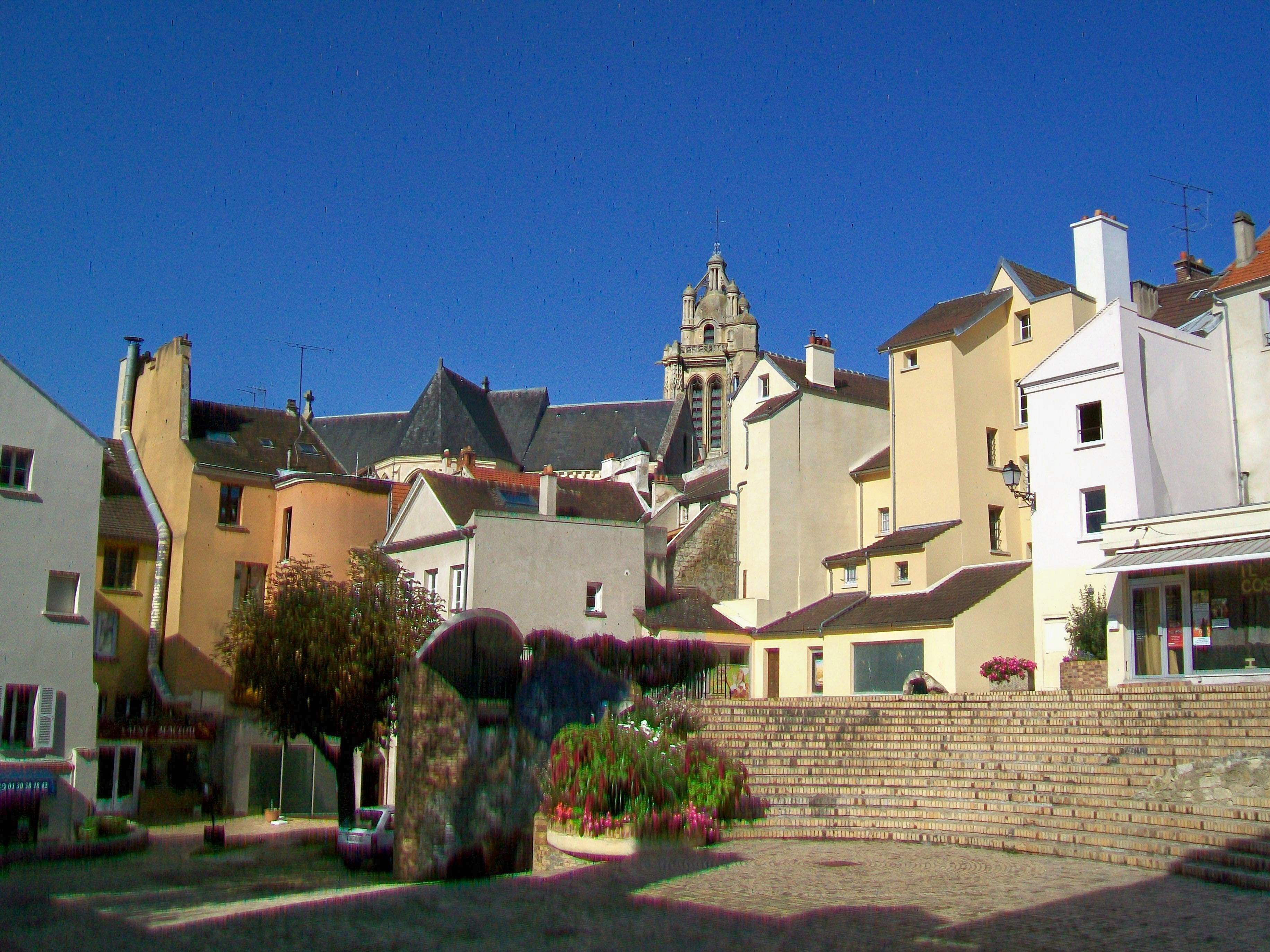
Exemple de rénovation urbaine : La place des Moineaux, dans le centre ancien.

L'Hermitage et le quartier Saint-Jean / La Justice, situés dans les anciens faubourgs, constituent des secteurs résidentiels très recherchés. L'Hermitage, que fréquentèrent les Impressionnistes, garde encore aujourd'hui une atmosphère de village, avec ses vastes jardins colorés entourant les maisons de maître, dans un paysage vallonné. À l'opposé, le quartier Saint-Jean / La Justice a un caractère plus urbain. On y trouve de belles maisons bourgeoises, entre cour et jardin, construites entre 1850 et 1920. Plusieurs styles sont représentés : la maison de la Belle Époque, très haute, en meulière, avec sa marquise, le pastiche du Petit Trianon, l'architecture flamande…
La ville comptait 11 907 logements dont 10 882 résidences principales en 1999. En 1999, 91,4 % des résidences pontoisiennes étaient des résidences principales et seulement 0,3 % des résidences secondaires. L’âge moyen du parc immobilier est plus faible que la tendance régionale, une forte majorité des logements datant des reconstructions d'après guerre à la suite des destructions de 1944, et du boom démographique des années 1970 : 52,2 % des résidences principales dataient de 1949 à 1974, contre 37,8 % en Île-de-France. Les constructions récentes (de 1990 à 1999) sont un peu plus présentes que la moyenne de la région grâce au lancement de quelques programmes immobiliers dans le cadre du réaménagement du quartier de la gare ou avec l'édification de pavillons dans le quartier du Chou en particulier. En 1999, 9,9 % des résidences principales dataient de 1990 ou après contre 9,1 % en Île-de-France. A contrario, les constructions antérieures à 1949 ne représentaient que 23,3 % du parc contre 33,7 % pour la moyenne régionale francilienne, et ce malgré le caractère ancien de la ville.
Les résidences principales étaient réparties à 26,6 % en maisons individuelles et à 73,4 % en appartements soit presque exactement la moyenne francilienne (respectivement 26,9 % et 73,1 % dans la région). 37,1 % seulement des habitants sont propriétaires de leur logement, contre 58,7 % qui ne sont que locataires (respectivement 44,3 % et 51,1 % dans la région),.
La commune est soumise à l'obligation législative de construction de 20 % de logements sociaux en vertu de la loi no 2000-1208 du 13 décembre 2000 relative à la solidarité et au renouvellement urbains. Avec 4 881 logements HLM soit 41 % du parc en 1999 (23,4 % également dans la région), la ville respecte largement les dispositions de la loi. On peut noter en outre que le nombre de logements vacants était un peu plus faible en 1999 avec 7,6 % du parc contre 8,1 % en moyenne régionale.
Les habitations se caractérisent par leur surface importante : les logements de quatre pièces et plus dominent largement (48,9 %). Suivent les logements de trois pièces (26,6 %), puis 2 pièces (15,0 %). Les petits logements restent assez minoritaires (studios : 9,5 %), mais en augmentation de 68,5 % de 1990 à 1999, ce qui contribue à mieux rééquilibrer le parc,.

## Toponymie
La forme la plus ancienne est Brivisara dans l'Itinéraire d'Antonin, milieu du IIe siècle ; Briva Isaræ au IVe siècle ; Brivisara au IIe siècle ; Pontem Hiserae, 874-900,; Pontizara en 1174 ; Pontisaram, 1185 ; Pons Isaræ en 1195.
Ces derniers noms viennent du latin pontem (comprendre gallo-roman PONTE issu de l'accusatif pontem du latin pons « pont ») qui traduit directement le gaulois briva « pont » (cf. Samarobriva) et Isara « Oise (rivière) » (cf. Isère, Isar), nom celtique de la rivière qui a donné Oise, d'où la traduction romane  en Pont-Oise, écrit Pontoise.

## Histoire
Pontoise est la capitale historique du Vexin français. Elle est, de 1964 à 1970, la préfecture unique du Val-d'Oise, avant d'en devenir une sous-préfecture (jusqu'au 1er avril 2016, date de la fermeture définitive de la sous-préfecture de Pontoise) en restant le chef-lieu du département. Elle abrite aujourd'hui la résidence du préfet tandis que Cergy accueille la préfecture.

### Origines
C'est peut-être une fondation antérieure à l'époque romaine. Les habitants se sont d'abord concentrés au confluent de l'Oise et de la Viosne à l'endroit même où passait la chaussée Jules César sur une zone actuellement boisée. Les invasions barbares puis la menace viking incitent les habitants à se réfugier sur le piton rocheux surplombant l'Oise plus au nord (Mont Bélien) qui favorise ainsi la défense de la ville et permet le contrôle du passage de la rivière. La première zone de peuplement est convertie en une abbaye (abbaye Saint-Martin) et laissée boisée. La chaussée est abandonnée en partie.

### Haut Moyen Âge
Le bourg mérovingien est situé sur le plateau de Saint-Martin, aux abords de la voie romaine qui relie Paris à Rouen. Des sarcophages de cette époque ont d'ailleurs été découverts à l'école Saint-Martin. Les archéologues ont également mis au jour les traces de structures rurales (fond de cabane, trous de poteaux et silos).[réf. nécessaire]
Au IXe siècle durant l'époque carolingienne, Pontoise est un bourg commerçant. C'est le seul endroit de la région où l'on peut traverser l'Oise.
En 862, Charles le Chauve ordonne pour arrêter les Normands de barrer les fleuves par des ponts fortifiés ; le premier pont de Pontoise date probablement de cette époque.
En 864, Charles le Chauve donne à l'abbaye de Saint-Denis des droits à percevoir sur le marché hebdomadaire de Pontoise, ainsi que des droits à prélever sur le commerce du port, au bord de l'Oise. Sur le Mont-Bélien est fondée une abbaye. Dans cette abbaye les reliques de saint Mellon sont transportées depuis Rouen pour les mettre à l'abri des raids des Normands qui ravagent la France.
En 885, les Normands, montés sur 700 embarcations, entrent dans l'Oise, assiègent et prennent la ville de Pontoise, défendue par Aletramme (où Alatramme). En raison de cette menace, les habitants s'installent sur le Mont Bélien, facile à défendre. Le bourg de Pontoise s'y établit de manière définitive. Un château y est construit par les comtes du Vexin. Le plateau de Saint-Martin reste cependant l'un des points de fixation de la population de Pontoise jusqu'à la guerre de Cent Ans, le village d'origine (Villa Sancti-Martini) n'abritant néanmoins plus que quelques dizaines d'habitants.
En 911, au traité de Saint-Clair-sur-Epte, Charles le Simple, roi des Francs, donne à Rollon, un Normand, les terres de l'Epte à la mer. Pontoise devient rapidement ville frontière et défend les abords de Paris. En 1031, le duc de Normandie, Robert Ier de Normandie ayant aidé le roi Henri Ier contre une révolte de la reine douairière, Constance d'Arles, reçut en remerciement le Vexin français, entre Epte et Oise avec Pontoise.

### Moyen Âge
Peu à peu, Pontoise s’agrandit et devient une ville ; le passage de l'Oise ne se fait plus par l'ancienne voie mais par un nouveau pont construit vers 1070. Louis VI le Gros (1081-1137) défend farouchement le Vexin français, frontière occidentale de son domaine royal, contre les multiples assauts du duc de Normandie. La ville est entourée d'une muraille, le pont sur l'Oise est reconstruit en pierre et fortifié et le puissant château royal, dominant la cité et l'Oise, est alors reconstruit de 1103 à 1122. Il devient l'un des lieux de séjour favori des Capétiens, notamment Philippe Auguste et Saint Louis. Les rois font frapper monnaie à Pontoise, qui fait partie de leur domaine.
À la fin du XIe siècle une abbaye, initialement fondée à Pontoise, rue de la Coutellerie, s'implante sur le plateau Saint-Martin. Les moines y ont droit de foire vers 1170, on y vend du vin produit par les vignes environnantes et du hareng. C'est l'origine de la foire actuelle de Saint Martin. Par tradition, on y boit encore aujourd'hui le vin des coteaux de la région, le « ginglet ». Dans la cité, l'artisanat du cuir et l'industrie drapière sont en plein essor.
En 1188, Philippe Auguste donne à la ville une charte communale, en échange de la prise en charge par les bourgeois des travaux de fortifications de la ville et d’un service d’ost. La charte accorde une large autonomie judiciaire et administrative et reconnaît l'existence du maire (major) et de ses pairs (pares), c'est une date essentielle dans l'histoire de la cité. Pontoise est alors une importante place commerçante et artisanale, aux portes de Paris. Les productions de blé, du Vexin et de Picardie, y transitent. Au cours du XIIe siècle, le cours de la Viosne a été aménagé à des fins économiques. De nombreux moulins se sont installés, moulins à blé mais aussi moulins à tan pour le façonnage du cuir et moulins foulons pour les draps. La création du faubourg Notre-Dame, hors les murs de l'enceinte, remonte à cette époque. Des ouvriers anglais viennent y travailler le drap. La ville de Pontoise prend une forme qui perdurera jusqu'au XVIIIe siècle et qui se devine encore aujourd'hui dans l'aménagement de ses rues en les murs. On peut d'ailleurs facilement retrouver le tracé des remparts inscrit dans le parcellaire.
En 1204, Philippe Auguste annexe la Normandie, ce qui amoindrit sa position stratégique mais accroît en contrepartie sa sécurité. À partir du règne de Saint Louis, Pontoise devient résidence royale. Sa mère, Blanche de Castille, fonde alors sur l'autre rive l'abbaye de Maubuisson, dernière création monastique capétienne, dans laquelle elle est inhumée.
Le XIIIe siècle est l'époque de la prospérité. La ville compte plusieurs paroisses et abbayes : Saint-Martin, Saint-Mellon, Saint-Pierre, pour les établissements conventuels ; Saint-Maclou, Saint-André, Saint-Mellon, Saint-Pierre, pour les églises paroissiales. Une Maison-Dieu, sorte d'hôpital médiéval, se trouve sur la place du petit Martroy. Saint-Louis fait transférer celle-ci, en 1256, sur les rives de l'Oise à peu près à l'emplacement de l'ancienne piscine. L'église Notre-Dame est construite et les cordeliers installent un couvent hors les murs (l'hôtel de ville actuel est dans les murs de cet ancien couvent).

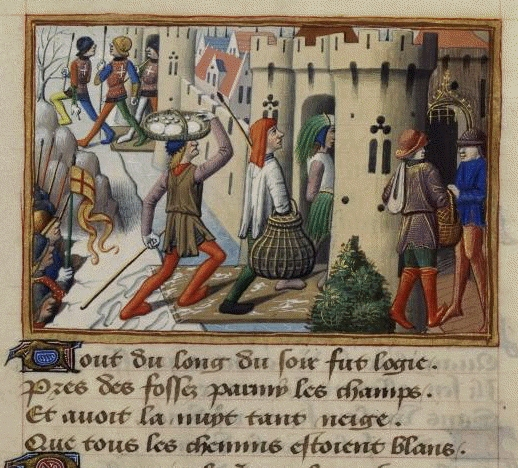
La prise de la ville par les Anglais, par Martial d'Auvergne.

Un recensement de 1332 compte 2 150 feux, soit 8 000 à 10 000 habitants ce qui est considérable et en fait une des principales cités du royaume ; il faut attendre le XXe siècle pour retrouver une population équivalente (la ville compte 8 492 habitants en 1906). Elle abrite plusieurs marchés et foires, les corporations y sont puissantes (boulangers, bouchers). La prospérité de son commerce et de son industrie attire les bourgeois et les financiers étrangers, Juifs, Lombards, Anglais. C'est une époque de développement pour toute l'Europe.
Le 30 octobre 1309, un vent de tempête du sud-ouest fait tomber le pinacle de l'église Saint-Machut. En 1337, commence la guerre de Cent Ans (communément divisée en deux périodes, 1337 à 1380 et 1415 à 1453) qui accentue le caractère militaire du château de Pontoise. À ces troubles viennent s'ajouter plusieurs épidémies de peste qui sont responsables de la mort d'un habitant sur huit. Pontoise est relativement épargnée durant la première période de la guerre de Cent Ans. En 1368 est construit l'hôpital Saint-Jacques pour accueillir les pèlerins de Compostelle ; la façade du bâtiment est encore visible de nos jours, rue du Grand-Godet.
Le XVe siècle est l'époque du déclin. Bien que puissamment fortifiée, la ville passe à plusieurs reprises entre les mains des Anglais. En effet, en 1417, les Anglais prennent la ville, puis c'est au tour des Bourguignons en 1419. Libérée en 1436, la cité est reconquise par les Anglais l'année suivante. Elle n'est reprise définitivement par le roi de France qu'en 1441 après un siège éprouvant de trois mois. Les combats et les pillages ont ruiné la ville qui n'est plus une importante place commerçante ; de nombreux bâtiments, dont l'église Notre-Dame, sont détruits. Durant l'occupation, le duc de Bedford, régent du royaume, rattache Pontoise au bailliage de Gisors, c'est-à-dire à la Normandie, dépossédant la ville de toute importance administrative et politique.

### De la Renaissance auXVIIIesiècle

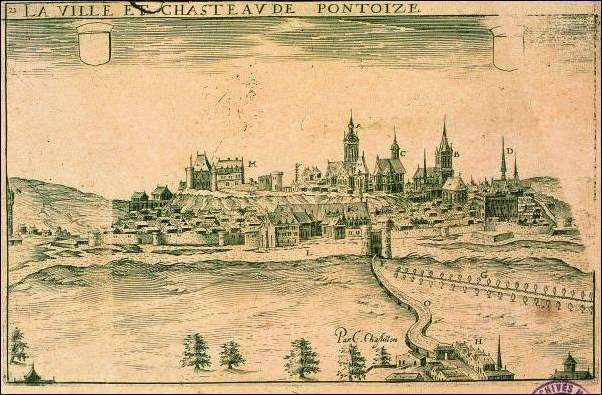
« La ville et le chasteau de Pontoize » par Chastillon, fin du XVIe siècle.

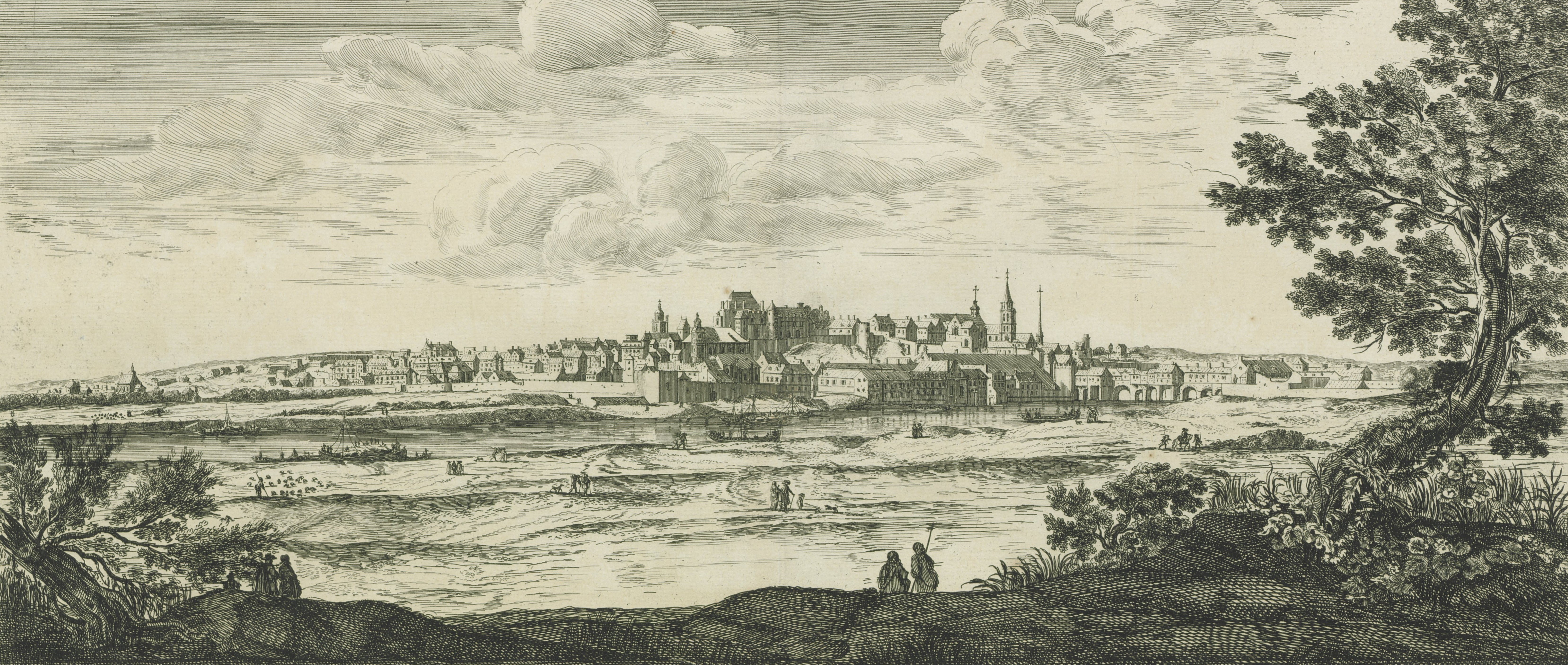
Pontoise en 1650, par Israel Silvestre.

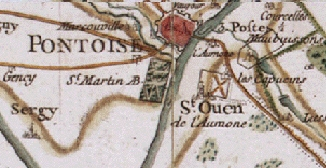
Pontoise sur la carte des Cassini, vers 1780.

Le XVIe siècle est marqué par les guerres de Religion. Pontoise comme Paris restent opposées au protestantisme, qui s'implante malgré tout à l'ouest du Vexin français. À la suite de son adhésion à la Ligue, elle est à nouveau assiégée et prise par les deux Henri (le roi de France Henri III et son cousin Henri de Navarre) en juillet 1589, mais profitant de l'éloignement de l'armée royale, la Ligue reprend la ville en janvier 1590 après un bombardement de six jours. Les sièges de 1589 et 1590 ont mis à mal les remparts qu'il faut relever. En outre, la construction d'une citadelle est entreprise rue de Gisors par Henri III. Elle ne sera jamais terminée. En effet les frontières s'éloignent et Pontoise va perdre son statut de ville frontière. La ville est très appauvrie, malgré la prospérité des terroirs environnants du Vexin
Au XVIIe siècle, la ville voit son commerce et son artisanat poursuivre leur déclin, comme d'ailleurs toutes les villes moyennes environnant Paris. Les épidémies récurrentes de peste, en particulier la terrible épidémie de 1638 qui fait 1 200 victimes, ont accéléré la dépopulation. Nombre de maisons sont à l'abandon. Pontoise perd progressivement son caractère militaire. Pendant la Fronde (1652), les membres du Parlement de Paris fidèles au roi y siègent. La municipalité qui connaît d'énormes difficultés financières doit entretenir une garnison jusqu'en 1666 et réparer les fortifications. Mais l'enceinte, en très mauvais état, finit par être abandonnée. N'étant plus une importante place commerciale et militaire, Pontoise renaît néanmoins grâce à la vitalité de la réforme catholique. De nombreux couvents et monastères se sont établis à Pontoise : les carmélites en 1605 (initialement rue Marcel-Rousier puis dans le monastère de la rue Pierre-Butin où le carmel se trouve encore aujourd'hui), les Ursulines en 1611, les Jésuites en 1604, les Bénédictines anglaises en 1658 et une chapelle en l'honneur de Notre Dame de Lorette de la paroisse de saint Maclou est bâtie par le Chancelier Pierre Séguier et bénie en 1654. Sur le plan politique, Louis XIV doit se réfugier au château de Pontoise durant la Fronde. Il fait venir le Parlement à Pontoise en 1652. Mais après cet épisode, le château est à l'abandon. En 1697, la ville devient le siège d'une élection et d'un grenier à sel, mais elle perd la maîtrise des eaux et forêts et le siège de la maréchaussée.

### LeXVIIIesiècle
Au XVIIIe siècle, la ville connaît une relative croissance économique et démographique. D'importants travaux d'urbanisme sont réalisés. Les fortifications sont vendues et détruites tout comme l'ancien château de Pontoise par Louis XV, pour cause d'insalubrité. Au cours de ce siècle, Pontoise joue un rôle politique non négligeable. En effet, le Parlement de Paris s'y établit à deux reprises, en 1720 et 1753, à titre de sanction du pouvoir royal. Mais elle n'est plus qu'un lieu d'exil, laissant son nom à l'expression péjorative « Revenir de Pontoise », signifiant la déconfiture. Par ailleurs, Pontoise est touché par les émeutes frumentaires de la « guerre des Farines » (1775), qui éclatent en réaction à la libéralisation du commerce des grains voulue par Turgot. À cette époque, l'industrie périclite, à l'exception de la meunerie, l'activité est surtout constituée de la viticulture et du marché aux grains, la ville ne compte plus qu'environ quatre à cinq mille habitants, soit la moitié de sa population du XIVe siècle. Les ordres religieux sont touchés par la crise spirituelle, le couvent des bénédictines anglaises, le plus récent, ferme en 1784, faute de vocations.
À la Révolution, la sécularisation des biens du clergé porte un coup fatal à plusieurs établissements religieux. Saint-Mellon est détruite ainsi que Saint-Pierre et Saint-André. Les ursulines et les jésuites ainsi que l'abbaye de Saint-Martin disparaissent. Les ambitions politiques de Pontoise sont ruinées : sans avoir consulté la population, la Révolution rattache la ville au nouveau département de Seine-et-Oise. Elle devient le chef-lieu d'un district d'une centaine de communes de 1790 à 1795, et ne reprend qu'une modeste importance comme chef-lieu d'arrondissement sous le Consulat. En l'an II de la République, une tentative d'annexion de Saint-Ouen-l'Aumône échoue, et la population stagne à un peu plus de cinq-mille habitants durant la moitié du XIXe siècle.
Comme on le voit sur l'aquarelle de Louis Signy, en 1792, le pont est toujours habité, mais ses arches centrales sont désormais trop étroites pour laisser passer les bateaux, qui n'ont pas cessé de grandir. Ce pont sera remodelé entre 1800 et 1840, fortement remanié en 1870, remplacé en 1891 par un pont métallique avant d'être détruit par le génie militaire français en juin 1940. Remplacé par un pont provisoire en bois après l'Armistice il est remplacé en janvier 1948 par un pont à deux culées et poutres en acier.

### LeXIXesiècle

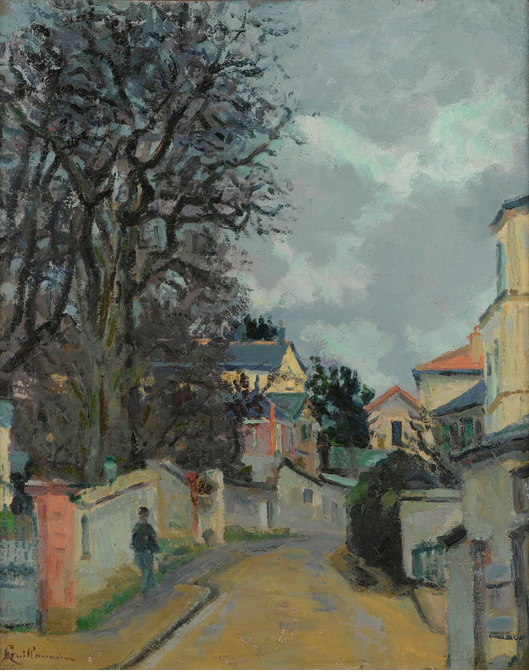
Une Rue à Pontoise, vers 1876
Armand Guillaumin
Collection privée, Vente 2018

Au XIXe siècle, l'arrivée, en janvier 1846, de la ligne de chemin de fer de Paris à Lille et la Belgique suscite des espoirs de développement, mais la gare, dite de « Pontoise », se nomme en fait Saint Ouen lès Pontoise et se situe à plus de 2 km sur l'autre rive de l'Oise, à Épluches, hameau du nord de Saint-Ouen-l'Aumône. Elle n'a qu'un impact fort limité sur la ville. Mais une gare est enfin construite aux portes de la ville en 1863, le long de la Viosne, lors de l'ouverture de la ligne Paris-Dieppe, et permet à Pontoise de communiquer avec Paris et la banlieue proche. Le niveau de la population amorce une reprise, et les zones industrielles et d'habitat se développent aux alentours grâce au train (nœud ferroviaire de Saint-Ouen-l'Aumône).

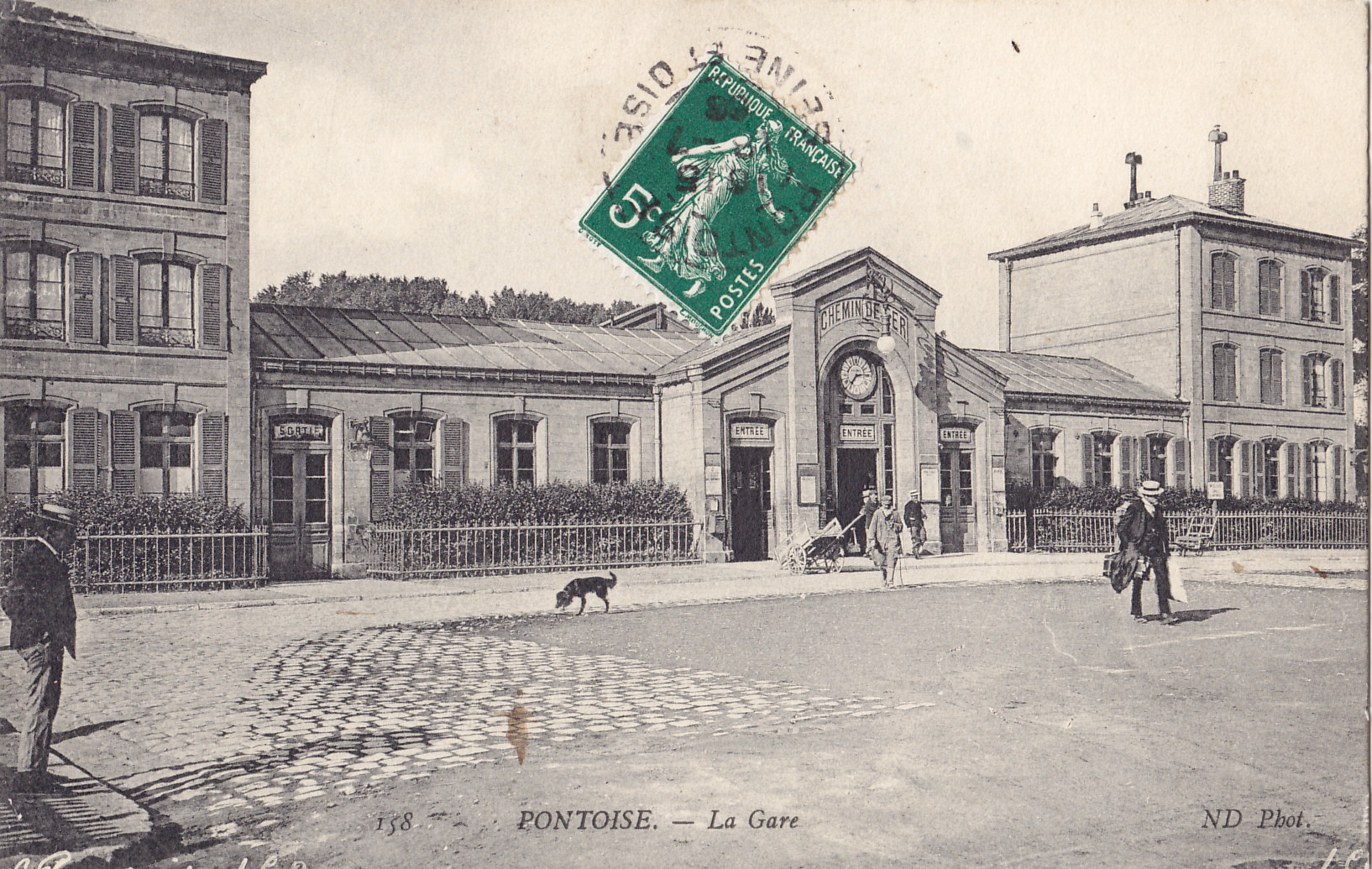
La gare de Pontoise, vers 1906.

Un projet de grandes percées comme à Paris voit le jour pour relier les quatre points cardinaux à l'église Saint-Maclou (cathédrale depuis 1966) : seule la rue Thiers, à l'origine nommée rue Impériale, en direction de la nouvelle gare et en forte pente est inaugurée le 10 octobre 1869, en même temps que la statue du général du Premier Empire Charles Victoire Emmanuel Leclerc, natif de la ville, qui la surplombe.
En septembre 1870 se déroulent le désastre de Sedan et la guerre franco-prussienne ; dès le 15, des cavaliers uhlans cherchent un passage sur l'Oise pour rejoindre Saint-Ouen-l'Aumône, mais le Génie français a fait sauter les ponts quelques jours plus tôt. Les cavaliers passent néanmoins sur un pont de bateaux et réclament immédiatement de l'argent à la ville qui doit lancer un emprunt. Pontoise est occupée du 18 septembre 1870 au 26 juin 1871 ; durant cette période, les habitants sont obligés d'héberger chez eux les soldats prussiens.
De 1870 à 1910, Pontoise est une petite ville bourgeoise de six mille habitants dirigée par les notables, ancrée à droite durant 40 ans. L'industrialisation ne la concerne que faiblement, les usines s'édifiant sur la rive gauche au nord de Saint-Ouen-l'Aumône.
Le 15 août 1875 un orage causa de gros dégâts à Neuville, et dévasta Jouy-le-Moutier, Vauréal, Boisemont, Courdimanche, Osny, Cergy, Puiseux, et Pontoise.

### De 1900 à nos jours

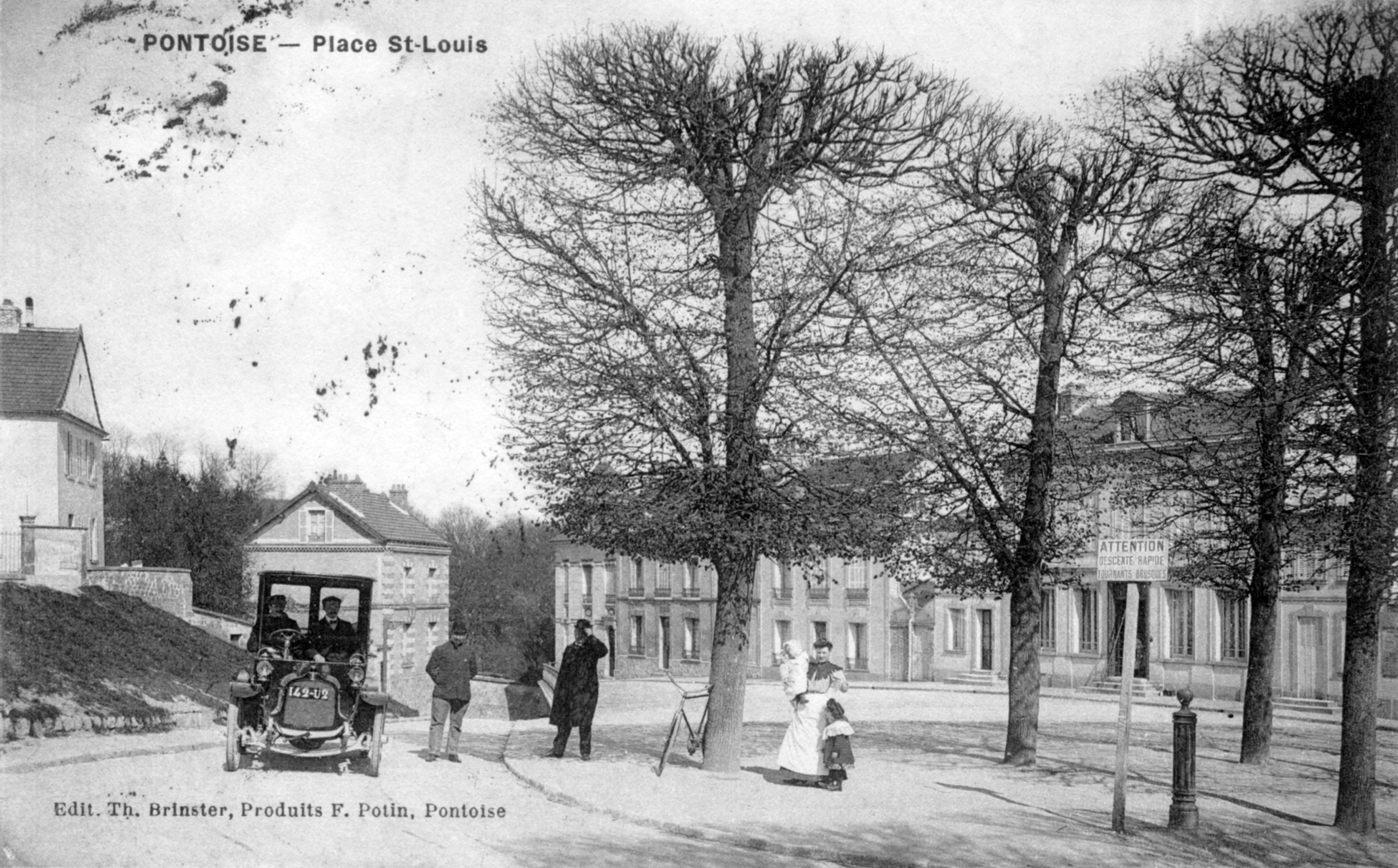
Pontoise. Place Saint-Louis.
Carte postale ancienne.

En septembre 1914, les avant-postes de l'armée allemande, sur la rive droite, parviennent à Auvers-sur-Oise, et, en éclaireurs, des cavaliers uhlans de la garde des Hussards à tête de mort du Kronprinz sont vus à l'entrée d'Ennery.
 Mais l'armée allemande est rapidement obligée de se replier du fait de la contre-attaque de l'armée française, avec l'aide des taxis parisiens envoyés par le général Gallieni sur Nanteuil-le-Haudouin et de Silly-le-Long, pendant la première bataille de la Marne. Pontoise n'est pas occupée. L'atmosphère de la ville est patriotique, mais le maire, M. Mallet, reçoit un blâme de la part de l'autorité militaire, ce qui le pousse un moment à la démission : il avait fait connaître aux Pontoisiens l'éventualité de devoir évacuer la ville, ce qui a été jugé comme « défaitiste ». Durant la Première Guerre mondiale, chaque semaine voit s'égrener les noms des disparus. Lors du raid de dirigeables contre Paris et sa banlieue le 21 mars 1915 un Zeppelin survole Pontoise et la région.
Durant l'entre-deux-guerres, Pontoise est une tranquille ville de province de douze mille habitants, dirigée par une municipalité radicale et modérée.
Durant la Seconde Guerre mondiale, Pontoise se prépare au pire : des abris anti-aériens sont creusés dans le jardin de la ville, mais rien ne se passe. Subitement, les bombardements surviennent les 7 et 10 juin 1940. Le quartier du pont routier est ravagé par les bombes allemandes, l'Hôtel-Dieu disparaît avec toutes ses archives. Le pont routier a été miné par le Génie français afin de ralentir les troupes ennemies ce qui, comme en 1870, ne les empêche pas de traverser l'Oise en direction de Paris sur un pont de bateaux. Les Pontoisiens évacuent la ville ; au début de l'été 1940, elle ne compte plus qu'une centaine d'habitants dont les membres de la Croix Rouge de Paris. Un pont de bois est ouvert à la circulation le 15 septembre 1940, et les troupes allemandes s'installent dans la caserne du quartier Bossut, abandonnée par le 1er régiment de dragons (1er RD). Durant quatre ans, Pontoise vit, comme toute la France, à l'heure des restrictions (moins durement néanmoins qu'à Paris puisque la ville est plus campagnarde), du couvre-feu à 22 heures, de la presse soumise et du bruit de bottes des troupes d'occupation, surtout dans le quartier Saint-Martin.
L'hiver 1941-1942 est particulièrement rude : l'Oise est entièrement gelée. Cette année-là, des résistants sont arrêtés et exécutés ou déportés. La ville est de nouveau bombardée avant la Libération, cette fois par les alliés, essentiellement par des bombardiers anglais type Lancaster, afin de détruire les ponts sur l'Oise, routier et ferroviaire, les 9 et 14 août 1944, pour freiner voire couper la retraite des troupes allemandes et les obliger à remonter vers la Belgique le long de la rive droite de l'Oise, plutôt que de renforcer les effectifs allemands autour de Paris devant appliquer les ordres d'Hitler : détruire la capitale française avant d'évacuer vers l'est pour défendre les Vosges et les frontières du IIIe Reich. Aucun de 2 ponts ne sera touché, contrairement aux habitations tout au long de l'Oise sur les 2 rives. La ville est finalement libérée le 30 août.
Après la guerre, le comité de Libération rebaptise plusieurs rues afin de rendre hommage aux victimes de l'occupation allemande : l'impasse du Collège est renommée impasse Chabanne, la rue Basse devient rue Pierre-Butin, le boulevard d'Ennery devient le boulevard Jacques-Tête, la rue de l'Épée devient la rue Marcel-Rousier, et la Grande-Rue est renommée Alexandre-Prachay, député communiste de la ville arrêté et décédé en 1943. D'autres résistants disparus sont également honorés, notamment Lucien Francia, Éric de Martimprey et Jean-Paul Soutumier. Le boulevard des Fossés devient également le boulevard Jean-Jaurès, afin de « rendre hommage au grand tribun ». Enfin, le quartier du pont est reconstruit dans un style évoquant les bords de Loire et le nouveau pont routier est inauguré en 1947. La ville retrouve une nouvelle prospérité : la population de la ville double entre 1945 et la fin du siècle avec la construction de nouveaux quartiers au nord de la ville. De 1954 à 1958, le quartier des Cordeliers sort de terre : de 1948 à 1962, 1 200 logements sont construits.
En 1968 avec la création du département du Val-d'Oise, Pontoise devient la ville « Préfecture » du nouveau département, le siège d'un évêché en 1966, et connaît donc un essor administratif et commercial remarquable. Elle devient ensuite le centre de la ville nouvelle de Cergy-Pontoise, aux côtés du village de Cergy. La ville continue à se développer jusque dans les années 1980, avec l'apparition de tours de logements HLM sur le Plateau et près de sa limite avec Cergy grâce aux nouveaux quartiers de Marcouville, des Louvrais (1965-1972) et enfin des Larris. La croissance de la ville se poursuit entre le plateau Saint-Martin et Cergy. En effet, il est prévu de lotir les treize hectares de la caserne Bossut, qui n'assure plus de fonction militaire. Les terrains ont été cédés à la communauté d'agglomération pour un vaste plan d'aménagement et d'urbanisation qui devrait durer une dizaine d'années à partir de 2008.

## Politique et administration
La ville appartient à l'unité urbaine et à l'aire urbaine de Paris.

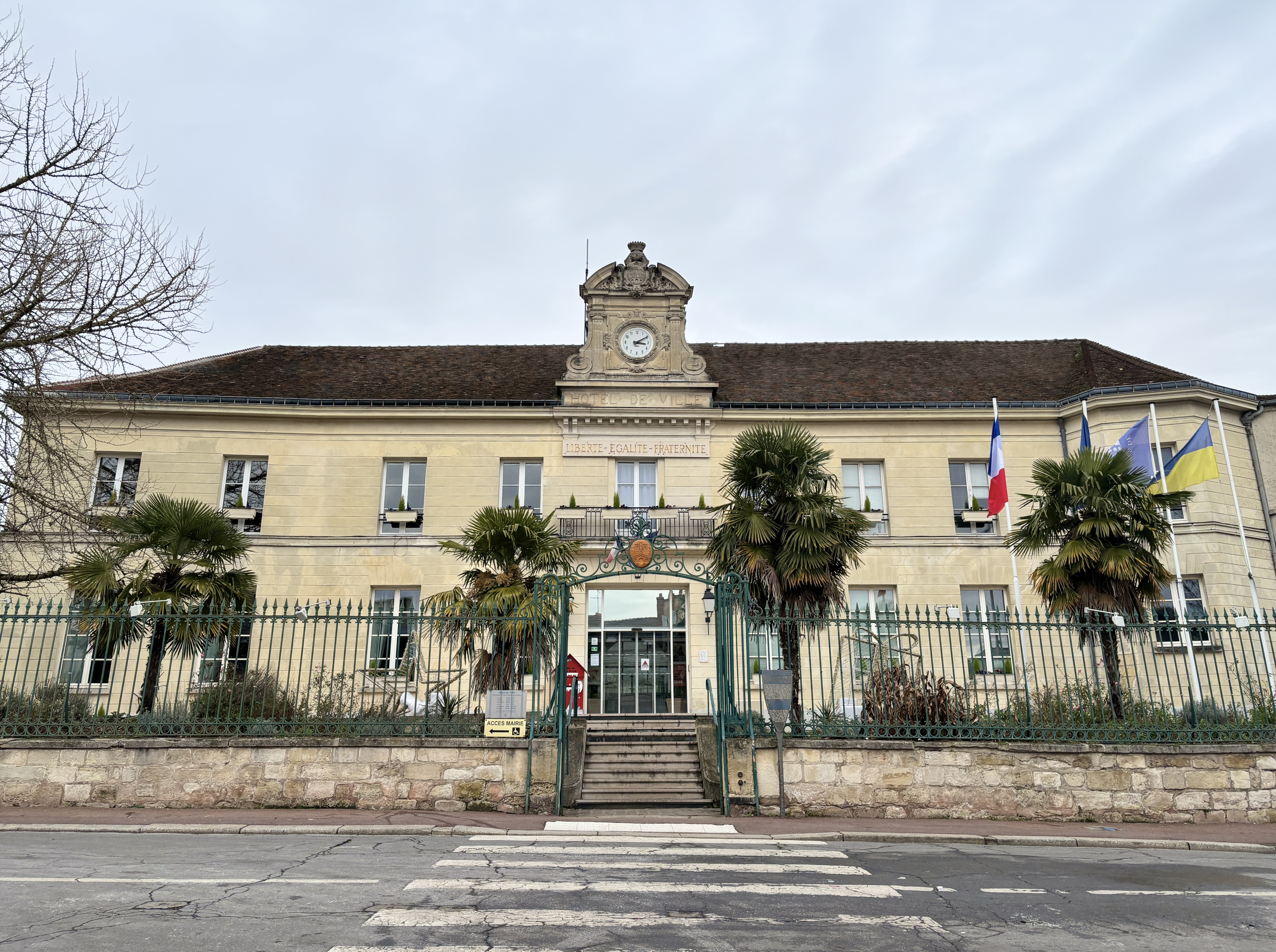
La mairie de Pontoise - ancien couvent des Cordeliers.

Antérieurement à la loi du 10 juillet 1964, la commune faisait partie du département de Seine-et-Oise. La réorganisation de la région parisienne en 1964 fit que la commune appartient désormais au département du Val-d'Oise et à son arrondissement de Pontoise, après un transfert administratif effectif au 1er janvier 1968. Bien que la ville soit officiellement le chef-lieu du département, la préfecture et le conseil départemental ont leur siège dans la commune voisine de Cergy.
L'arrondissement de Pontoise existait déjà lorsque la ville était chef-lieu d'arrondissement de Seine-et-Oise. Toutefois, la sous-préfecture a cessé son activité à Pontoise en 2016.
Pour l'élection des députés, la ville fait partie de la première circonscription du Val-d'Oise.
Elle était depuis 1793 le chef-lieu du canton de Pontoise. Dans le cadre du redécoupage cantonal de 2014 en France, ce canton, dont la commune est désormais le bureau centralisateur, est modifié, passant de une à 32 communes.
La présence d'une Cour de Justice à Pontoise remonte à l'Ancien Régime (exil du Parlement de Paris). On trouve à Pontoise plusieurs juridictions : un tribunal judiciaire, un tribunal de commerce, un tribunal administratif et un conseil de prud'hommes. Un nouveau palais de justice a ouvert ses portes le 11 octobre 2006.
À proximité, la maison d'arrêt du Val-d'Oise située à Osny a été mise en service en 1990 ; elle remplace l'ancienne maison d'arrêt de Pontoise, considérée comme la plus vétuste de France avant sa fermeture définitive. Le Barreau de Pontoise, l'un des plus importants de France, fut constitué en 1887.

### Intercommunalité
La ville est membre de la communauté d'agglomération de Cergy-Pontoise.

### Tendances politiques
Politiquement, Pontoise est une commune oscillant entre droite et gauche en fonction des consultations électorales. Le maire Philippe Houillon (UMP) a pris la suite de Jean-Michel Rollot (PS) en 2001. Il est reconduit à l'issue du premier tour des élections municipales de mars 2008 avec 52,18 % des voix.
À l’élection présidentielle de 2002, le premier tour a vu arriver en tête Jacques Chirac avec 19,5 %, suivi de Lionel Jospin avec 17,3 %, Jean-Marie Le Pen avec 15,4 %, puis François Bayrou avec 7,6 %, Noël Mamère avec 7,1 %, Jean-Pierre Chevènement avec 6,8 %, Arlette Laguiller avec 4,8 % aucun autre candidat ne dépassant le seuil des 4 %. Au second tour, les électeurs ont voté à 84,1 % pour Jacques Chirac contre 15,9 % pour Jean-Marie Le Pen avec un taux d’abstention de 19,7 %, résultat proche des tendances nationales (respectivement 82,21 % et 17,79 % ; abstention 20,29 %).
Au référendum sur le traité constitutionnel pour l’Europe du 29 mai 2005, les Pontoisiens ont approuvé à une courte majorité la Constitution Européenne, avec 51,98 % de Oui contre 48,02 % de Non avec un taux d’abstention de 34,16 % (France entière : Non à 54,67 % ; Oui à 45,33 %). Ces chiffres sont contraires à la tendance départementale du Val-d'Oise (Non à 53,47 % ; Oui à 46,53 %) mais proches des résultats franciliens (Oui 53,99 % ; Non 46,01 %).
À l’élection présidentielle de 2007, le premier tour a vu arriver en tête Nicolas Sarkozy avec 30,70 %, suivi par Ségolène Royal avec 29,73 %, François Bayrou avec 20,56 %, Jean-Marie Le Pen avec 7,48 %, enfin Olivier Besancenot avec 3,74 %, aucun autre candidat ne dépassant le seuil des 2 %. Le second tour a vu arriver en tête Nicolas Sarkozy à une très courte majorité avec 50,36 % contre 49,64 % pour Ségolène Royal (résultat national : respectivement 53,06 et 46,94 %).
À l'élection municipale de mars 2008, la liste « Pontoise 2008 : une volonté partagée » conduite par le maire sortant Philippe Houillon obtient au premier tour, avec un taux de participation de 53,47 %, 4 400 suffrages pour 52,18 % des suffrages exprimés. En l'absence de second tour, la liste obtient le 9 mars 2008 vingt-sept sièges de conseillers municipaux, pour cinq à la liste « Pontoise Ensemble » conduite par Didier Peyrat, deux à la liste « Pontoise 2008-2014 » et un à la liste « Pontoise à gauche vraiment ! » ».
Le maire est réélu dès le 1er tour lors des municipales de 2014.
Lors des élections municipales de 2020, il ne se représente pas et deux de ses maires-adjoints, Stéphanie Von Euw et Gérard Seimbille, s'opposent dans ce scrutin. Au second tour, la liste de Stéphanie Von Euw, soutenue par le maire sortant, obtient la majorité absolue des suffrages exprimés, avec 50,15%, devançant largement les listes menées par  Gérard Seimbille (DVD, 27,11 %) et Sandra Nguyen Dérosier (union de la gauche, 22,74 %), lors d'un scrutin marqué par 70,22 % d'abstention.

### Liste des maires
| Période          | Période                       | Identité                | Étiquette            | Qualité |
| ---------------- | ----------------------------- | ----------------------- | -------------------- | --- |
| 30 août 1944     | 27 novembre 1944              | Charles Bouticourt      |                      | Ouvrier peintre puis entrepreneur Président du Comité local de Libération |
| 27 novembre 1944 | 18 mai 1945                   | Pierre-Maurice Decuty   | Rad.                 | |
| 18 mai 1945      | 24 octobre 1947               | Charles Bouticourt      | Union des gauches    | Ouvrier peintre puis entrepreneur, ancien résistant |
| 24 octobre 1947  | 7 mai 1953                    | Pierre-Maurice Decuty   | Rad.                 | |
| 7 mai 1953       | 27 mars 1977                  | Adolphe Chauvin         | MRP puis CD puis CDS | Professeur d'anglais Sénateur de Seine-et-Oise puis du Val-d'Oise (1959 → 1986) Conseiller général de Pontoise (1945 → 1976) Président du conseil général de Seine-et-Oise (1964 → 1967) Président du conseil général du Val-d'Oise (1967 → 1976) |
| 27 mars 1977     | 17 mars 1989                  | Jean-Philippe Lachenaud | UDF-PR               | Conseiller maître à la Cour des Comptes Député du Val-d'Oise (1986 → 1992) Conseiller général de Pontoise (1982 → 1988 et 1989 → 1994) Président du conseil général du Val-d'Oise (1989 → 1997)                                                   |
| 17 mars 1989     | 23 juin 1995                  | Philippe Hémet          | UDF-CDS              | Assureur Conseiller général de Pontoise (1988 → 1989 et 1994 → 2000) |
| 23 juin 1995     | 19 mars 2001                  | Jean-Michel Rollot      | PS                   | Ancien directeur de cabinet Réélu à la suite d'une élection municipale partielle, |
| 19 mars 2001     | 5 juillet 2020                | Philippe Houillon,      | DL puis UMP → LR     | Avocat Député du Val-d'Oise (1re circ.) (1993 → 2017) Conseiller général de Pontoise (2000 → 2001) |
| 5 juillet 2020   | En cours (au 10 juillet 2020) | Stéphanie Von Euw       | LR-SL                | Cheffe d'entreprise Conseillère régionale d'Île-de-France (2004 → ) Vice-présidente au conseil régional d'Ile-de-France (2015 → ) Vice-présidente de la CA Roissy de Cergy-Pontoise (2020 → )                                                     |

### Jumelages
La municipalité de Pontoise a conclu trois jumelages avec :
- Böblingen (Allemagne) depuis 1956 ;
- Sevenoaks (Royaume-Uni) depuis 1964 ;
- Geleen (Pays-Bas) depuis 1962.

## Population et société

### Démographie

#### Évolution démographique
Avec environ 10 000 habitants au XIVe siècle, Pontoise a été à la fin du Moyen Âge une des villes les plus importantes du royaume. Après un long déclin consécutif à la guerre de Cent Ans, à la perte de sa position militaire stratégique d'avant-poste face à la Normandie et à l'abandon de la ville par les rois de France, Pontoise a réamorcé une lente progression démographique grâce à l'arrivée du chemin de fer, en 1846 sur la rive gauche de l'Oise à Saint-Ouen-l'Aumône et en 1863 à Pontoise même. Après une chute de population liées aux nombreuses destructions des bombardements de 1944, la ville a connu une progression spectaculaire au début des années 1970 après son intégration à la ville nouvelle de Cergy-Pontoise et sa promotion en tant que chef-lieu du nouveau département du Val-d'Oise. Elle a ainsi gagné près de 10 000 habitants entre 1968 et 1975, avant de connaître une stagnation depuis cette date, l'ensemble du territoire communal étant urbanisé, et les nouvelles constructions ne compensant que la diminution du nombre de personnes par foyer, phénomène global dans le monde occidental.

L'évolution du nombre d'habitants est connue à travers les recensements de la population effectués dans la commune depuis 1793. Pour les communes de plus de 10 000 habitants les recensements ont lieu chaque année à la suite d'une enquête par sondage auprès d'un échantillon d'adresses représentant 8 % de leurs logements, contrairement aux autres communes qui ont un recensement réel tous les cinq ans,.

En 2022, la commune comptait 31 623 habitants, en évolution de +3,04 % par rapport à 2016 (Val-d'Oise : +4 %, France hors Mayotte : +2,11 %).
| 1793  | 1800  | 1806  | 1821  | 1831  | 1836  | 1841  | 1846  | 1851  |
| ----- | ----- | ----- | ----- | ----- | ----- | ----- | ----- | ----- |
| 4 891 | 5 174 | 5 161 | 5 339 | 5 458 | 5 408 | 5 419 | 5 488 | 5 637 |

| 1856  | 1861  | 1866  | 1872  | 1876  | 1881  | 1886  | 1891  | 1896  |
| ----- | ----- | ----- | ----- | ----- | ----- | ----- | ----- | ----- |
| 5 609 | 6 065 | 6 287 | 6 480 | 6 412 | 6 675 | 7 192 | 7 422 | 7 992 |

| 1901  | 1906  | 1911  | 1921  | 1926   | 1931   | 1936   | 1946   | 1954   |
| ----- | ----- | ----- | ----- | ------ | ------ | ------ | ------ | ------ |
| 8 180 | 8 492 | 9 023 | 9 915 | 10 719 | 11 709 | 12 183 | 11 009 | 14 139 |

| 1962   | 1968   | 1975   | 1982   | 1990   | 1999   | 2006   | 2011   | 2016   |
| ------ | ------ | ------ | ------ | ------ | ------ | ------ | ------ | ------ |
| 15 232 | 16 817 | 26 014 | 26 780 | 27 150 | 27 494 | 28 674 | 29 885 | 30 690 |

| 2021   | 2022   | - | - | - | - | - | - | - |
| ------ | ------ | - | - | - | - | - | - | - |
| 31 327 | 31 623 | - | - | - | - | - | - | - |

#### Pyramide des âges
La pyramide des âges de Pontoise montre une lente mutation démographique de la ville entre 1990 et 1999 avec l'accroissement significatif de la part des adultes et le recul du nombre de jeunes.
Conformément à la région Île-de-France dans son ensemble, Pontoise voit la part des enfants (moins de 15 ans) diminuer avec une baisse de 2 points entre les deux recensements de 1990 et 1999. Ces valeurs restent presque conformes à la part des moins de quinze ans dans la région (19,1 % des hommes et 17,7 % des femmes à Pontoise contre respectivement 19,9 % et 17,9 % dans la région). Mais contrairement à la tendance régionale, la part des 15 à 29 ans reste importante, même si elle a légèrement reculé depuis 1990. La part des 45 à 59 ans en revanche a fortement augmenté dans la ville, plus encore que la tendance globale régionale. La tranche des plus de 60 est quant à elle tout à fait conforme à la région, tant en proportion qu'en progression,.

### Enseignement

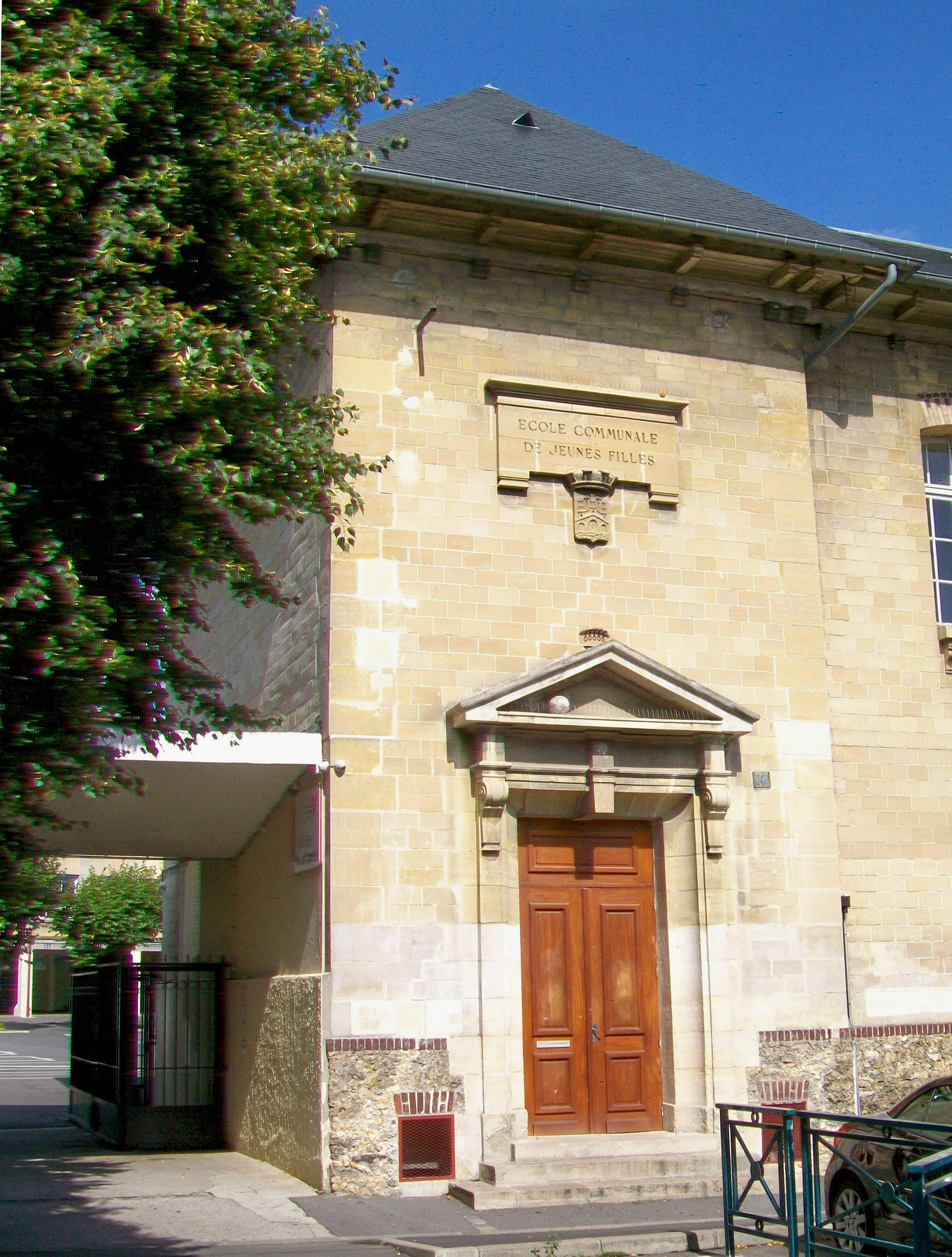
Ancienne école communale de jeunes filles - école du Parc aux Charrettes.

Vingt-trois établissements scolaires publics dispensent l’enseignement à Pontoise : neuf écoles maternelles, neuf écoles primaires, trois collèges : Chabanne, Nicolas-Flamel (anciennement collège des Louvrais) et Parc-aux-Charrettes (RRS) et deux lycées généraux et techniques (lycée Pissarro (en) et Kastler (en)) préparant également au BTS ainsi qu’aux concours d’entrée aux Grandes Écoles (maths sup. et maths spé., commerce).
La ville compte par ailleurs quatre établissements privés, l’école primaire Saint-Louis, le collège et lycée privé catholique Saint-Martin-de-France (internat et externat), le collège et lycée catholique Notre-Dame-de-la-Compassion (en) et le collège et lycée Vauban.
La commune relève de l’académie de Versailles. Les écoles sont sous l'autorité de l'Inspection de l'Éducation Nationale de Cergy Est - Pontoise. La circonscription fait partie du bassin d’éducation et de formation de Pontoise.
Le site Saint-Martin de l'université de Cergy-Pontoise, spécialisé dans les sciences, est situé sur le territoire de la commune. Créée en 1991, l'université accueillait un total de 19 250 étudiants sur son campus en 2007.

### Manifestations culturelles et festivités
Foire annuelle en novembre depuis le Moyen Âge, la foire Saint-Martin est aujourd'hui devenue une fête foraine. Elle a traditionnellement pour spécialités culinaires le hareng, qui était amené facilement de Dieppe par la route Dieppe-Paris qui traverse Pontoise, et le ginglet, vin produit autrefois dans Cergy-Pontoise, aujourd'hui aux alentours. Une foire commerciale se déroule également à la même période dans le Parc des Expositions de Cergy-Pontoise. En 2008, la foire voit sa 838e édition.
Le Parc des expositions avec la Halle Saint-Martin se trouve à Pontoise sur l'ancienne chaussée Jules César, lieu de plusieurs salons régionaux et également le Salon national de l'humanitaire.
Le théâtre des Louvrais (L'Apostrophe, scène nationale) a été inauguré en 1974. Détruit par un incendie criminel lors des émeutes urbaines de novembre 2005, le théâtre a rouvert ses portes en mars 2007.
Depuis 1986, le Festival Baroque de Pontoise propose des interprétations des grands compositeurs des XVIIe et XVIIIe siècles. Le festival se tient chaque année en septembre et octobre, son directeur est Pascal Bertin.
Depuis 2002, Piano Campus est « La » grande fête du piano en Région Ile-de-France. La ville de Pontoise et la Communauté d’Agglomération de Cergy-Pontoise deviennent, le temps d’un hiver, la capitale francilienne du piano avec un Piano Campus Festival consacré aux jeunes talents et un concours international. Les objectifs de Piano Campus sont pluriels : offrir des concerts gratuits de qualité sur tout le territoire du Val d’Oise, d’Ile-de-France et hors-les-murs, participer au projet d’éducation musicale et de démocratisation (sensibilisations pour les scolaires, collégiens, lycéens, étudiants, avec distribution gratuite de CD), aider les jeunes pianistes grâce à des formations régulières (Masterclasses, cours d’interprétation) et participer à leur  insertion professionnelle grâce au concours international clôturant Piano Campus en les invitant au Piano Campus Festival ainsi que dans les saisons et festivals partenaires.

### Sports
Pontoise compte une piscine dans le quartier des Louvrais et sept autres sont situées dans les communes voisines. Une patinoire se situe sur le parvis de la Préfecture à Cergy. La ville possède en outre de nombreuses installations : un boulodrome, trois gymnases, une salle de danse, un terrain de tir à l'arc, un stand de tir, un complexe sportif et un hall omnisports et quatre stades dont un consacré au rugby.
La base de loisirs de Cergy-Pontoise occupe une surface de 250 hectares dont 150 en plans d'eau, au centre de la boucle de l'Oise à Cergy et Neuville-sur-Oise. Elle permet la pratique de nombreux sports et loisirs, planche à voile, baignade, tennis, badminton, parcours de mini-golf… tout comme la simple promenade. Un stade d'eau vive, unique en Europe, et un téléski nautique permettent la pratique du rafting, kayak, wakeboard et autres sports de glisse. Trois parcours de golfs sont situés à Vauréal, Jouy-le-Moutier et Saint-Ouen-l'Aumône.
Parmi les équipes et clubs, on peut citer le Hockey Club de Cergy-Pontoise (hockey sur glace), l'Entente Cergy Osny Pontoise BB (basket-ball), le Judo Club de Pontoise, le RCACP (Racing club de l'agglomération de Cergy-Pontoise), et surtout le Tennis Club de Pontoise ou le club de tennis de table de l'AS Pontoise-Cergy TT qui devient champion d'Europe en 2014 et en 2016 et champion de France en 2015 et 2016.

### Santé
Pontoise accueille le plus important centre hospitalier du département, l'hôpital René-Dubos. Il est l'héritier de l'ancien Hôtel-Dieu de Pontoise situé sur les bords de l'Oise, détruit par un bombardement en 1940. En 2002, l'hôpital a enregistré 35 000 hospitalisations, 257 000 consultations, 87 000 passages aux urgences, 133 000 appels au SAMU et 3 328 naissances. Le centre hospitalier est doté d'un budget annuel global dépassant 150 millions d'euros et emploie 2 700 salariés. Il a été plusieurs fois classé parmi les cinquante meilleurs hôpitaux de France,. Une nouvelle maternité a ouvert ses portes en 2006 (classée en niveau 3 de soins).
La ville possède également deux maisons de retraite.

### Médias
La presse locale est constituée de plusieurs publications : outre le magazine municipal Pontoise infos, complété par une lettre municipale d'information mensuelle qui rappelle les travaux de voirie ou les dates de réunions publiques par exemple, la communauté d'agglomération diffuse un magazine gratuit Douze comme une, jeu de mots autour du nombre de communes composant cette communauté.
La ville renferme les sièges des journaux La Gazette du Val-d'Oise et L’Écho régional, le siège départemental du journal Le Parisien se situant dans la ville voisine de Cergy.
La chaîne de télévision départementale VOtv, financée essentiellement par le Conseil général, a ses studios dans les bâtiments de l'université Saint-Martin de Pontoise. Elle a été diffusée de la tour Eiffel dans le cadre des expérimentations de diffusion de télévisions locales. Elle est actuellement disponible en partage de temps d'antenne sur Télif, rassemblement de télévisions locales d'Île-de-France diffusé par satellite, sur les réseaux câblés de Numericable et via l'ADSL.
Deux radios locales émettent sur l'ensemble de la ville nouvelle, RGB (99.2 FM) et la radio étudiante REVE FM (89.6 FM); toutes deux diffusent leurs programmes de Cergy.
Une association gère le site 95degres.net qui présente l'agenda culturel de Cergy-Pontoise et ses environs.

### Lieux de culte

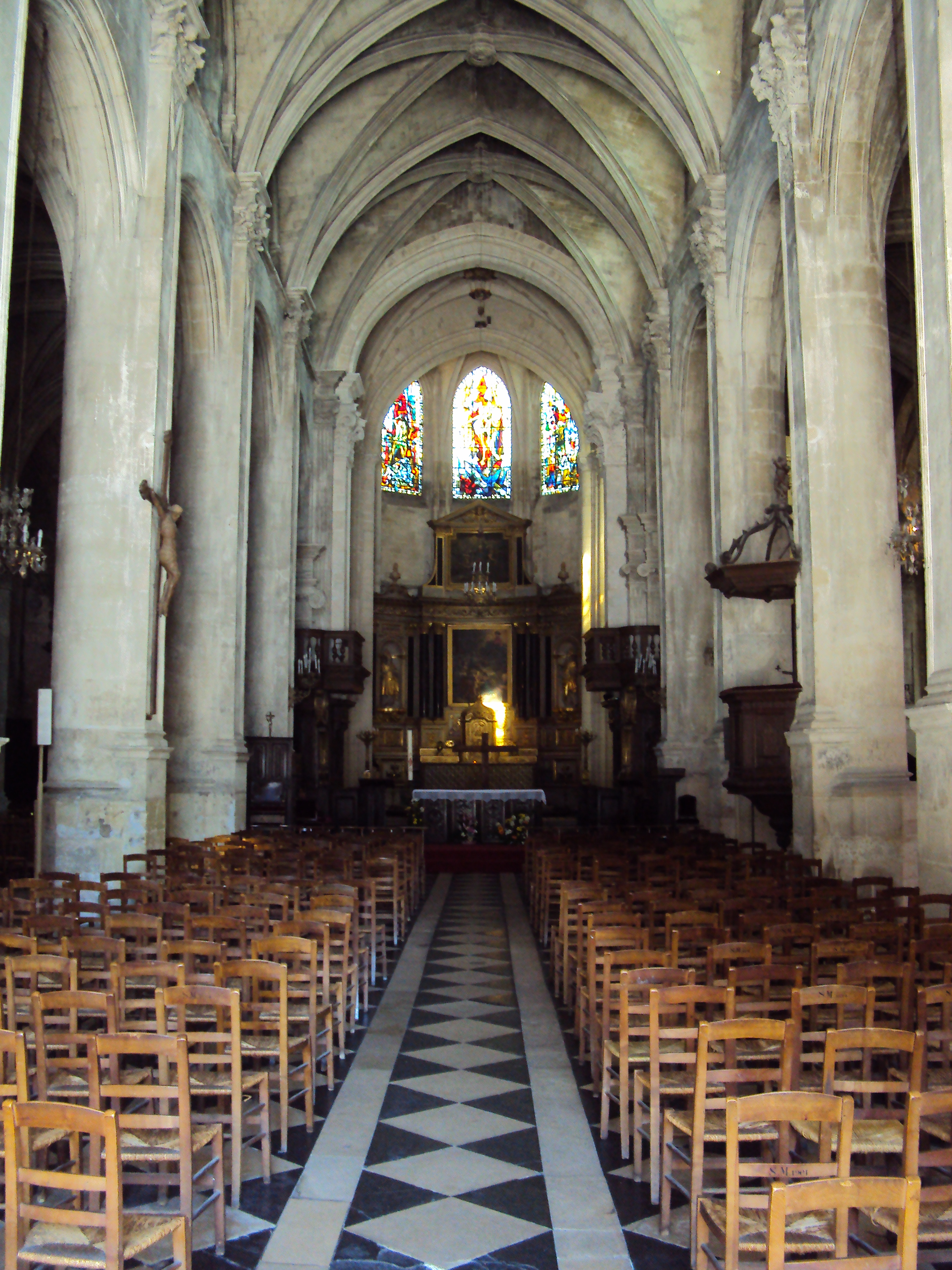
Cathédrale Saint-Maclou.

Les fidèles de la paroisse sont accueillis à la cathédrale Saint-Maclou, à l'église Notre-Dame et à l'église Saint-Pierre des Louvrais. La paroisse de Pontoise relève du doyenné et du diocèse de Pontoise.
La chapelle Saint-Mathias : acquise en 1981, agrandie et embellie en 1999, elle fut bénie par Bernard Fellay le 16 janvier 2000. Ouverte relativement récemment, elle bénéficie cependant de boiseries anciennes pour le chœur mais aussi d'un autel et d'un vitrail datant tous du XIXe siècle.
Parmi les autres lieux de culte de la ville, existent le couvent des Carmélites de Pontoise, la mosquée de Pontoise et l'église évangélique.

### Édifices religieux
- Cathédrale Saint-Maclou, place du Petit Martroy.
- Église Notre-Dame, place Notre-Dame.
- Église Saint-Pierre des Louvrais, place de la paix.
- Chapelle Saint-Mathias, boulevard des Cordeliers.
- Chapelle de l'hôpital de Pontoise, avenue de l'Ile-de-France.
- Chapelle du lycée Notre-Dame de Compassion, place Nicolas- Flamel.
- Chapelle du couvent des Carmélites, rue Pierre-Butin.
- Chapelle de l'Hermitage, rue Maria-Deraismes.
- Vestiges de l’abbaye Saint-Martin avec chapelle, avenue de Verdun École Saint-Martin-de-France.
- Chapelle des Cordeliers, place de l'Hôtel-de-Ville (façade).
- Église protestante évangélique, rue Saint-Jean.
- Mosquée-Centre socio-culturel Avicennes, rue du Maréchal-De Lattre.
- Crypte du Couvent des bénédictines anglaises.

## Économie

### Tissu économique et employeurs
Pontoise abrite de nombreuses fonctions administratives et ecclésiastiques (tribunal, sous-préfecture, évêché, cathédrale, églises…) malgré le départ de certains services publics, désormais situés à Cergy : succursale de la Banque de France, Trésor public. Elle a aussi une délégation de la Chambre de commerce et d'industrie de Versailles-Val-d'Oise-Yvelines pour le Val d'Oise.
Le caractère provincial de la ville a attiré de nombreuses professions libérales, à commencer par les avocats, autour d'une des dix premières cités judiciaires de France. En revanche, elle possède peu de sièges sociaux, bien que 770 entreprises aient été recensées à Pontoise en 2005.
Le centre hospitalier régional René-Dubos est l'héritier de l'ancien Hôtel-Dieu de Pontoise. Il emploie près de 400 médecins et plus de 2 300 agents hospitaliers, constituant le premier employeur public de l'agglomération de Cergy-Pontoise,. Quant à la clinique Sainte-Marie, fondée à Pontoise en 1930 par le docteur Breton, elle a été transférée à Osny en 2005. La plupart des médecins spécialistes exerçant leur activité en centre-ville consultent dans l'un ou l'autre des deux établissements.
Le commerce de détail est bien représenté dans le centre ancien (alimentation, équipement de la maison, équipement de la personne) mais sa pérennité n'est pas acquise. La reprise des commerces à la suite des départs en retraite n'est pas systématique. Les marchés de Pontoise sont très fréquentés (cinq jours de marché par semaine en différents endroits de la ville, le plus important se déroulant le samedi matin depuis le Moyen Âge).
Un centre commercial de proximité intégrant plusieurs petits commerces et un supermarché (enseigne Ed) est situé dans le quartier des Louvrais. Un centre commercial, beaucoup plus vaste (hypermarché E.Leclerc) se situe aux limites de la ville, au lieu-dit la Croix-Saint-Siméon à Osny. Deux autres grands centres commerciaux sont situés dans les villes voisines et concurrencent durement le petit commerce pontoisien : le plus important, en taille et en fréquentation, est constitué par le centre commercial régional les 3 Fontaines à Cergy ; on trouve également la zone commerciale de l'Oseraie qui poursuit son développement autour de l'hypermarché Auchan et du magasin Leroy Merlin.
Avec l'obtention du label « ville d'art et d'histoire », la municipalité mise sur le développement du tourisme (tourisme fluvial, découverte du patrimoine bâti et souterrain).

### Emploi et catégories socio-professionnelles
En 1999, 29,3 % des actifs pontoisiens ayant un emploi travaillaient dans la commune. Ce chiffre relativement élevé pour la région a néanmoins légèrement reculé de 3,7 points entre 1990 et 1999. Mais près d'un tiers des actifs travaillaient hors du département, essentiellement à Paris et dans les Hauts-de-Seine.
La voiture particulière reste le moyen de transport privilégié des déplacements domicile-travail puisqu'elle représentait 48,9 % des déplacements en 1999 contre 24,7 % pour les transports en commun et 10,1 % pour la marche à pied.
Le taux de chômage était supérieur à la tendance nationale avec 12,6 % en 2014 (moyenne nationale : 10,4 % en 2014).
En 2010, le revenu fiscal médian par ménage était de 29 145 €, ce qui plaçait Pontoise au 15585e rang parmi les 31 525 communes de plus de 39 ménages en métropole. En 2015, 102 redevables pontoisiens étaient soumis à l’impôt de solidarité sur la fortune (ISF), pour un patrimoine moyen de 2 399 749 € et 9 531 € de contribution en moyenne.
Les professions intermédiaires sont très représentées à Pontoise avec 27,3 % des actifs (contre 25,6 % en moyenne régionale et 23,1 % en moyenne nationale). Mais ce sont les employés qui sont les plus représentés, avec 32,3 % des habitants de la commune (contre 29,5 % en Île-de-France et 28,8 % en France). Les ouvriers représentent quant à eux que 19,8 % des actifs de la commune (16,5 % en région Île-de-France et 25,6 % en France). Les cadres et professions intellectuelles représentent 17,0 % des Pontoisiens (contre 13,1 % en moyenne en France et 22,8 % en moyenne régionale). Les agriculteurs représentent 0,1 % des actifs de la ville.
Le taux de Pontoisiens ayant suivi des études supérieures avec 24,3 % est supérieur à la moyenne nationale (18,1 %) mais nettement inférieur à la moyenne régionale (28,1 %).

## Culture locale et patrimoine

### Lieux et monuments
Pontoise est signataire d'une convention « Ville d'art » depuis 1978. En raison de la richesse de son patrimoine et des efforts pour le mettre en valeur, elle a obtenu le 30 mars 2006 le label Ville d'art et d'histoire.
La ville possède de nombreux monuments historiques classés ou inscrits. Une partie de son territoire constitue un site inscrit (le mont Bélien et le quartier de l'Hermitage) et le site du château et parc de Marcouville, est classé. Le classement du centre-ville en zone de protection du patrimoine architectural, urbain et paysager (ZPPAUP) a été mis à l'étude en 1998, ce projet, déjà mis en œuvre dans la commune voisine d'Auvers-sur-Oise, pourrait aboutir avant 2010,[Passage à actualiser]. Le cimetière de Pontoise abrite plusieurs sépultures de personnalités.

#### Monuments historiques
Pontoise compte douze monuments historiques sur son territoire, deux classés et dix inscrits, dont deux sont des caves médiévales sous des maisons privées, non ouvertes à la visite même lors des Journées du patrimoine.

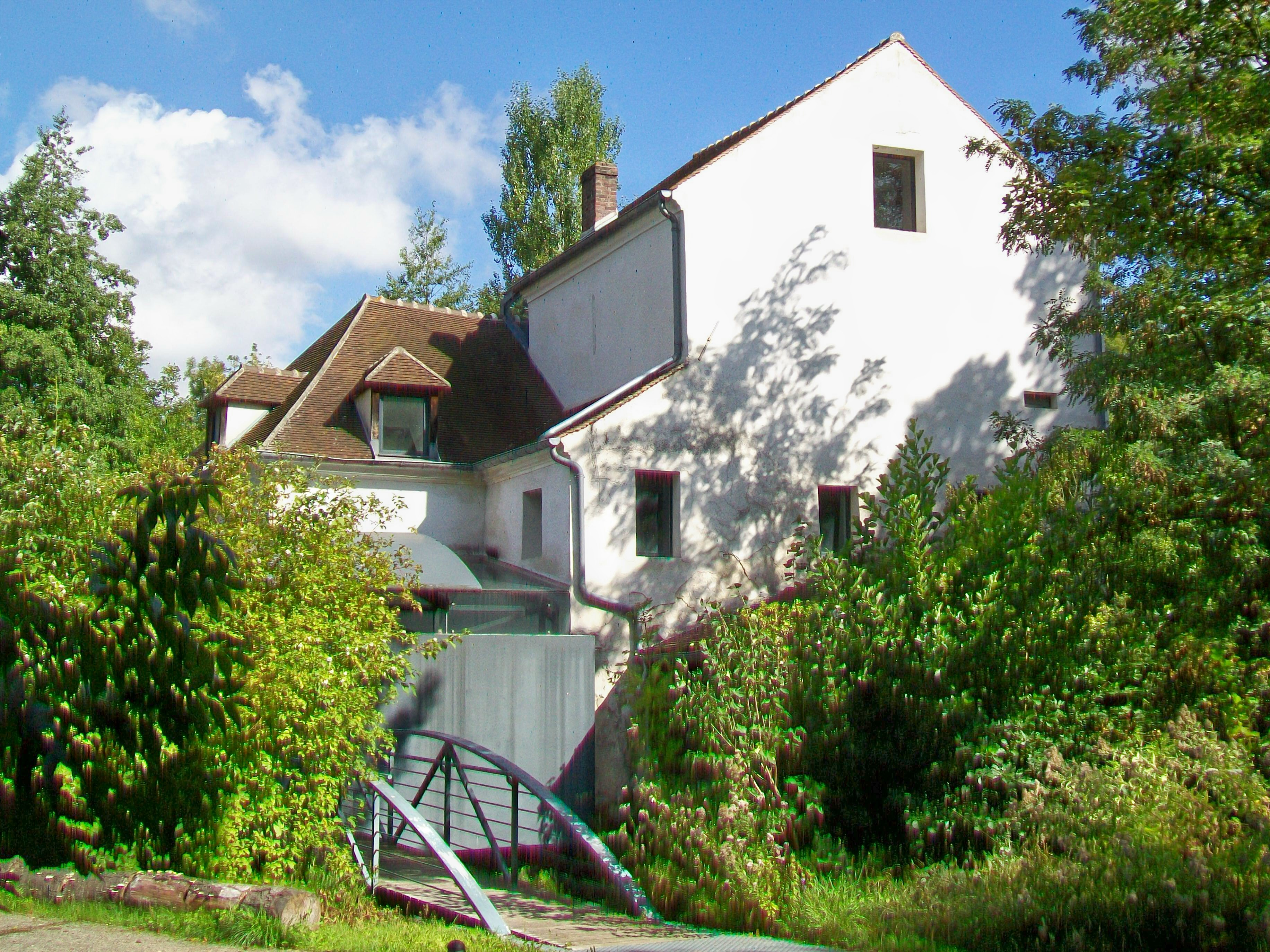
Moulin des Pâtis.
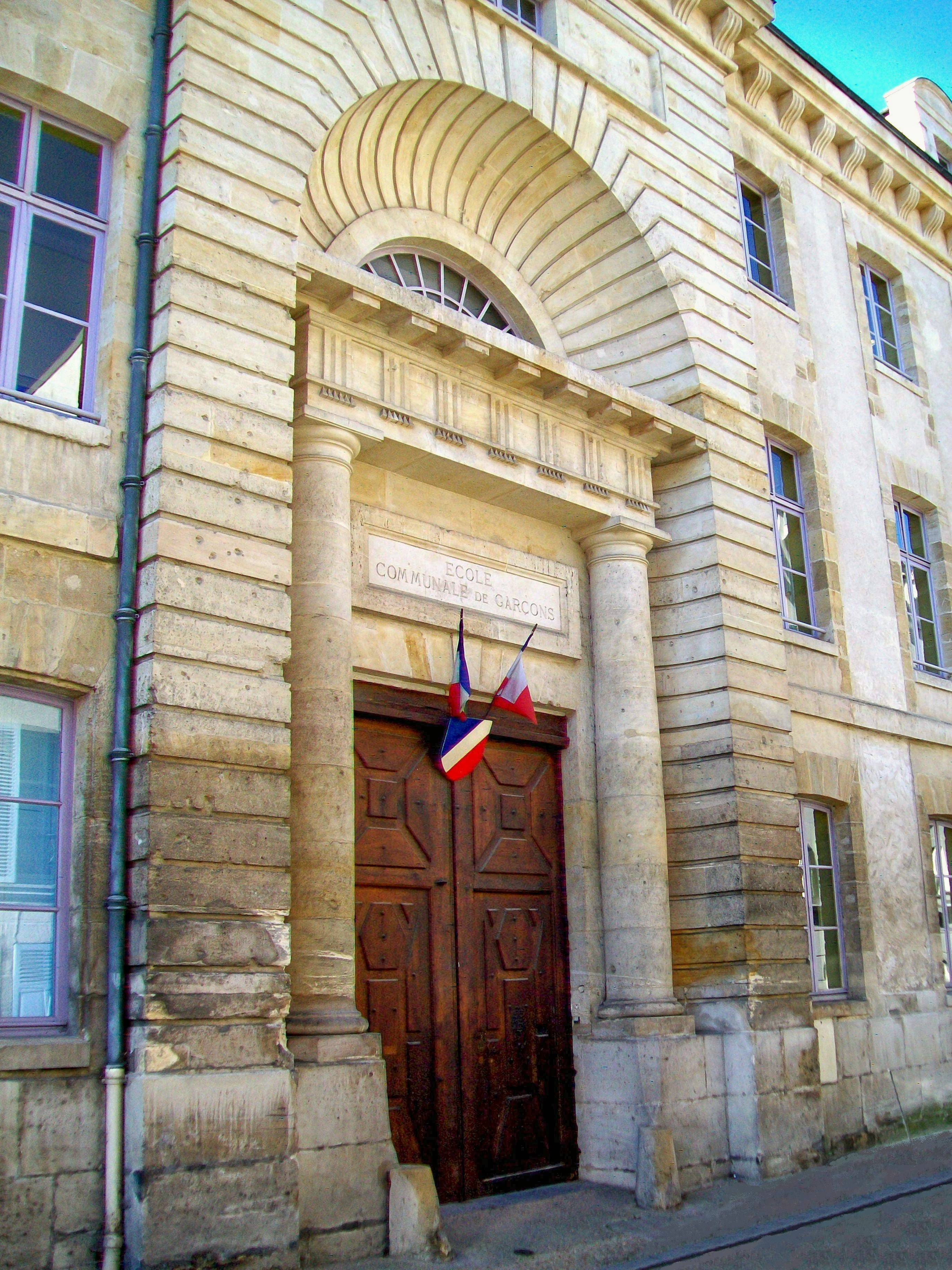
Ancien hôpital des Enfermés.
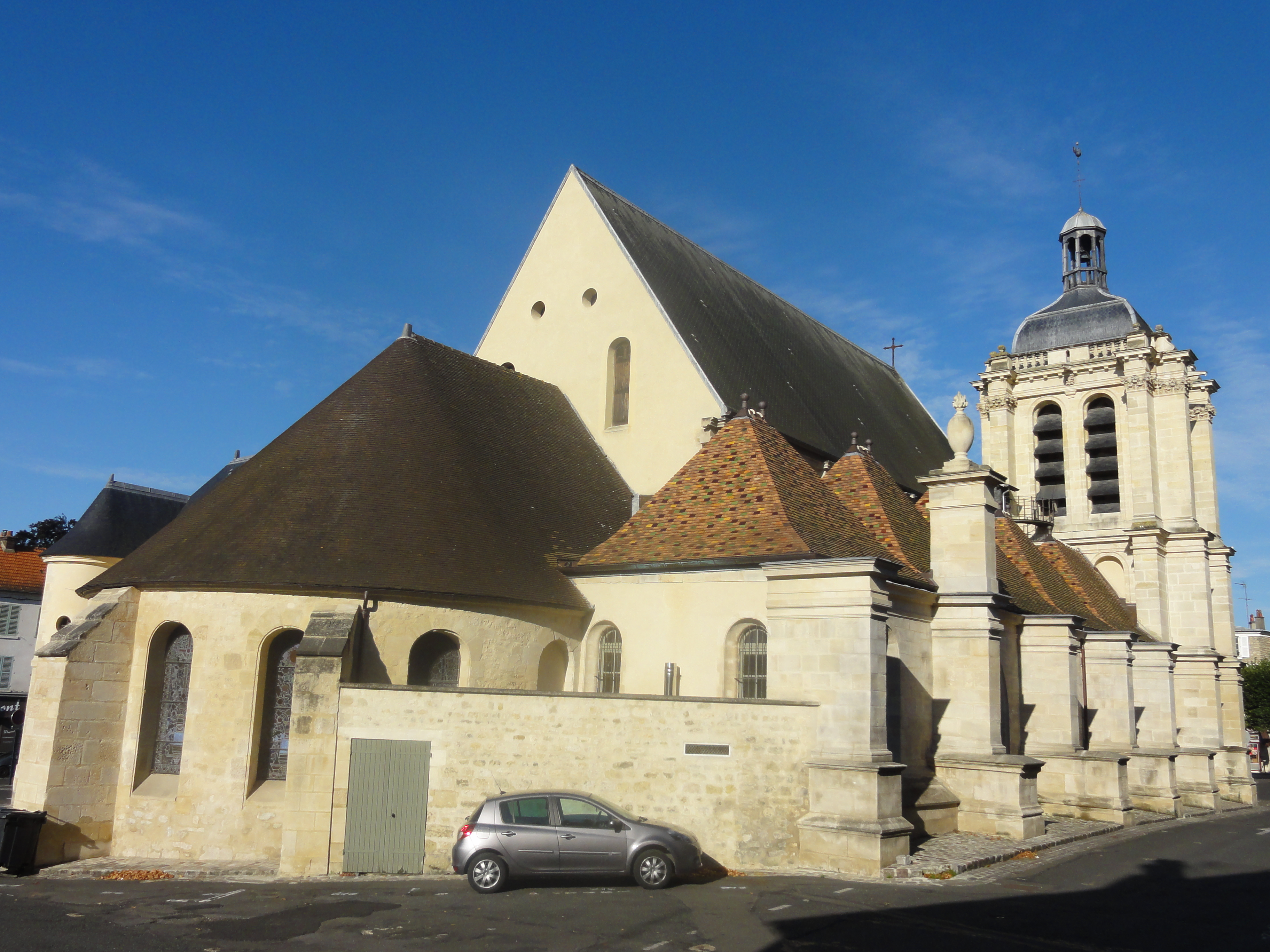
Église Notre-Dame.
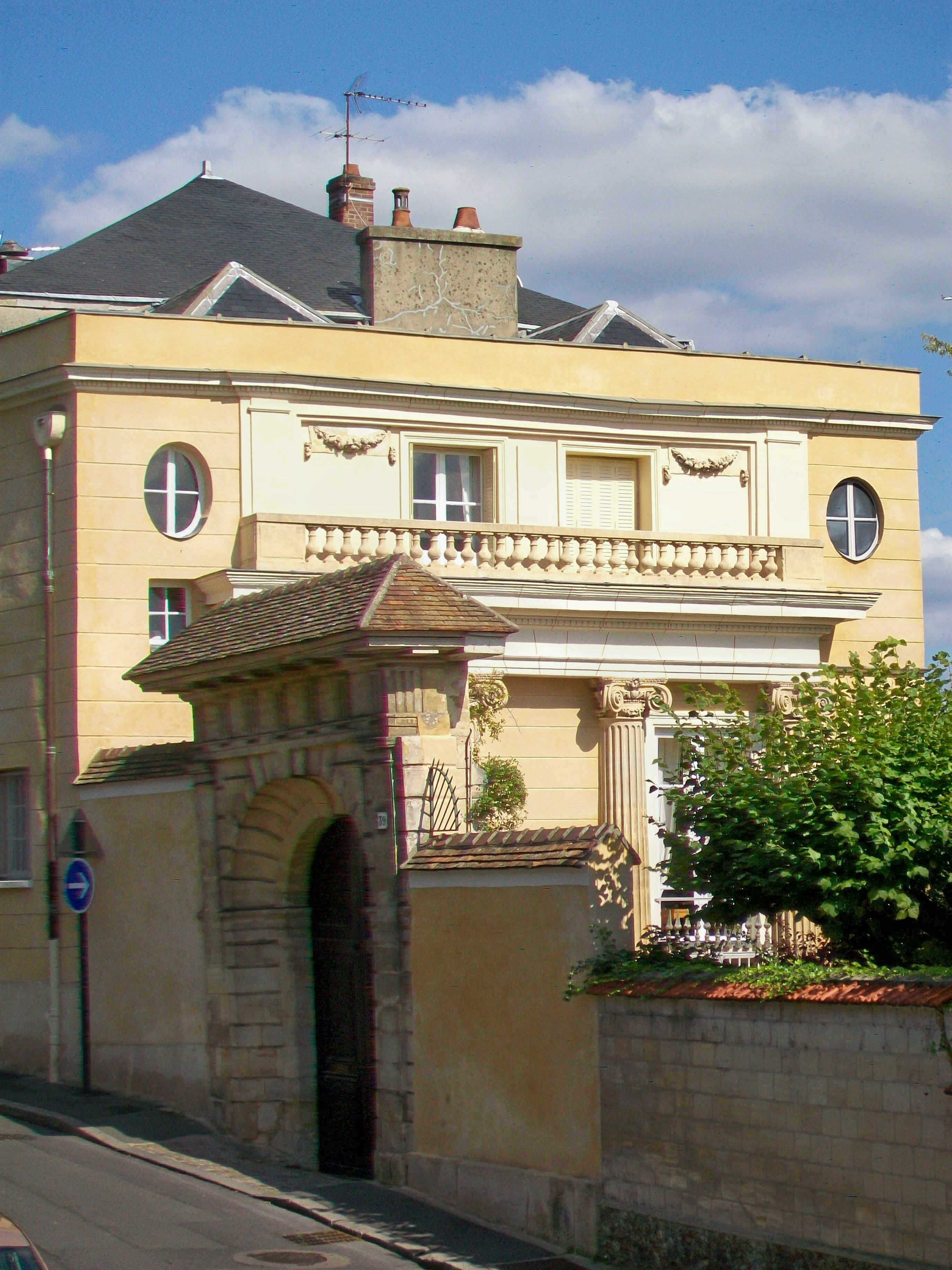
Résidence du sous-préfet.
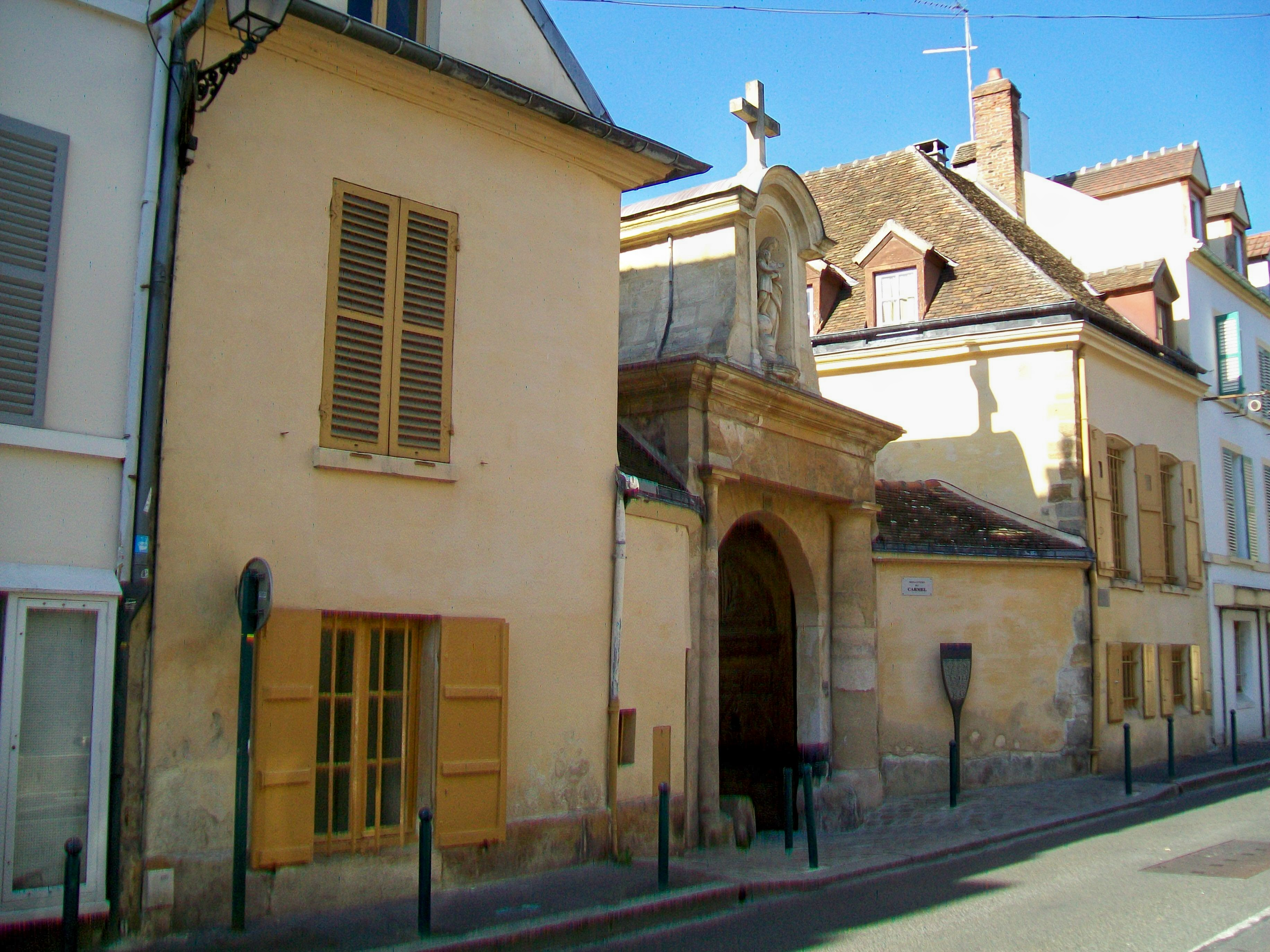
Carmel de Pontoise.

- Moulin des Patis ou de la Couleuvre, 2 rue des Deux-Ponts (inscrit monument historique par arrêté du 27 décembre 1979[89]) : C’est un moulin du XVIIIe siècle peint par Paul Cézanne. Lourdement transformé, il accueille aujourd’hui le CAUE du Val d'Oise.
- Ancien hôpital des Enfermés, 85 rue Basse ; ruelle des Enfermés (inscrit monument historique par arrêté du 27 décembre 1939 et du 4 janvier 1954[90]) : la façade de 1772 se singularise par son immense portail de style classique. Le bâtiment accueille aujourd’hui l’école du Parc-aux-Charrettes. À l’angle droite de la façade, se trouve la fontaine pétrifiée, jadis alimenté par l’aqueduc de la source de Busagny[b 1].
- Église Notre-Dame, place Notre-Dame (inscrite monument historique par arrêté du 16 juin 1926[91]) : Située hors des remparts, l'église Notre-Dame remontant au XIIe siècle est reconstruite à partir de 1472. Mais en 1589, l'édifice est détruit au cours du siège de Pontoise par Henri III et le roi de Navarre. La nouvelle église, œuvre de Nicolas Le Mercier, est terminée en 1599. Le porche date du XVIIIe siècle. Une statue de la Vierge Notre-Dame-de-la-Santé y est l'objet d'un pèlerinage. La tradition rapporte qu'elle doit son nom à Saint-Louis : tombé malade au cours d'un de ses nombreux séjours à Pontoise, le roi de France jura d'aller délivrer le tombeau du Christ à Jérusalem s'il recouvrait la santé[92],[b 2].
- Ancienne sous-préfecture – résidence du sous-préfet de Pontoise, hôtel Le Vasseur de Verville ou hôtel de la Coûtellerie, rue de la Coutellerie (classée monument historique par arrêté du 21 décembre 1928[93]) : C’est un hôtel particulier remanié dans la seconde moitié du XVIIIe siècle dans le style classique pour la famille Le Vasseur de Verville. Il possède un beau décor intérieur. Il accueille de nos jours la résidence des préfets du Val-d'Oise.
- Carmel de Pontoise, 55 rue Pierre-Butin (inscrit monument historique par arrêté du 12 juin 1986 et du 30 septembre 2002[94]) : Il s'agit du plus ancien carmel de France en activité. Ses bâtiments, datant du début du XVIIe siècle, sont intacts. Y sont conservées de nombreuses œuvres d'art. On trouve dans le carmel un témoignage de l'ingéniosité du Moyen Âge : l'ancien cours de la Viosne dévié pour alimenter en eau une partie du centre-ville[b 3].

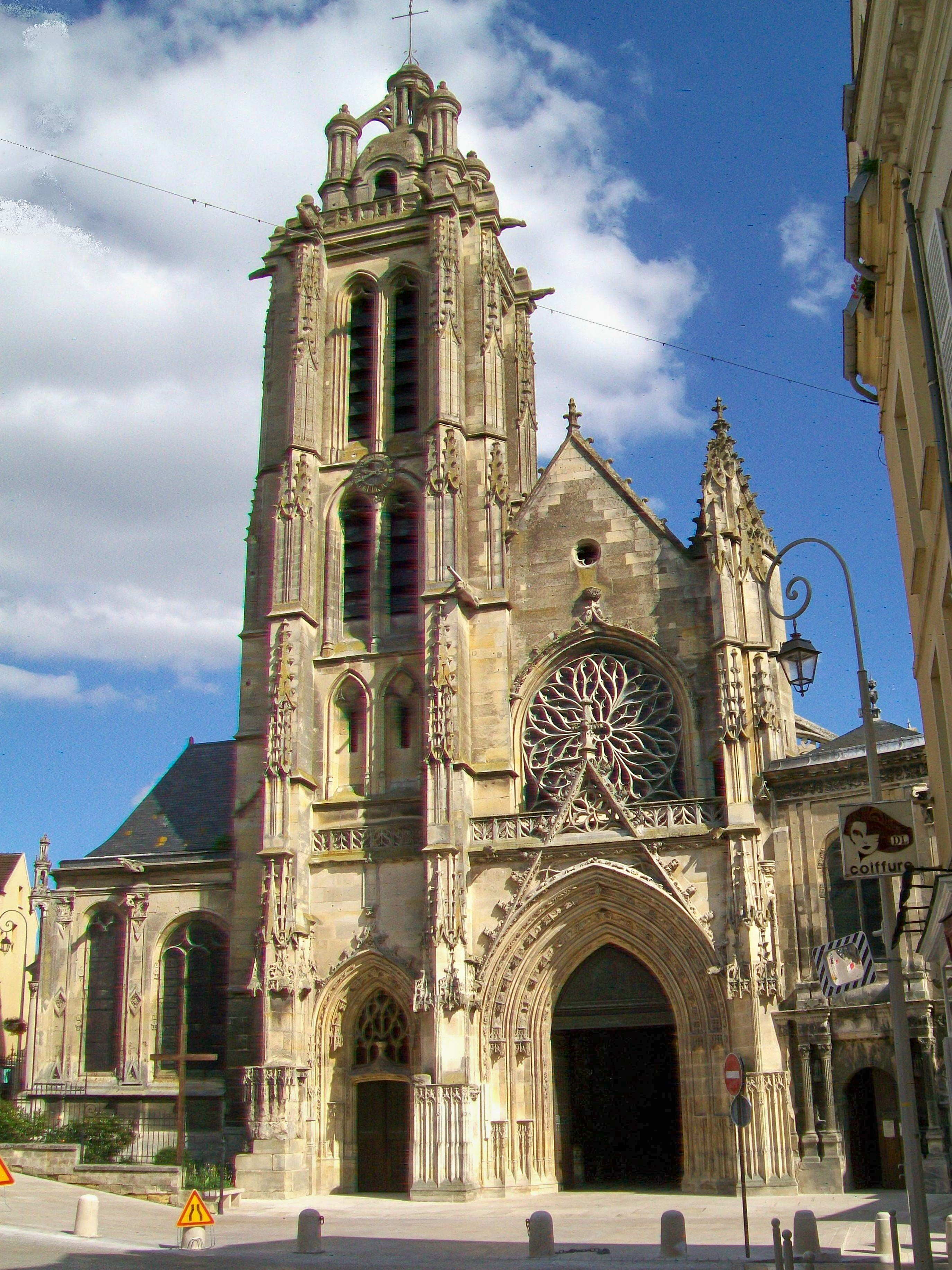
Cathédrale Saint-Maclou.
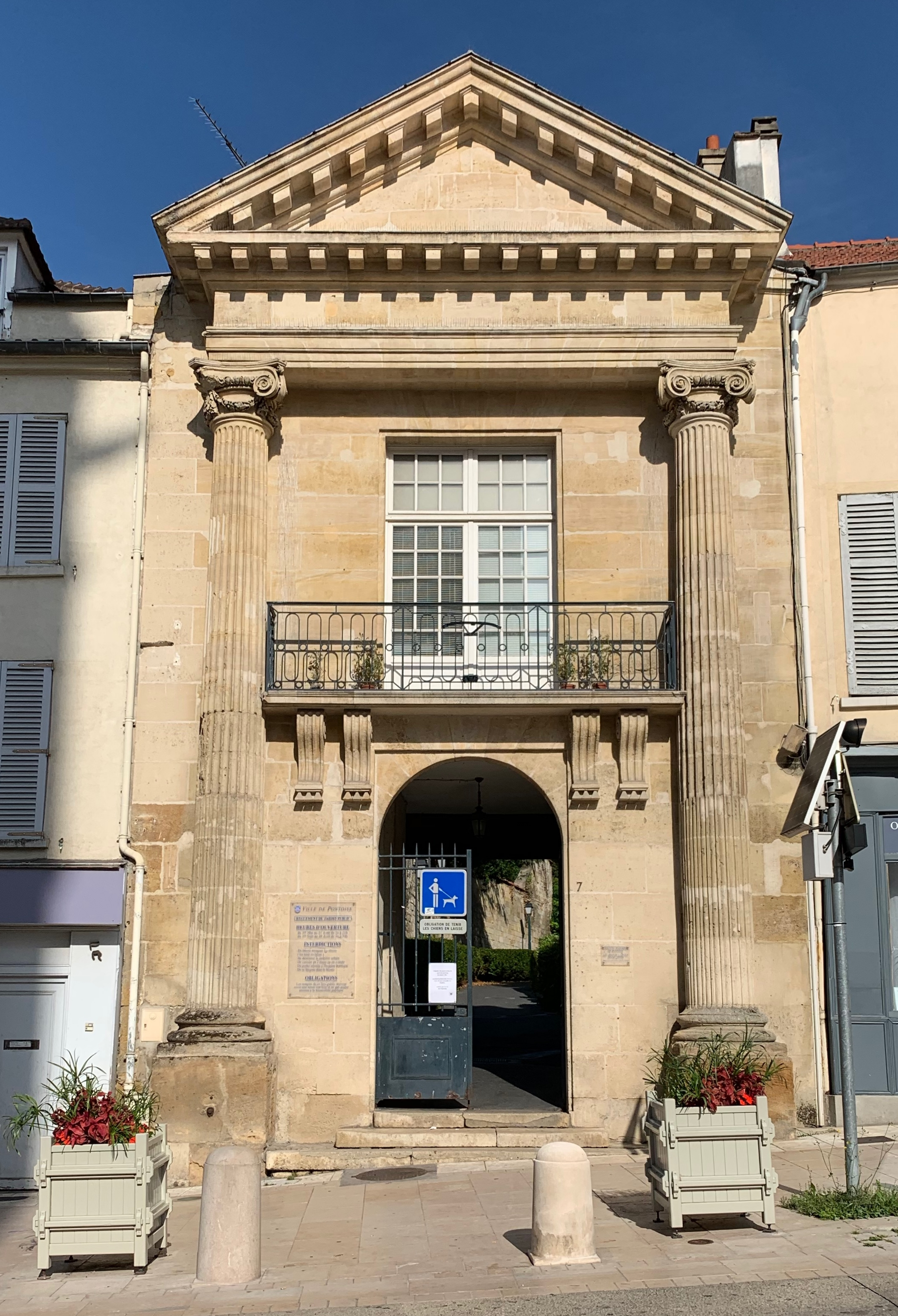
Ancien hôtel de ville.
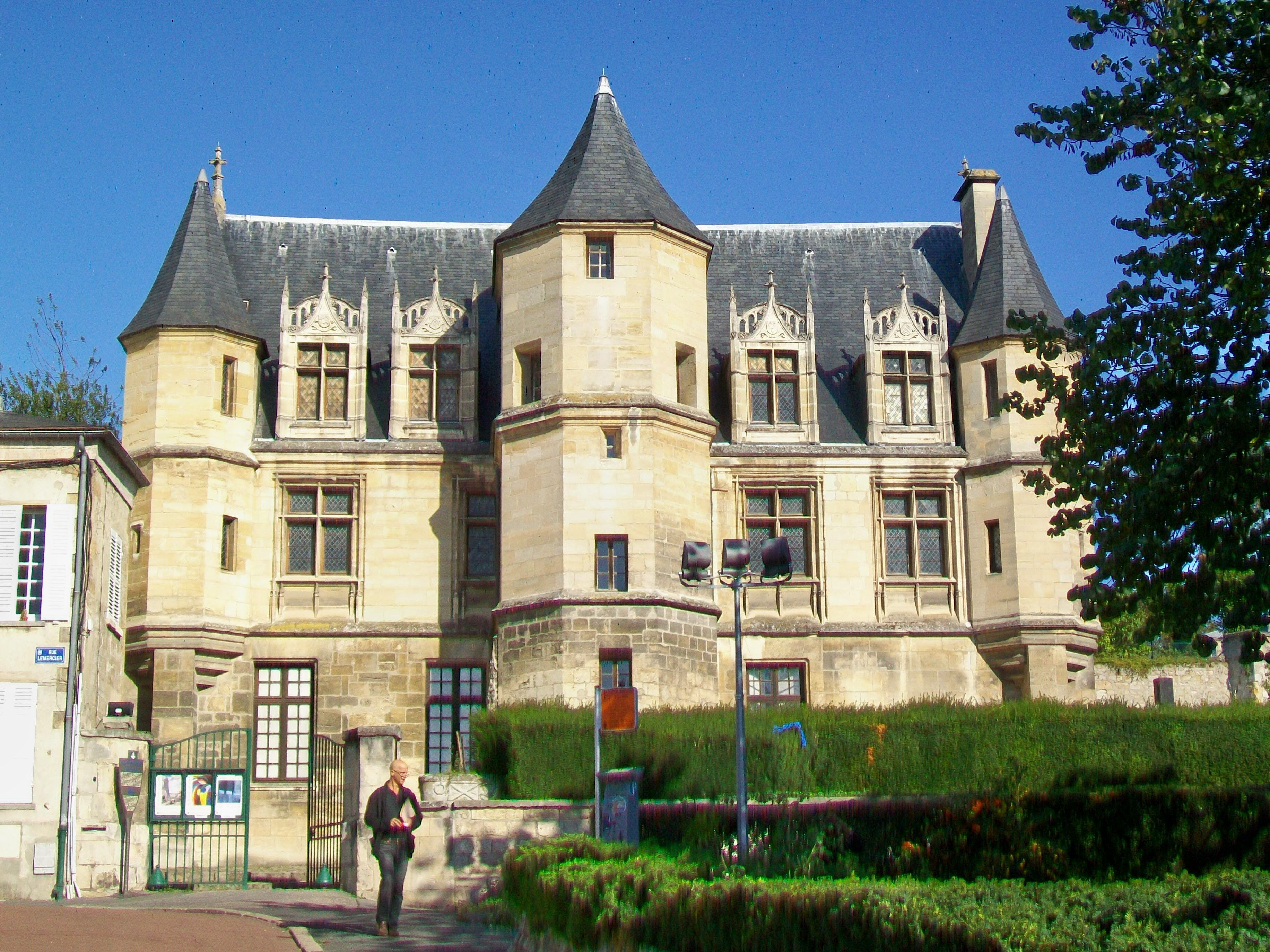
Musée Tavet-Delacour
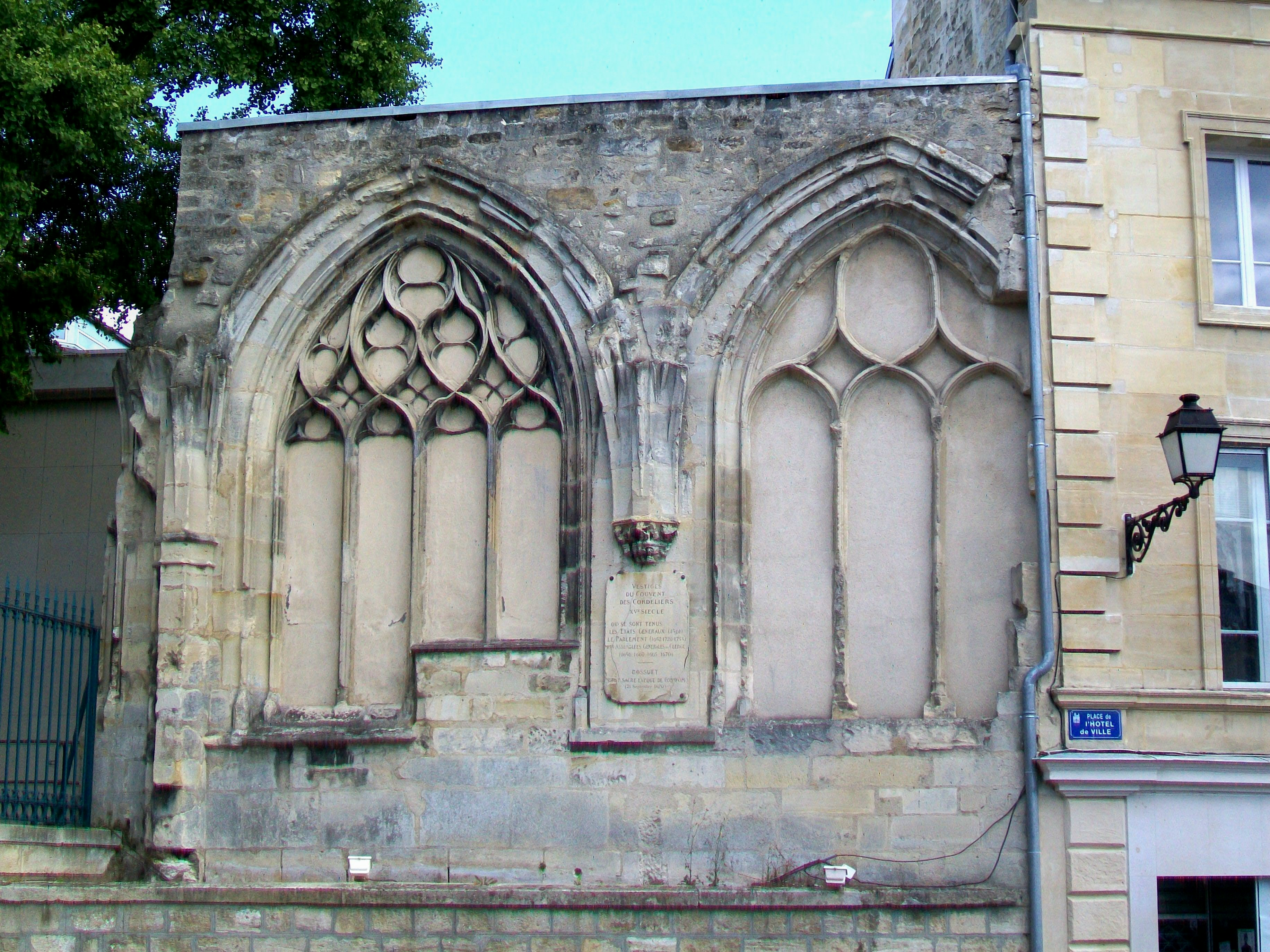
Restes d'une façade de la chapelle des Cordeliers.
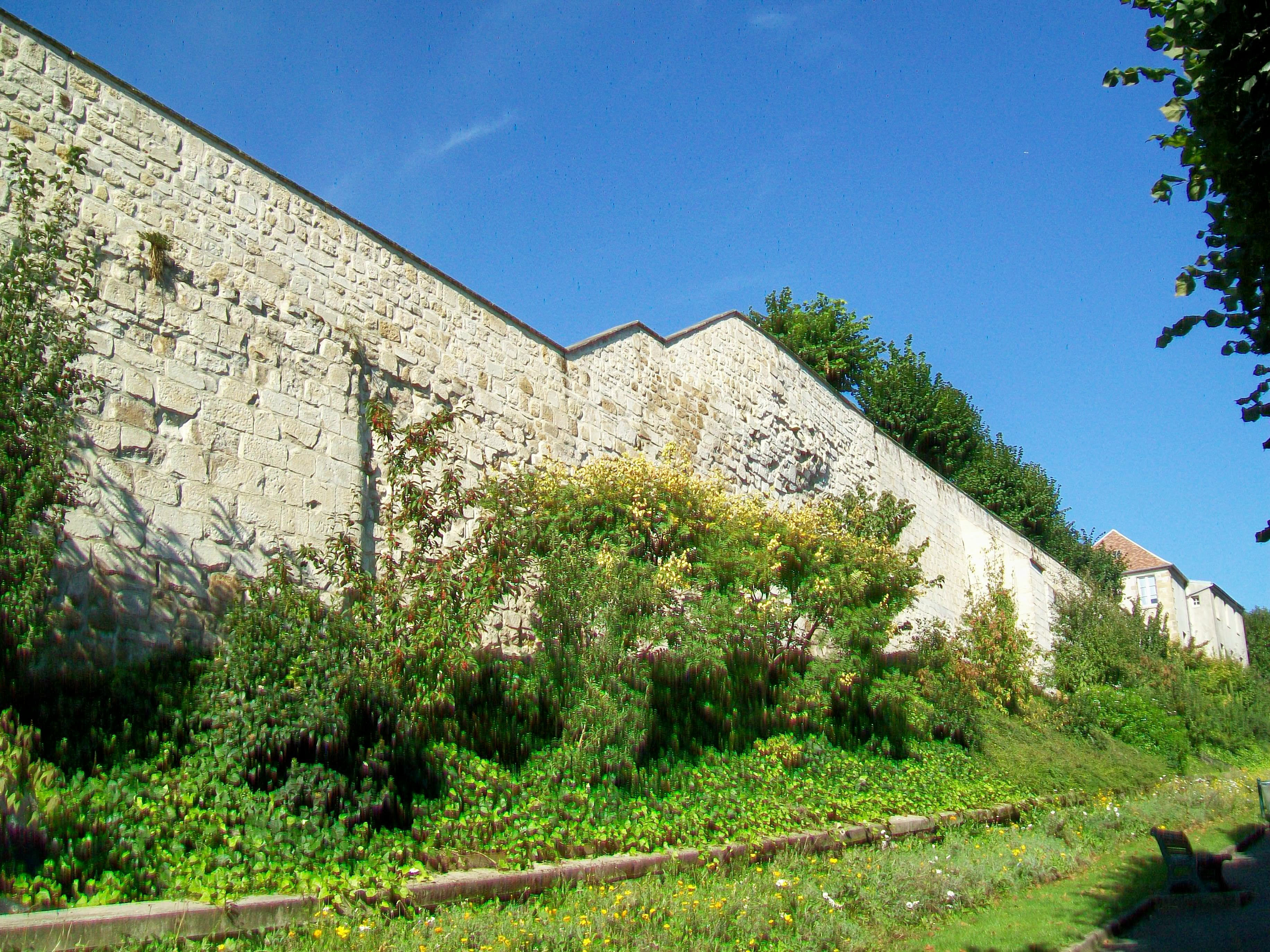
Remparts, bd Jean-Jaurès.

- Cathédrale Saint-Maclou (classée monument historique par liste de 1840[95]) : Monument de style composite, au chevet et transept en gothique primitif (XIIe siècle), à la façade en gothique flamboyant (XVe siècle), et aux bas côtés de style Renaissance (XVIe siècle). Elle domine le centre ancien de Pontoise. L'église Saint-Maclou a été consacrée cathédrale en 1966. C'est l'une des rares cathédrales n'appartenant pas à l'État[b 4].
- Façade de l’ancien hôtel de ville, place du Petit-Martroy (inscrite monument historique par arrêté du 19 juin 1939[96]) : Ce petit édifice du XVIIIe siècle possède un portail offert en 1779 par le prince de Conti. Il donne accès au Jardin de la Ville[b 5].
- Hôtel d'Estouteville (musée Tavet-Delacour), 4 rue Lemercier (inscrit monument historique par arrêté du 2 novembre 1926[97]) : Avec ses tourelles octogonales et ses façades Renaissance, cet hôtel particulier édifié entre 1477 et 1483 est le plus remarquable de la ville. Des casemates sous les remparts sont visibles dans le jardin, ainsi que l’allée couverte de Dampont disloquée depuis son emplacement d’origine en 1893[b 6].
- Façade de la chapelle des Cordeliers, place de l'Hôtel-de-Ville (inscrite monument historique par arrêté du 6 avril 1929[98]) : Il s’agit de deux baies au remplage flamboyant, avec des vestiges des voûtes de l’ancienne église. En regardant cette façade, l’on se trouve à l’emplacement de l’ancienne église, dont les restes ont été détruites en 1858 en faveur d’un agrandissement de la place[b 7].
- Remparts, rue de la Coutellerie et boulevard Jean-Jaurès (inscrits monument historique par deux arrêtés du 4 mars 1954[99]) : L’on peut voir des portions des anciens remparts rue de la Coutellerie, au Jardin de la Ville, le long du boulevard Jean-Jaurès (boulevard extérieur au nord du centre ancien) et sur le front de l’Oise. Une terrasse d’artillerie est visible depuis le jardin de la mairie ; une autre se situe plus bas et peut être aperçue depuis le boulevard. Les vestiges datent d’une période allant du XIIe au XVe siècle, les terrasses d’artillerie étant les éléments les plus récents[b 8].

#### Autres éléments du patrimoine

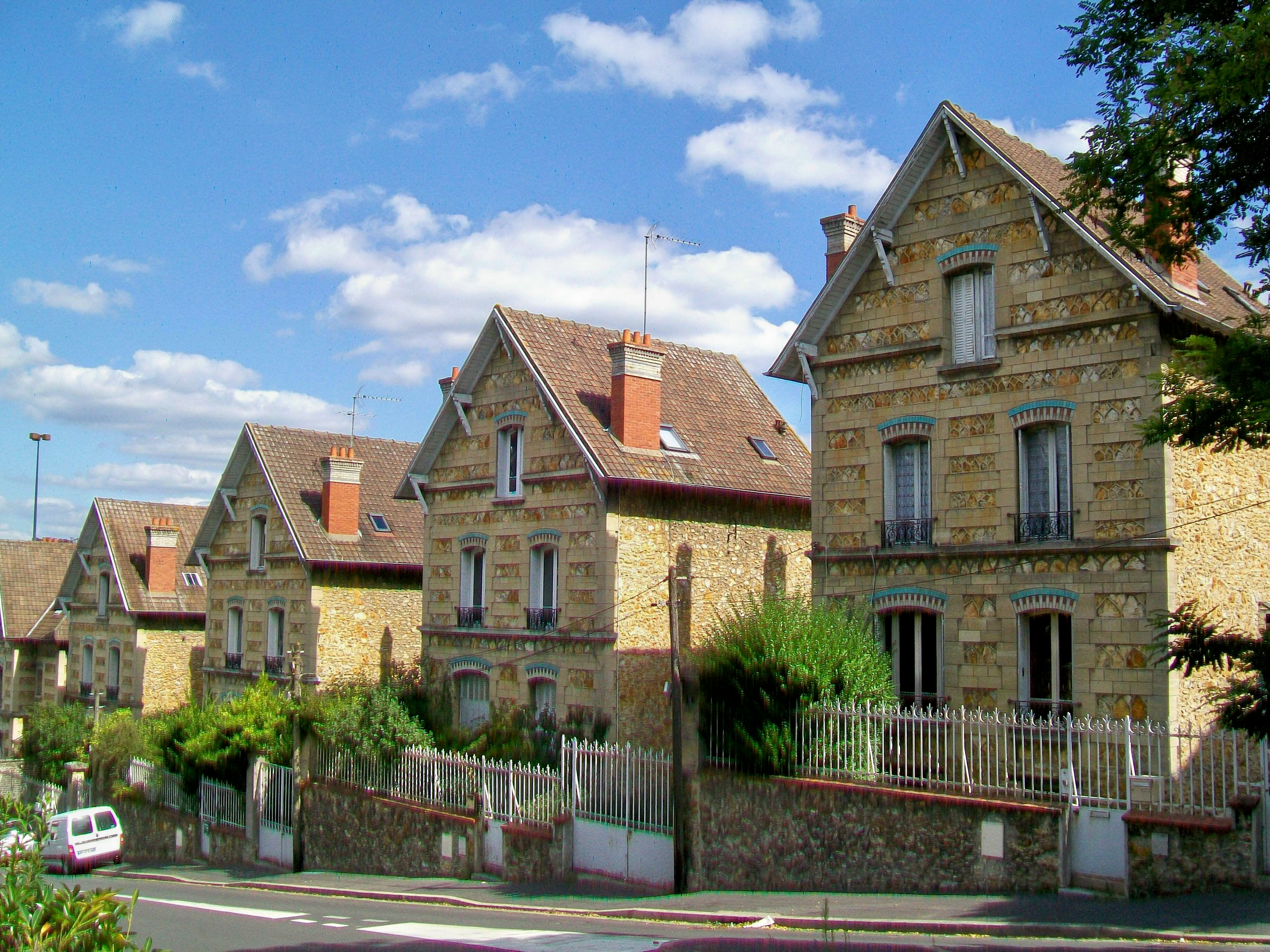
« Les Maisons-Rouges ».
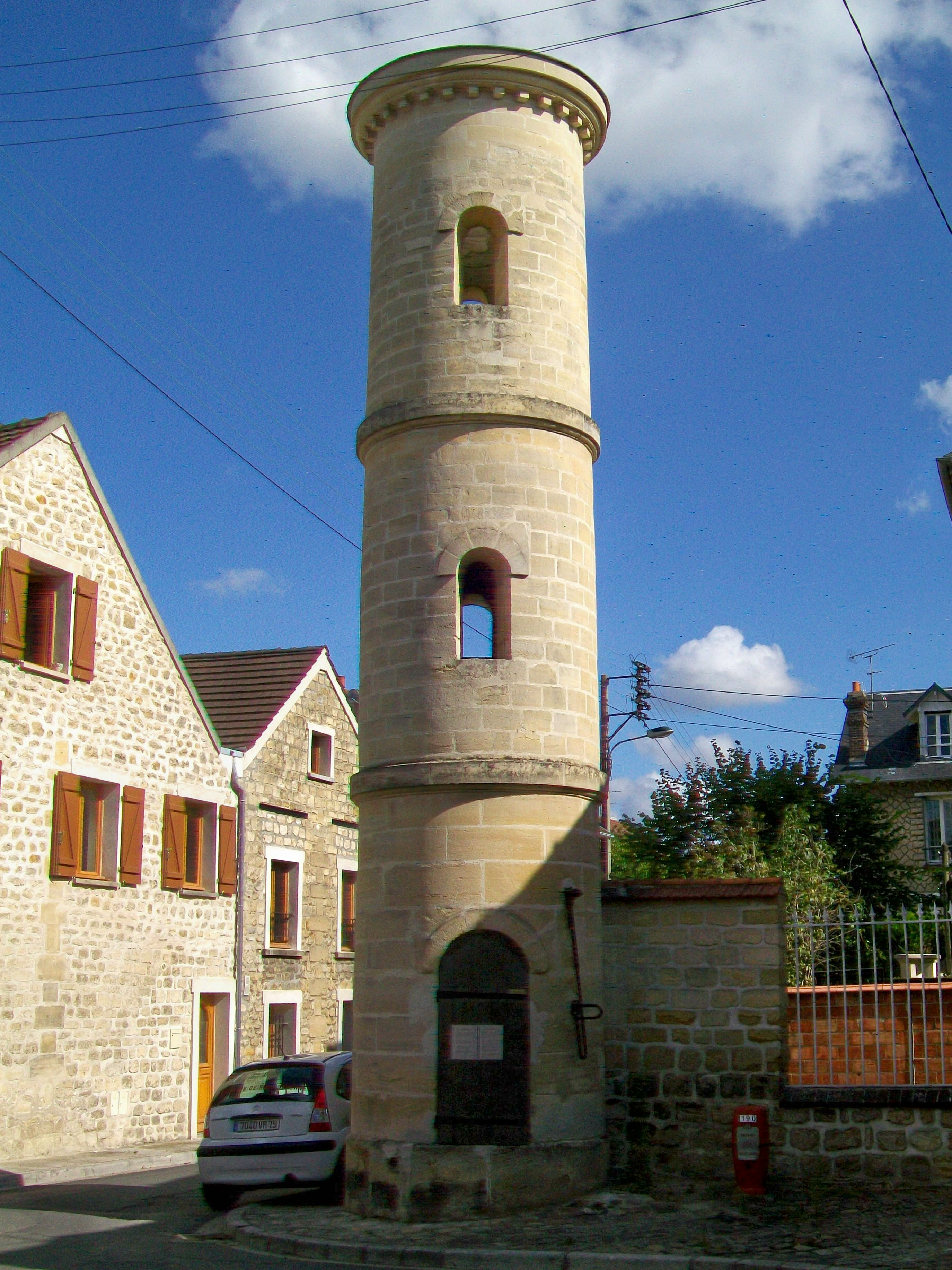
Fontaine d’Amour.
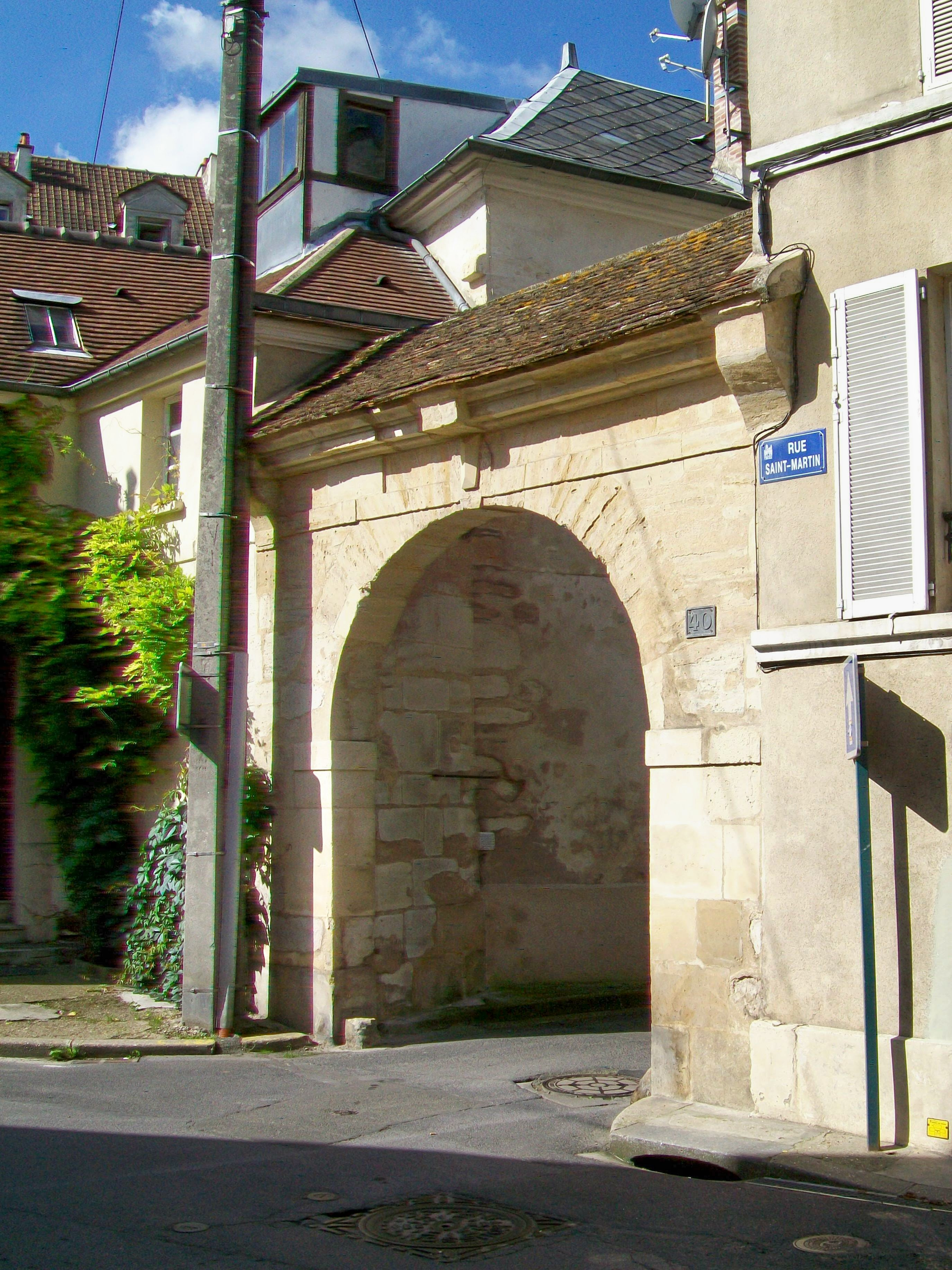
Porte du Clos des Anglaises.
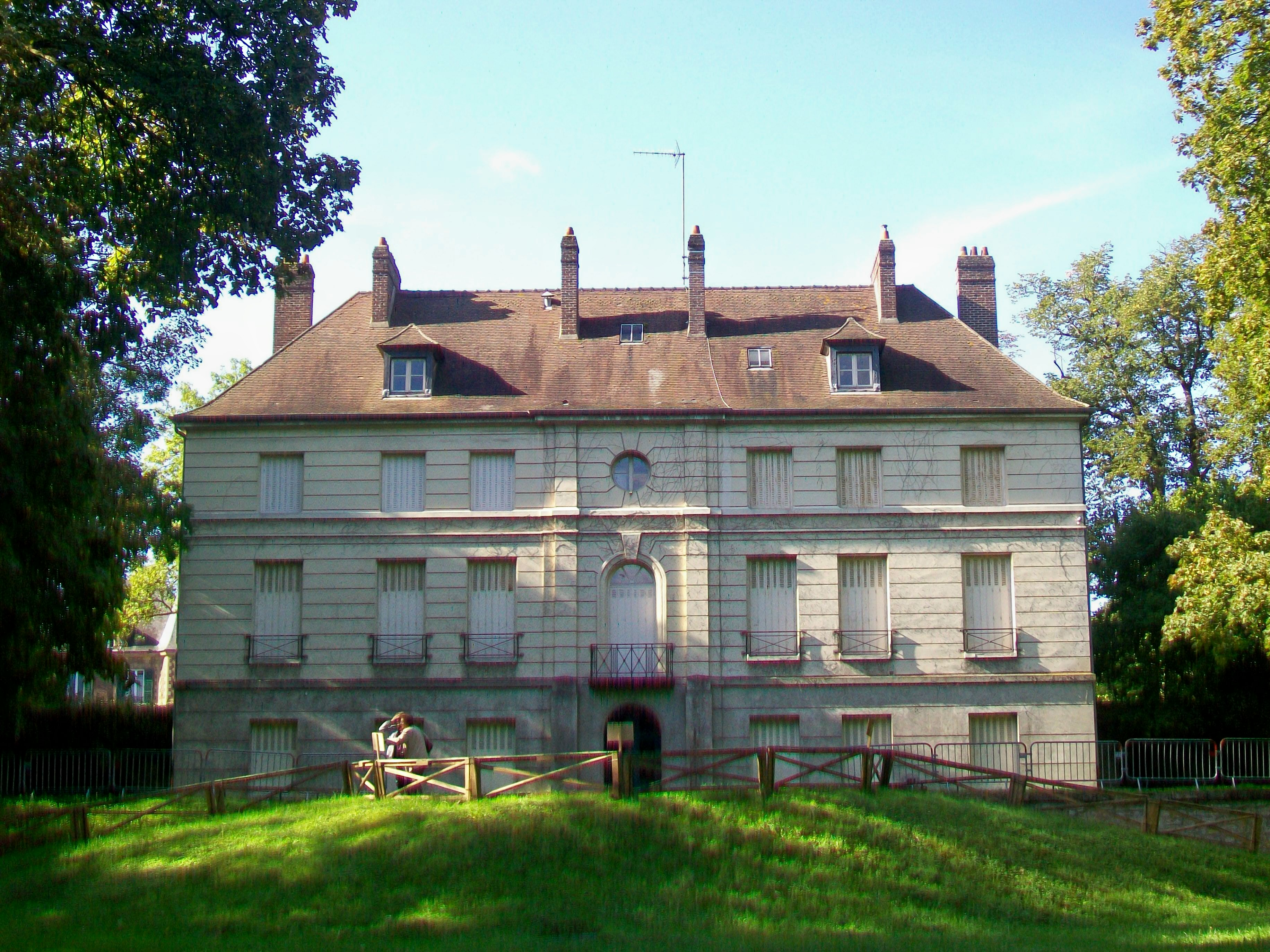
Château de Marcouville.
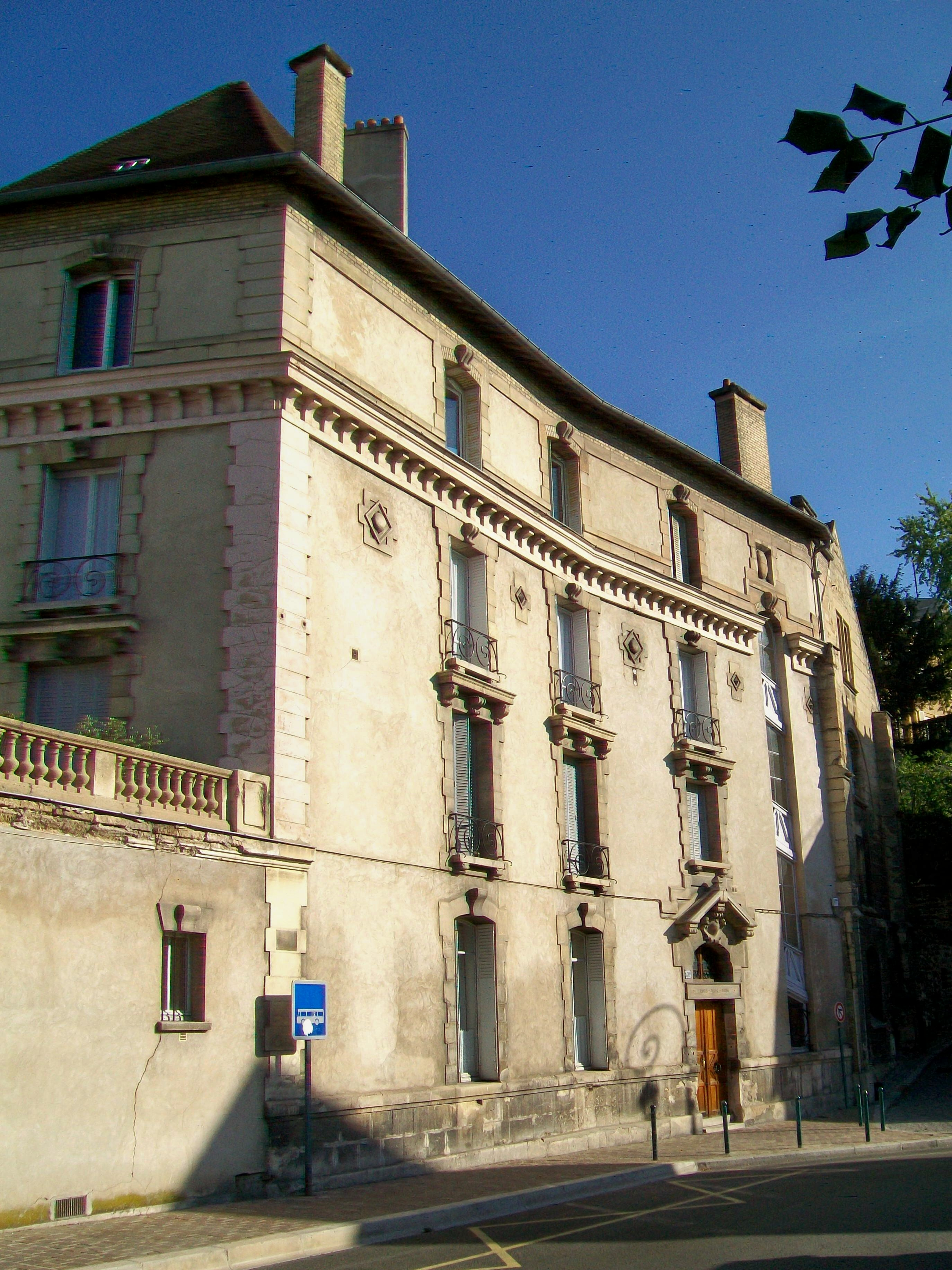
Ancien hôpital Saint-Jacques.

- Vestiges de l’abbaye Saint-Martin – École Saint-Martin-de-France, avenue de Verdun : abbaye bénédictine fondée dans la première moitié du XIe siècle. D’abord établie dans les murs de Pontoise autour d’une chapelle dédiée à saint Germain, la communauté se déplaça sur le plateau à la fin du XIe siècle. L’abbaye fut alors désignée par la double dédicace « Saint-Germain-et-Saint-Martin », puis « Saint-Martin ». Le premier abbé connu est saint Gautier (vers 1030-1099). Très prospère, l’abbaye comptait douze prieurés à la fin du XIIe siècle. Au milieu du XVIIe siècle, l’établissement fut réformé par les mauristes. Le cardinal de Bouillon (1643-1715), abbé commendataire et seigneur engagiste du domaine de Pontoise, fit reconstruire avec faste le palais abbatial, agrémenté d'un magnifique parc à la française. En 1752, le château de Saint-Martin devint la propriété du prince de Conti, Grand-Prieur de France. Le 13 juillet 1788, l’abbaye fut dévastée par un orage. Les bâtiments, en mauvais état, furent rasés à partir de 1791. Il ne reste aujourd’hui que le clocher de l’église abbatiale, du XIIe siècle (MH) et une grange remontant au XVe siècle. Le domaine de Saint-Martin abrite aujourd’hui l'École Saint-Martin-de-France, animée par les Oratoriens. Les riches archives de l’abbaye sont conservées aux archives départementales du Val-d’Oise[b 9].
- Lotissement « Les Maisons-Rouges », avenue de Maison-Rouge et avenue d’Épineuil : Ensemble de trois rangées de maisons identiques du début du XXe siècle, d’une architecture caractéristique alliant meulière, pierre calcaire et éléments de charpente décoratifs en bois. Le nom vient d'une ancienne maison de villégiature du maréchal Canrobert[b 10].
- Fontaine d’Amour, rue de la Fontaine-d’Amour / rue des Carrières : C’est une tour qui date probablement de la fin du XVIIIe siècle. Son nom a été associé à une légende : alors qu'elle se rend à cette fontaine, lieu de rendez-vous secret avec son amant, une jeune fille trouve celui-ci assassiné par ordre de son père[b 5].
- Porte du Clos des Anglaises, rue Saint-Martin / chemin du Clos-des-Anglaises : derrière ce portail, se trouvait le couvent d’une communauté de sœurs bénédictines anglaises, installées ici en 1658 en raison de la persécution dont elles faisaient l’objet dans leur propre pays[b 11].
- Château et parc de Marcouville, 2 rue des Pâtis : datant de la fin du XVIIIe siècle, il a été détruit durant la Seconde Guerre mondiale. L'édifice que l'on voit aujourd'hui est une reconstruction des années 1950. Il a abrité la Chambre de Commerce et d'Industrie. Le parc de 5 ha contient des aménagements paysagers dignes d’intérêt et attend sa restauration. La plus grande partie du parc origine en a toutefois été soustrait : C’est l’actuel jardin des Lavandières, de l’autre côté de la Viosne[b 12].
- Ancien hôpital Saint-Jacques, rue Pierre-Butin : Il remonte à une fondation de 1378 par Jacques d’Ennery, un riche marchand tanneur qui avait fondé, en 1372, une confrérie regroupant les personnes ayant effectué le pèlerinage de Saint-Jacques-de-Compostelle. Il servait essentiellement à accueillir les pèlerins de Saint-Jacques-de-Compostelle de passage. La fermeture intervient deux ans avant la Révolution[b 13].

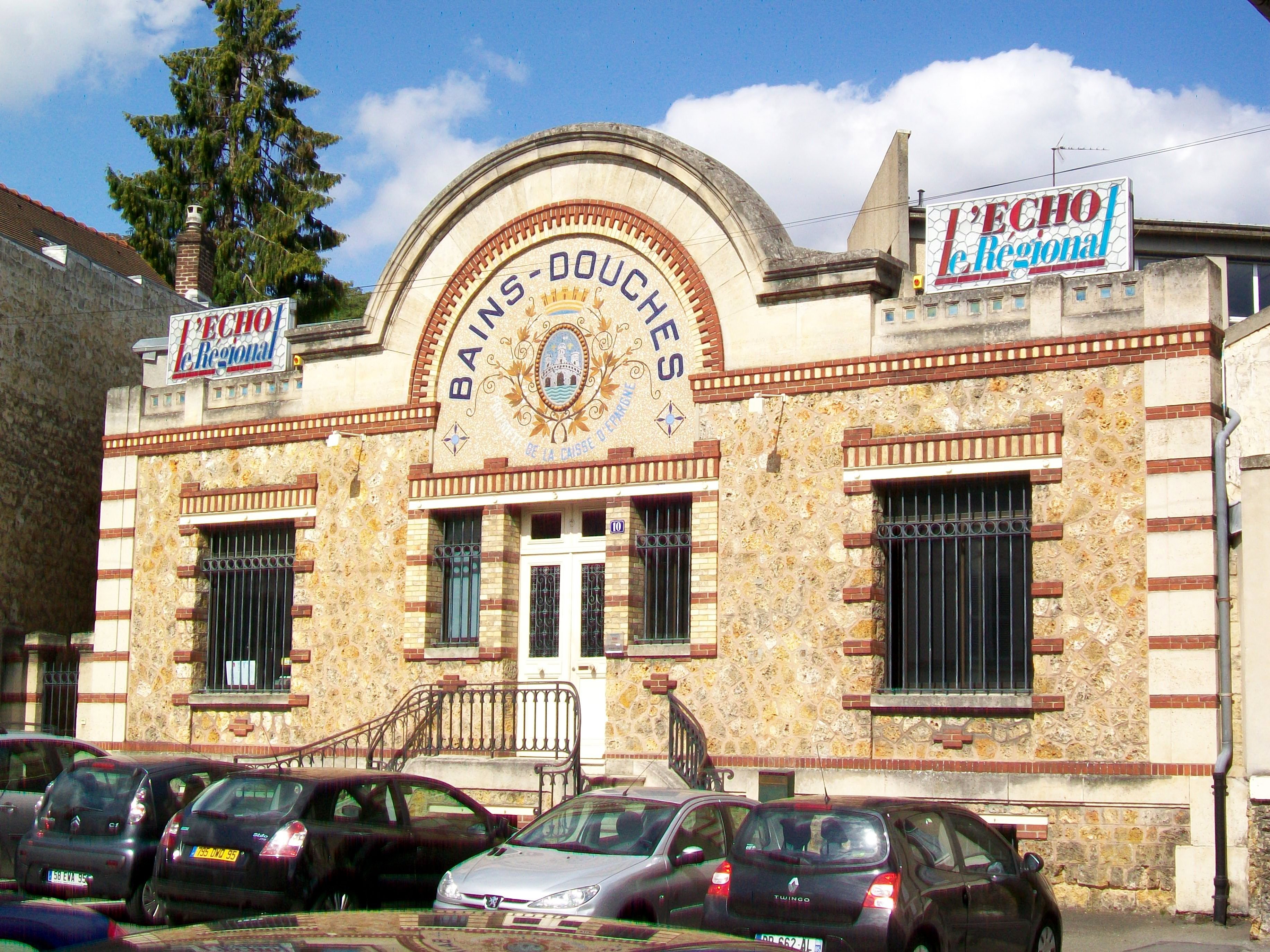
Anciens bains-douches.
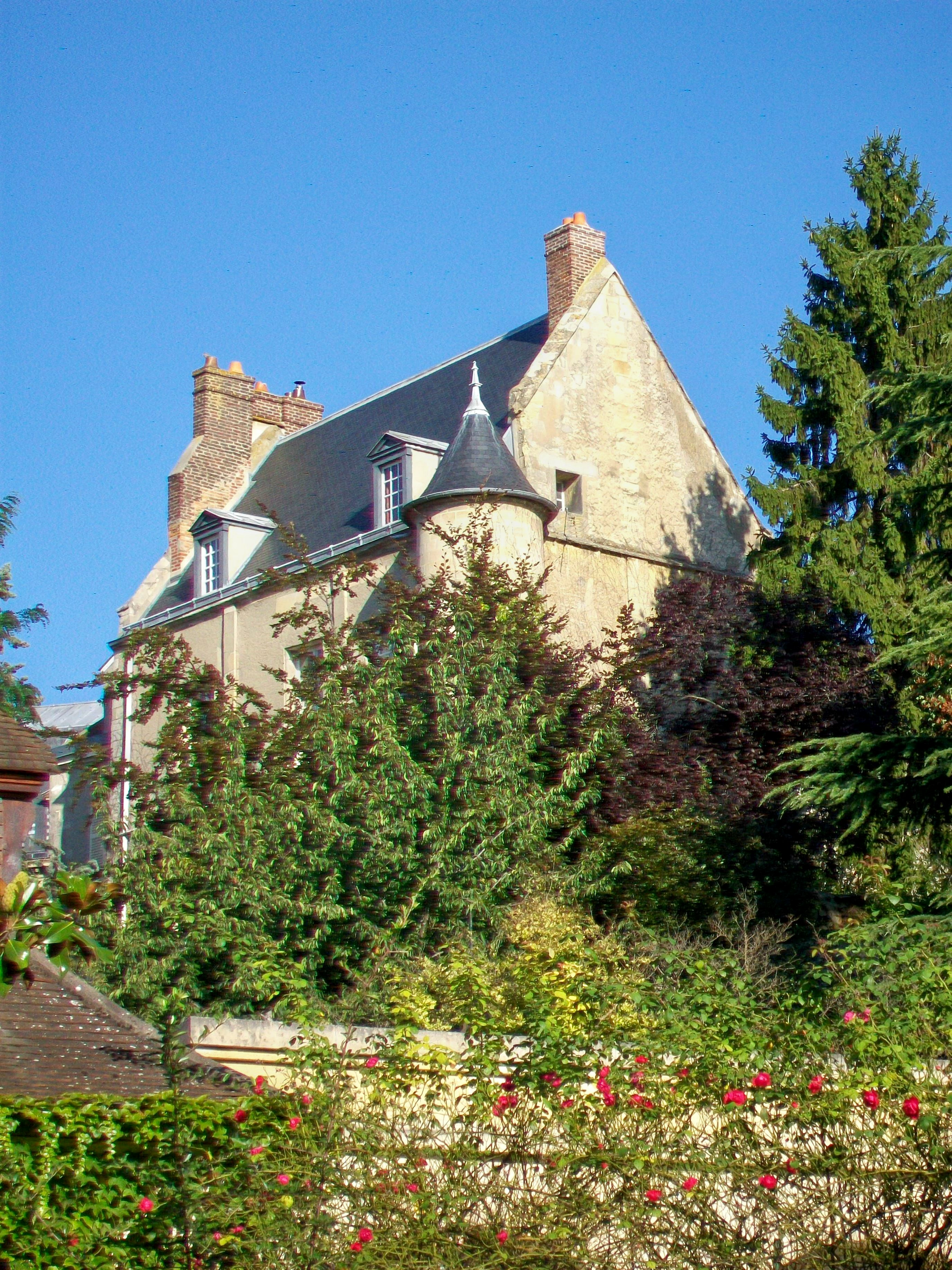
Hôtel des Monthiers.
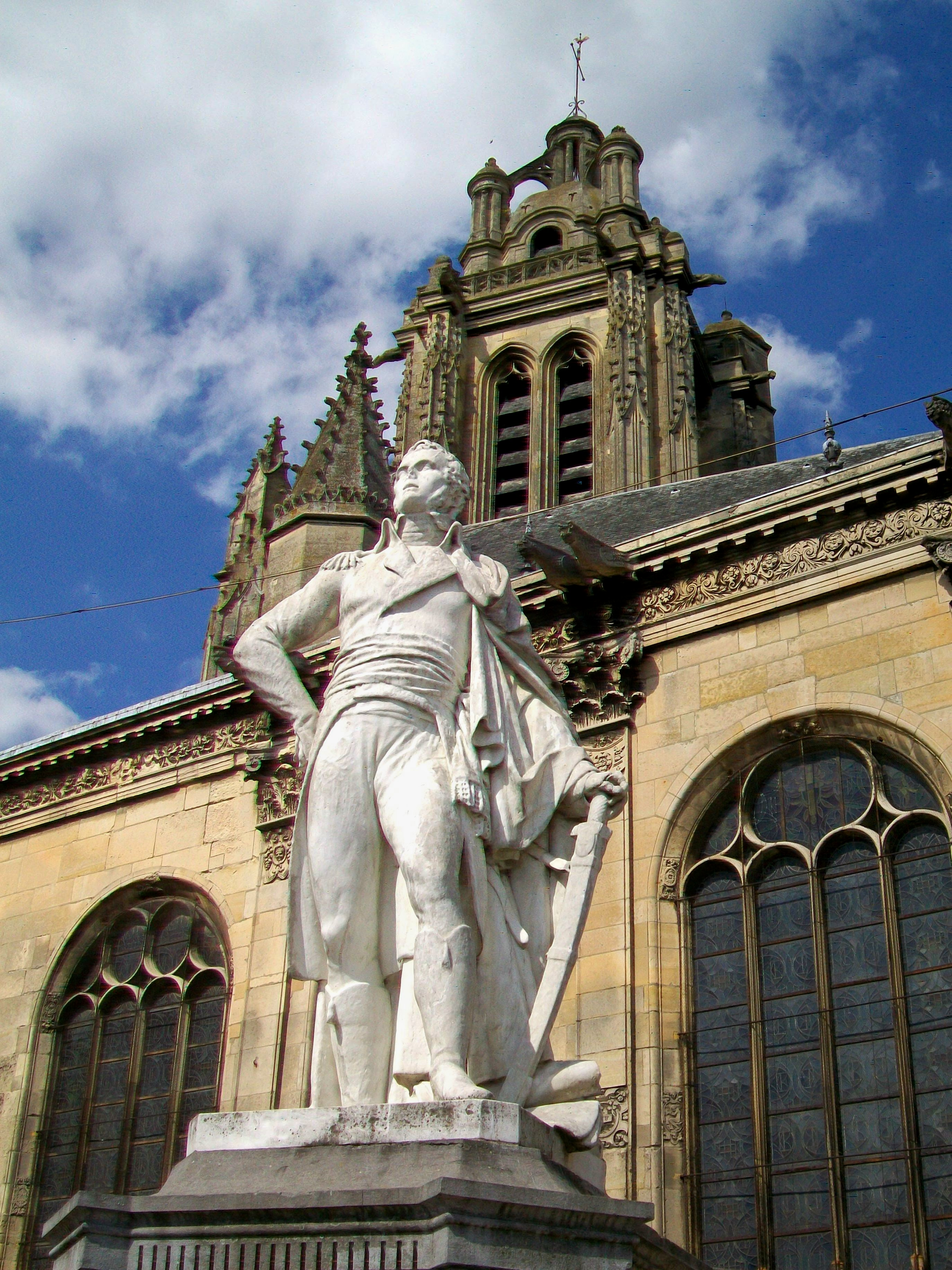
Statue du général Leclerc.
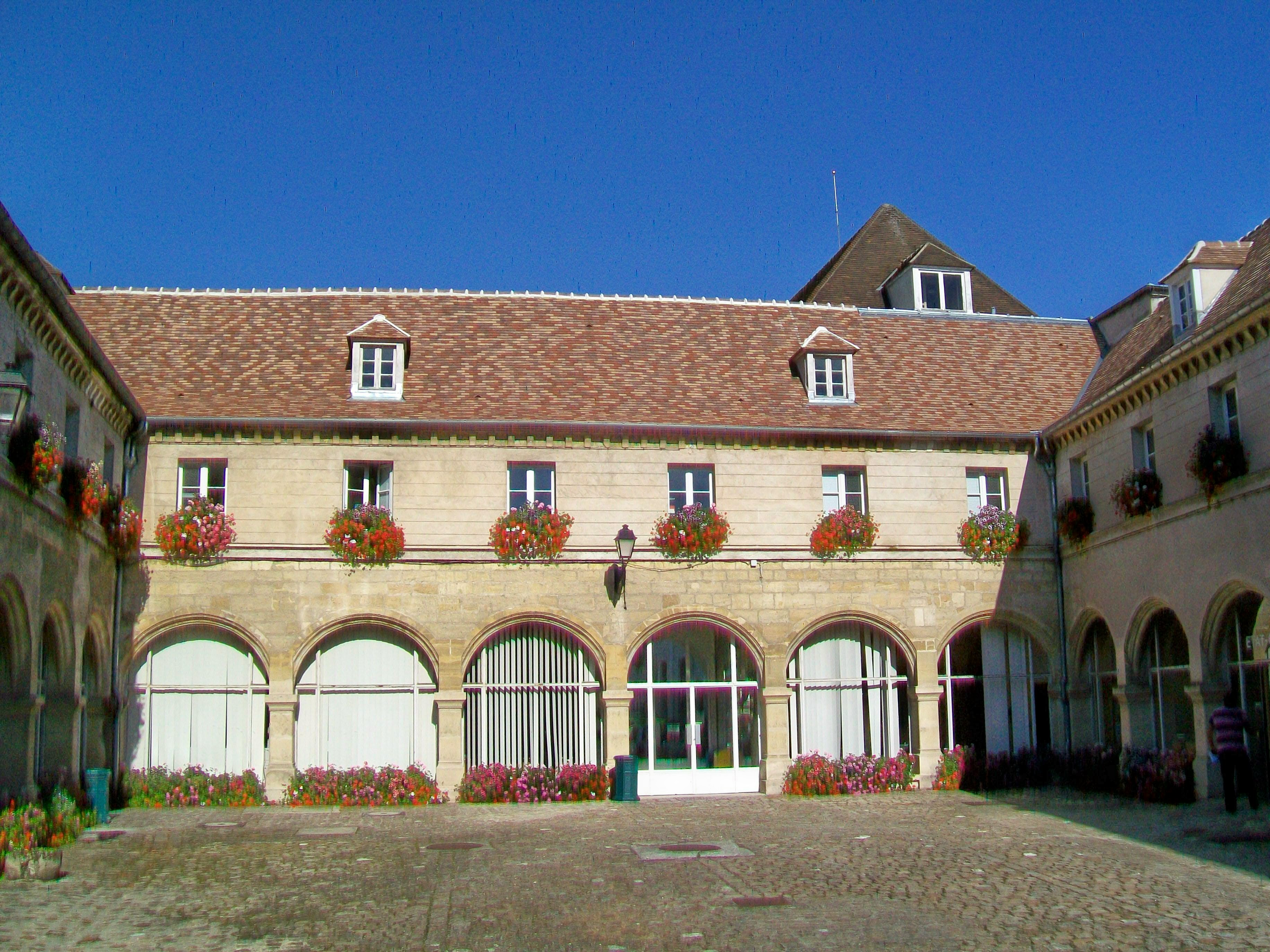
Cour du couvent des Cordeliers devenu Hôtel de Ville.
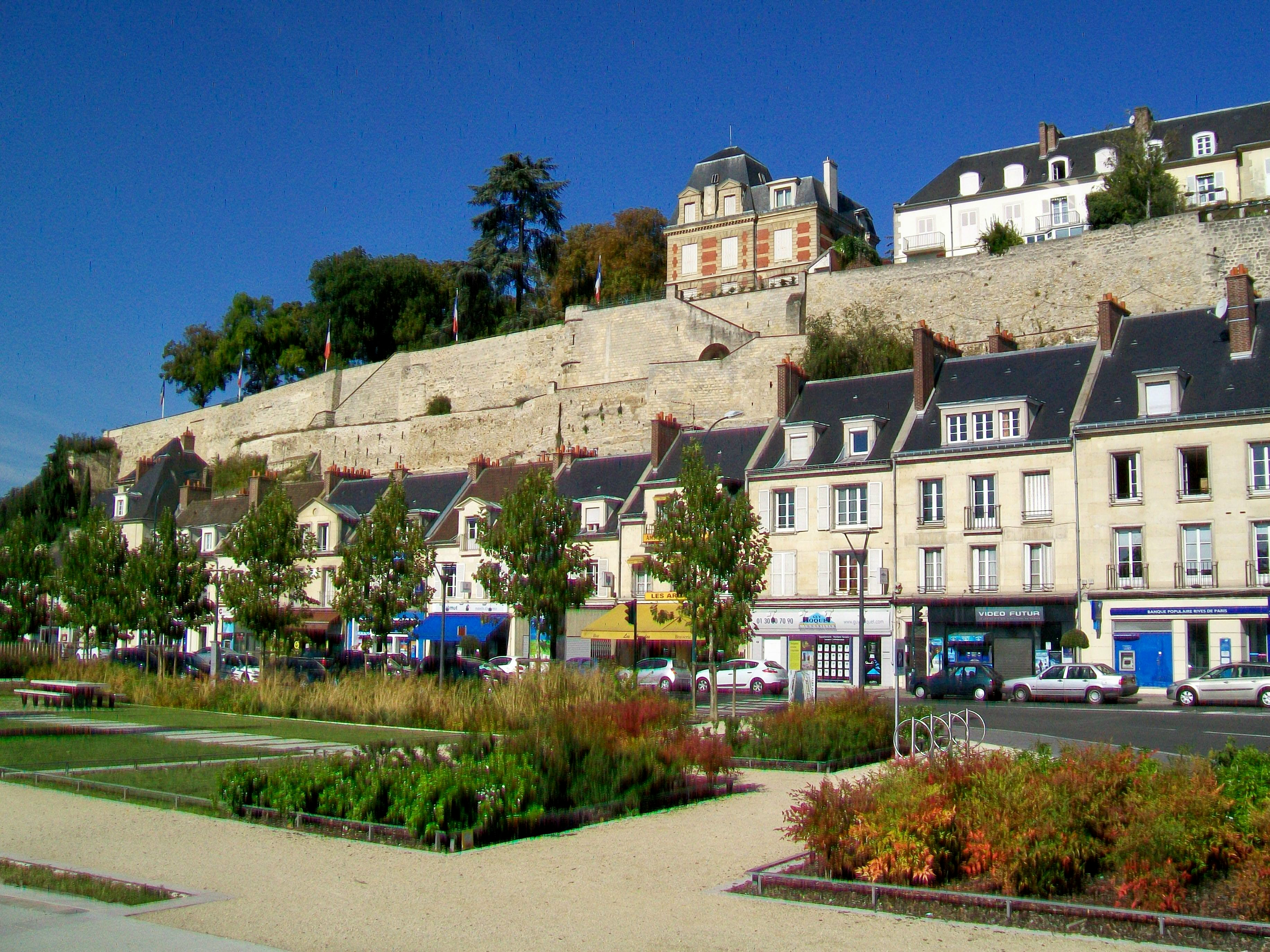
Musée Pissarro (maison en briques en haut à gauche).

- Anciens bains-douches municipaux, place du Parc-aux-Charrettes : Ils ont été créés en 1913 par la Caisse d’Épargne et ont été repris par la ville en 1953. La façade en brique et meulière est remarquable, tout comme la mosaïque sur le fronton au-dessus de l’entrée[b 14].
- Hôtel des Monthiers, rue de la Bretonnerie : Cet hôtel particulier du XVIIe siècle, l’un des plus anciens de la ville, a appartenu à Jean Matisse, fils du peintre Henri Matisse. Sa façade la plus caractéristique avec tourelle d’escalier donne sur l’arrière.
- Statue et escalier du général Victor-Emmanuel Leclerc, rue Thiers : L’escalier constitue l’aboutissement de l’ancienne rue Impériale, percée entre 1863 et 1868. La statue du général d’Empire rend hommage à ce personnage natif de Pontoise ; c’est une œuvre du sculpteur François-Frédéric Lemot de 1869[b 15].
- Ancien couvent des Cordeliers – hôtel de ville, place de l’Hôtel-de-Ville : La réforme franciscaine fit son apparition à Pontoise sous la forme d’un couvent de Cordeliers, d’abord installé hors les murs, puis du côté de la Porte d’Ennery, et enfin reconstruit au cœur de la ville. Il accueille l'hôtel de ville depuis 1855[b 16]. L'ancien cloître est accessible au public pendant les heures d'ouverture de la mairie.
- Ancien château de Pontoise et musée Pisarro, rue du Château : Le château construit par les Capétiens fut vendu en 1739 pour être rasé. Les fondations et une partie des remparts (ouest) ont été conservées. Le système défensif remontant au XIIe siècle fut profondément transformé au XVIe siècle. La villa qui abrite le musée Pissarro, en brique rouge et pierre de taille, date de la fin du XIXe siècle[100],[b 15]. L’emplacement de l’ancien château est devenu un jardin public, offrant une vue imprenable sur la ville basse et l’Oise.

### Parcs et espaces verts

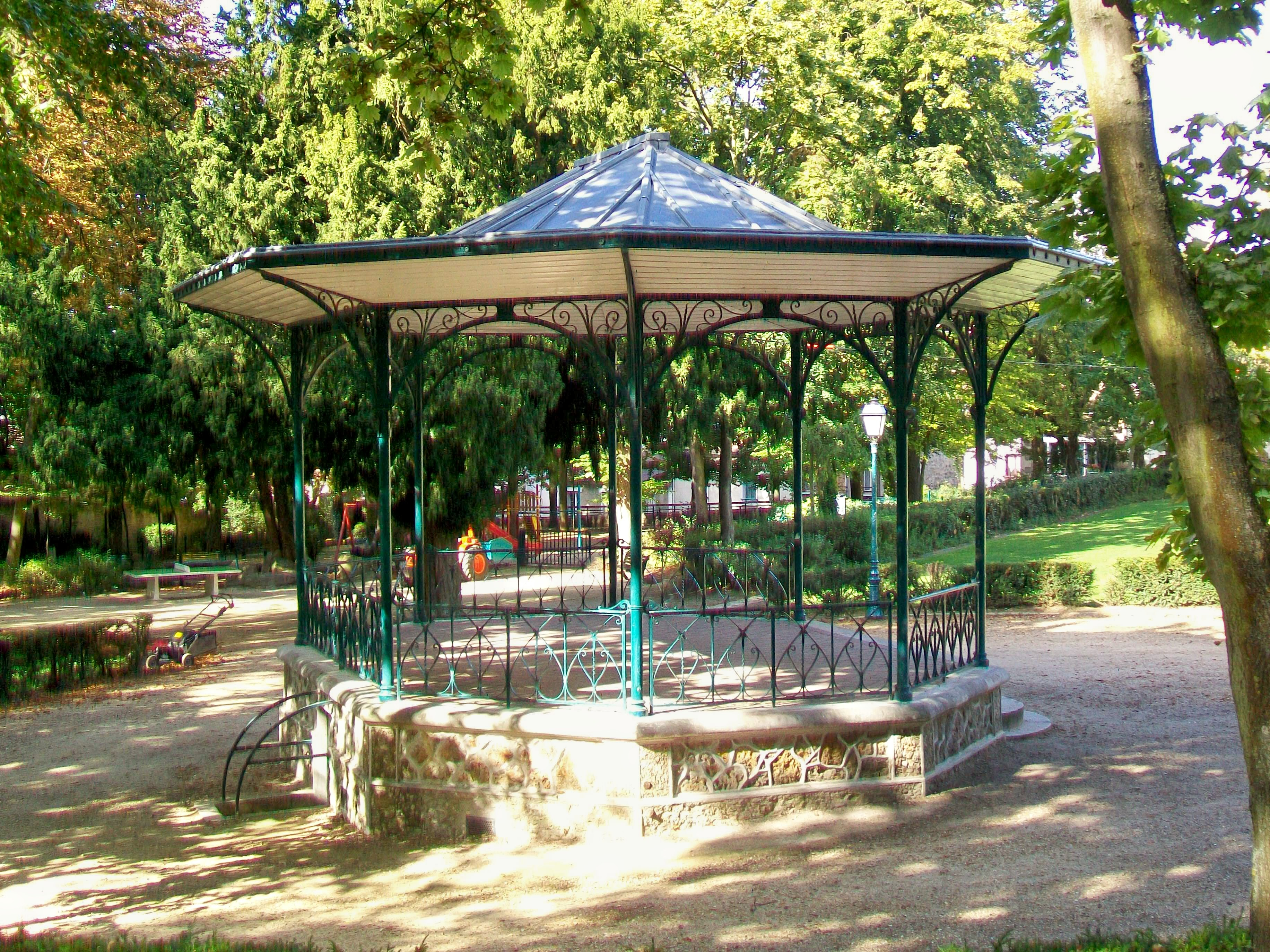
Jardin de la Ville, kiosque à musique.

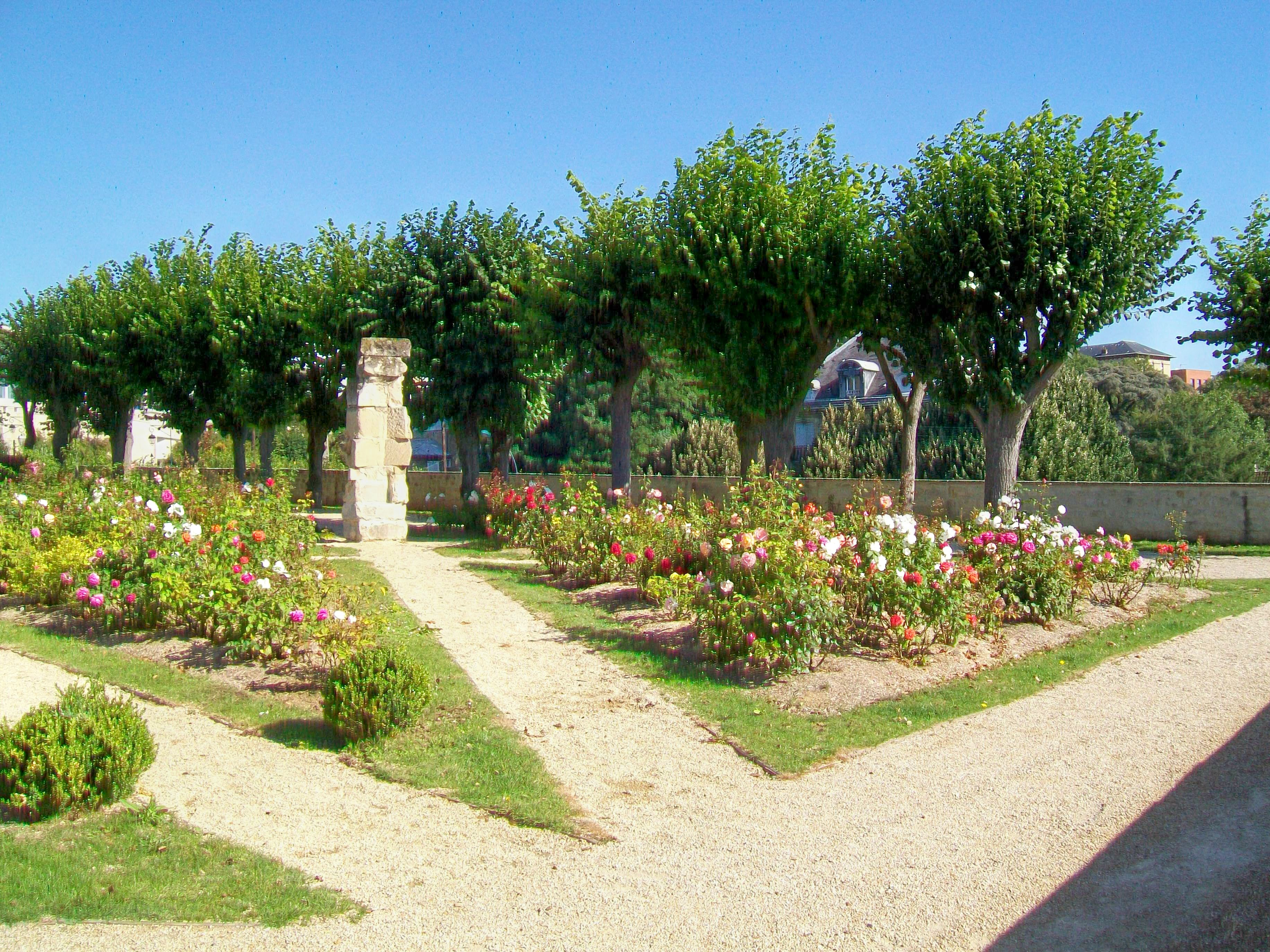
Roseraie au jardin de l'hôtel de ville.

Pontoise possède de nombreux jardins privés et potagers, ainsi que cinq parcs et jardins publics. S'y ajoute un réseau de 15 km de sentes rurales se faufilant entre les propriétés privés et permettant de découvrir les espaces naturels, nombreux à proximité du centre-ville. Les sentes peuvent avoir quelques dizaines de mètres de longueur seulement, voire atteindre plusieurs kilomètres. La plupart se concentrent dans les quartiers semi-ruraux de l'Hermitage et du Chou, au nord, ainsi que près des bords de la Viosne, à l'ouest du centre-ville près de la voie ferrée. L'hôtel de Verville et l'hôtel de Monthiers possèdent de remarquables jardins privés. On peut citer également les jardins familiaux de l'Hermitage, potagers immortalisés par Camille Pissarro, des Pâtis ou le Clos des Anglaises (quartier Saint-Martin). Pontoise possède par ailleurs des vignes, le vignoble de la commune de Saint-Martin.
- Jardin des Cinq Sens, rue du Château : il occupe l'emplacement de l'ancien château autour du musée Pissarro. Il présente la particularité d'être conçu également pour les malvoyants, présentant de nombreuses plantes et fleurs aux parfums soutenus et des panneaux en braille (accès libre tous les jours de 10 h à 21 h)[102].
- Jardin et roseraie de l'hôtel de ville, place de l'Hôtel-de-Ville : petit jardin en haut des remparts du boulevard Jean-Jaurès, avec vue sur une terrasse d'artillerie du XVIe siècle.
- Jardin de la Ville, rue de la Coutellerie, impasse de la Prison et rue de Gisors : il reprend le tracé d'un jardin d'agrément créé au XVIIIe siècle par Le Vasseur de Verville, Contrôleur des finances de la Maison du Roi. Il fut acquis par la ville de Pontoise en 1820. Cette promenade publique occupe une partie des douves qui protégeaient la ville médiévale[103].
- Jardin des Lavandières, à l'ouest de la ville, rue de Rouen et rue des Deux-Ponts : il occupe un ancien site d'ateliers artisanaux aujourd'hui disparu et une partie de l'ancien parc de Marcouville (voir ci-dessous). Son nom vient du lavoir sur la Couleuvre, déviation de la Viosne, qui délimite le parc au sud-ouest. Un sentier longeant la rivière permet de se rendre au moulin de la Couleuvre, représenté par Paul Cézanne. Le parc est ouvert en permanence[104].
- Parc du château de Marcouville, rue de Rouen : il se situe en face et longe également la rivière, avec une superficie de plus de cinq hectares muni d'un ancien lavoir donnant sur la Viosne. Son système hydraulique remonte au XVIIe siècle. Ce parc est habituellement fermé d'accès en attendant sa restauration[105].
- Parc des Larris, au sud de l'autoroute A 15 à proximité de Cergy : parc de dix hectares avec sa colline, aménagé sur la rive droite de l'Oise en 1987. Le parc est ouvert en permanence. Les Larris est le nom du quartier à l'extrémité sud du territoire communal, non loin de la gare de Cergy-Préfecture[106].

### Patrimoine souterrain
Pontoise possède un important réseau de caves et souterrains. Le Mont Bélien, sur lequel l'ancien château de Pontoise avait été édifié, est un éperon de calcaire. L'extraction du matériau nécessaire à la construction a laissé de nombreuses caves et carrières du XIIe au XVIe siècle : « carrière du Château », le « port souterrain », la « glacière », la « cave des Moineaux », la chapelle souterraine du presbytère, etc. On peut visiter ces souterrains lors des journées européennes du patrimoine, au mois de septembre, ou sur rendez-vous auprès de l'office de tourisme de Pontoise (visite chaque dimanche).
La chapelle de la cave du presbytère a été aménagée lorsque le presbytère est installé, au XXe siècle, dans la maison située au-dessus. La galerie circulaire souterraine qui suit est taillée dans le roc. Elle servait de carrière ; Un passage devait permettre d'accéder à une carrière bien plus vaste d'environ 200 m2. L'exploitation se situait à moins de 15 m du niveau de la rue de l'Hôtel de Ville, mais les galeries et carrières situées sous la rue de la Bretonnerie sont en partie comblées.

### Équipements culturels

#### Musées

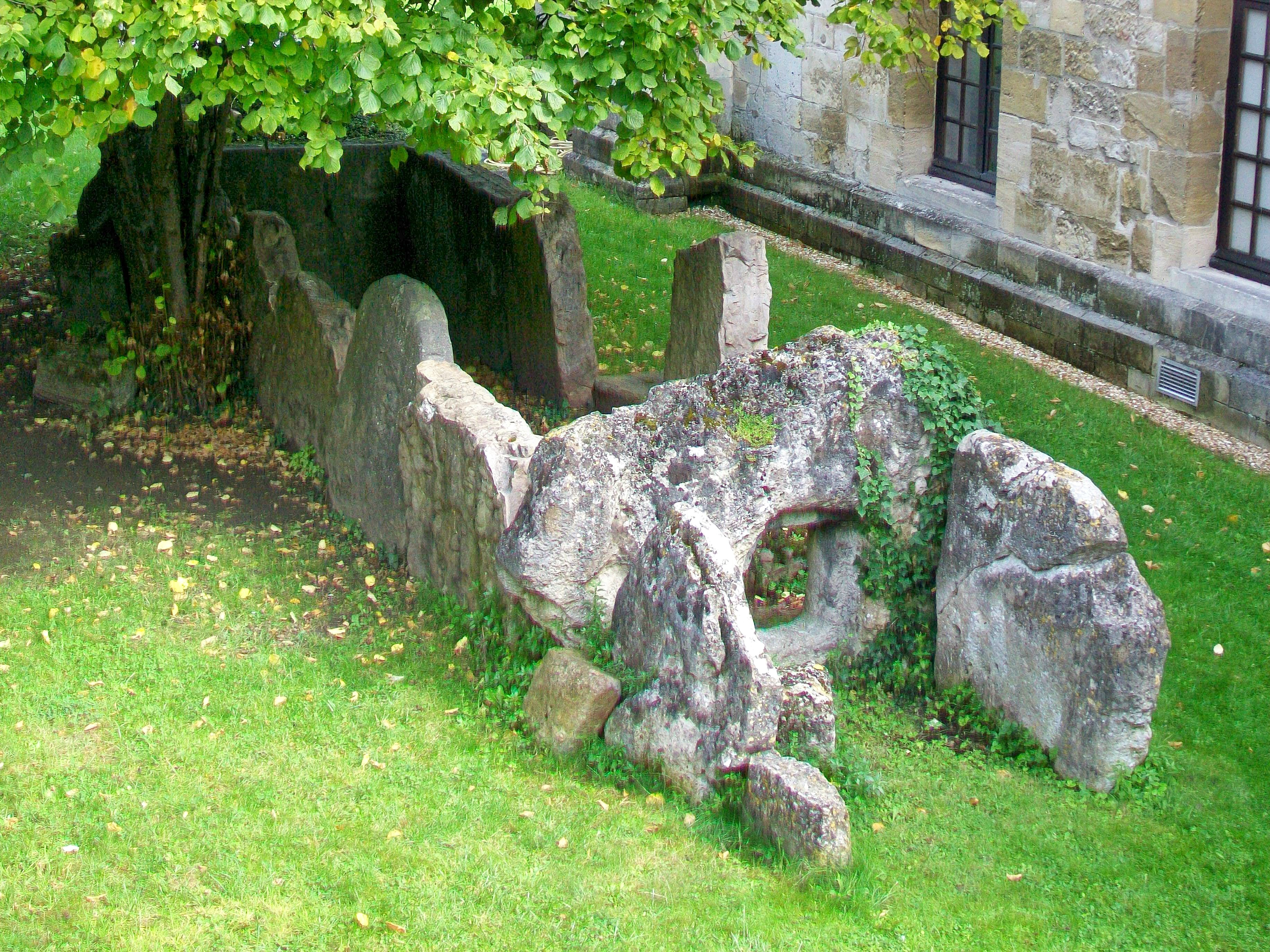
Musée Tavet-Delacour, galerie couverte de Dampont en provenance d'Us.

- Musée Tavet-Delacour, sculptures médiévales, manuscrits du XVIIIe siècle, et peintures du XXe siècle : Installé dans un hôtel particulier de la fin du XVe siècle, autrefois demeure du Grand Vicaire de Pontoise, le Musée Tavet-Delacour conserve les collections historiques de la Ville. Ses collections du XXe siècle furent essentiellement constituées autour de la Donation Freundlich (1968). Le musée présente des expositions temporaires consacrées au XXe siècle, aux collections historiques, et à celles qui relèvent de la programmation du musée Pissarro. Le musée est ouvert à la visite du mercredi au dimanche. L'entrée est payante[108].
- Musée Camille-Pissarro, collections impressionnistes, dans le parc de l'ancien château : installé dans une maison bourgeoise qui domine la vallée de l'Oise et la vieille ville, sur l'emplacement de l'ancien château royal, le musée rend hommage au travail du peintre réalisé à Pontoise entre 1866 et 1883. Pissarro fut à l'origine des séjours à Pontoise et Auvers-sur-Oise de Cézanne, Gauguin et Vincent van Gogh. Ce musée a constitué en une vingtaine d'années une collection articulée autour d'un ensemble d'eaux-fortes de Camille Pissarro, mais aussi d'œuvres des nombreux artistes qui travaillèrent dans la seconde partie du XIXe siècle entre Pontoise et L'Isle-Adam. Le musée est ouvert à la visite du mercredi au dimanche, l'après-midi seulement. L'entrée est gratuite[109].

#### Bibliothèques
La ville compte trois bibliothèques : une centrale en centre-ville (Guillaume-Apollinaire) qui met à disposition 67 500 documents sur 1 600 m2, et deux annexes de quartier aux Louvrais et Marcouville. La bibliothèque centrale, qui occupe son emplacement rue Alexandre-Prachay depuis 1988, possède un fonds patrimonial riche de 16 000 documents, dont des incunables du XVe siècle, ce qui en fait le plus important du département. Il fut constitué par les diverses saisies révolutionnaires, en particulier dans les établissements monastiques, et par des dons d'érudits locaux aux XIXe et XXe siècles, comme M. Ernest Mallet, maire de Pontoise et président de la société historique qui légua toute sa bibliothèque personnelle et sa fortune à la municipalité afin d'édifier un bâtiment digne de ce nom pour accueillir les fonds historiques. Les bibliothèques comptent 5 800 usagers en 2006 dont 3 660 Pontoisiens. Dotées d'un budget annuel d'acquisition de 91 000 euros, elles achètent en moyenne 4 500 documents par an.

#### Sociétés savantes
La Société historique et archéologique de Pontoise, du Val-d'Oise et du Vexin, a été fondée en 1877. Son siège, situé rue de la Roche, près de l'hôtel de ville, abrite une riche bibliothèque. Un bulletin et un tome de Mémoires réunissant des articles sur Pontoise et sa région sont publiés chaque année.

### Pontoise et les arts
Pontoise offre une vie culturelle assez active, même si celle-ci peut apparaître comme peu dynamique. Avec l'obtention en 2006 du statut de ville d'art et d'histoire, elle possède de nombreux projets afin de devenir un pôle incontournable du département.

#### Peinture
(janvier 2025).
La ville a attiré les peintres dès le XVIIe siècle : on peut citer Israël Silvestre pour ses vues médiévales, Louis-Gabriel Moreau ou Claude Chastillon pour ses gravures. La vue privilégiée est celle de l'autre rive, qui permet une représentation globale de la ville dominant l'Oise. Mais ces représentations ont essentiellement pour but de mettre en avant les caractéristiques religieuses et militaires de la cité.
Au XIXe siècle, la ville perd la plupart de ses symboles architecturaux et sa représentation évolue vers celle des paysages pittoresques. Turner, le grand peintre anglais la peint sous cet angle. Durant les années 1850, Adolphe d'Hastrel est le premier à représenter les monuments remarquables de la ville, mais les œuvres produites sont soumises aux commandes du public et le style reste académique.
Camille Pissarro
C'est à partir de l'arrivée de Camille Pissarro en 1866 que Pontoise devient un lieu majeur de l'histoire de l'art et l'une des capitales du mouvement impressionniste. De nombreux peintres se sont inspirés de la ville et de sa région pour la création de paysages. Camille Pissarro y séjourne à partir de 1866 et y emménage avec sa famille en octobre 1873, dans une maison nouvellement construite rue de l'Hermitage, un paisible chemin de campagne qui relie l'Oise au village voisin d'Ennery. Jusqu'en 1884, il y réalise une série de paysages à grande échelle qui furent appelés ses premiers chefs-d'œuvre.
Pontoise représente pour lui une ville accessible grâce au nouveau chemin de fer, aux loyers suffisamment modérés et surtout vierge sur le plan artistique. En effet, pour un paysagiste, peindre un site déjà arpenté par un grand maître en fait devenir un disciple. Néanmoins, l'influence de Daubigny, son voisin d'Auvers, se fait parfois sentir dans certaines toiles. En près de dix-huit ans, il réalise plus de trois-cents toiles et de nombreuses gravures et dessins. Pissarro ne recherche jamais le pittoresque, il ne fait jamais directement figurer un monument ou lieu original, ou uniquement en second plan. La nature n'est plus représentée avec une influence romantique, le peintre choisit des perspectives représentant la réalité, la vie paysanne, l'industrie.

Pissarro s'installe à Pontoise
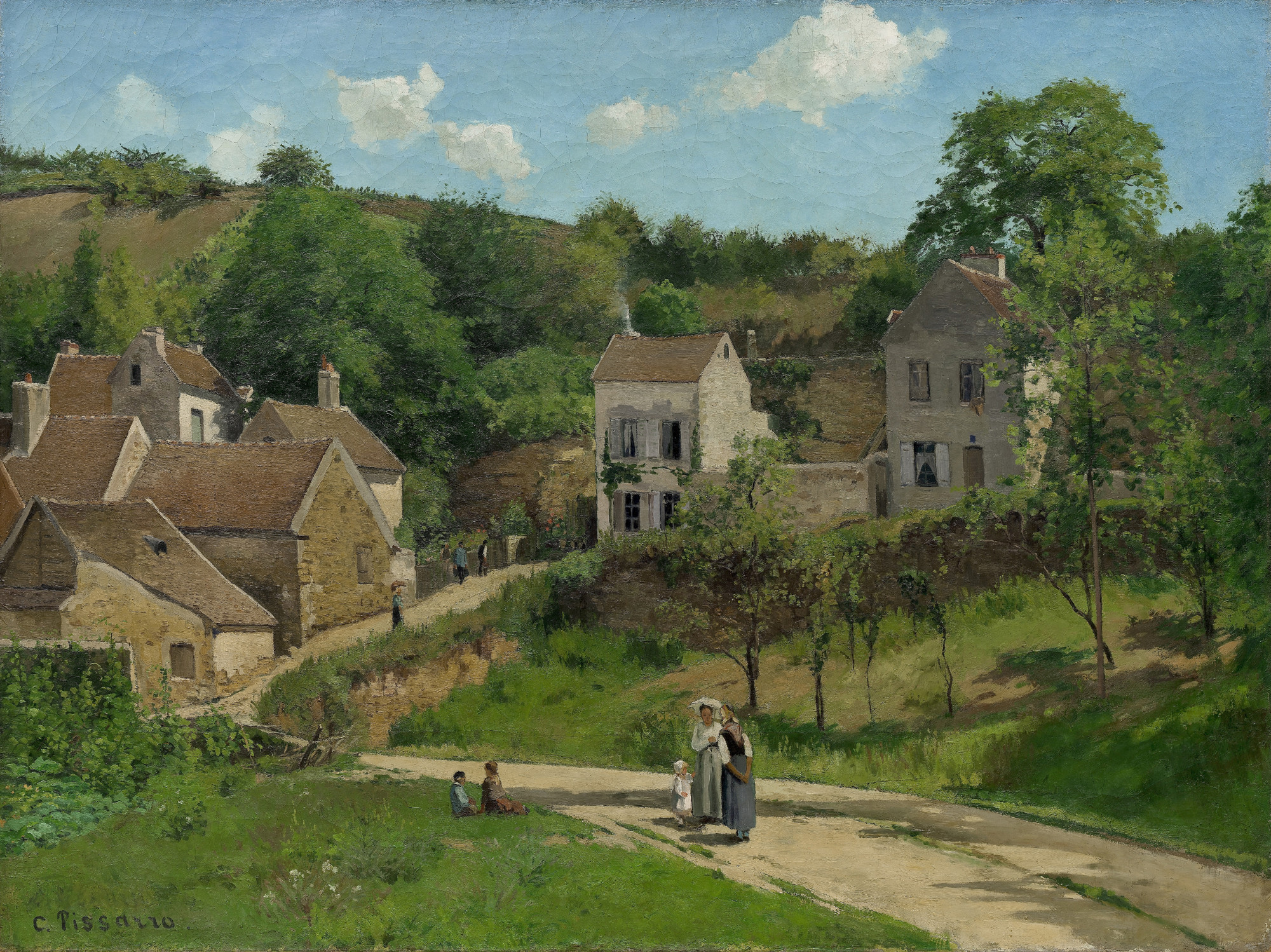
Les Coteaux de l'Hermitage, Pontoise, vers 1867 musée Solomon R. Guggenheim, New York
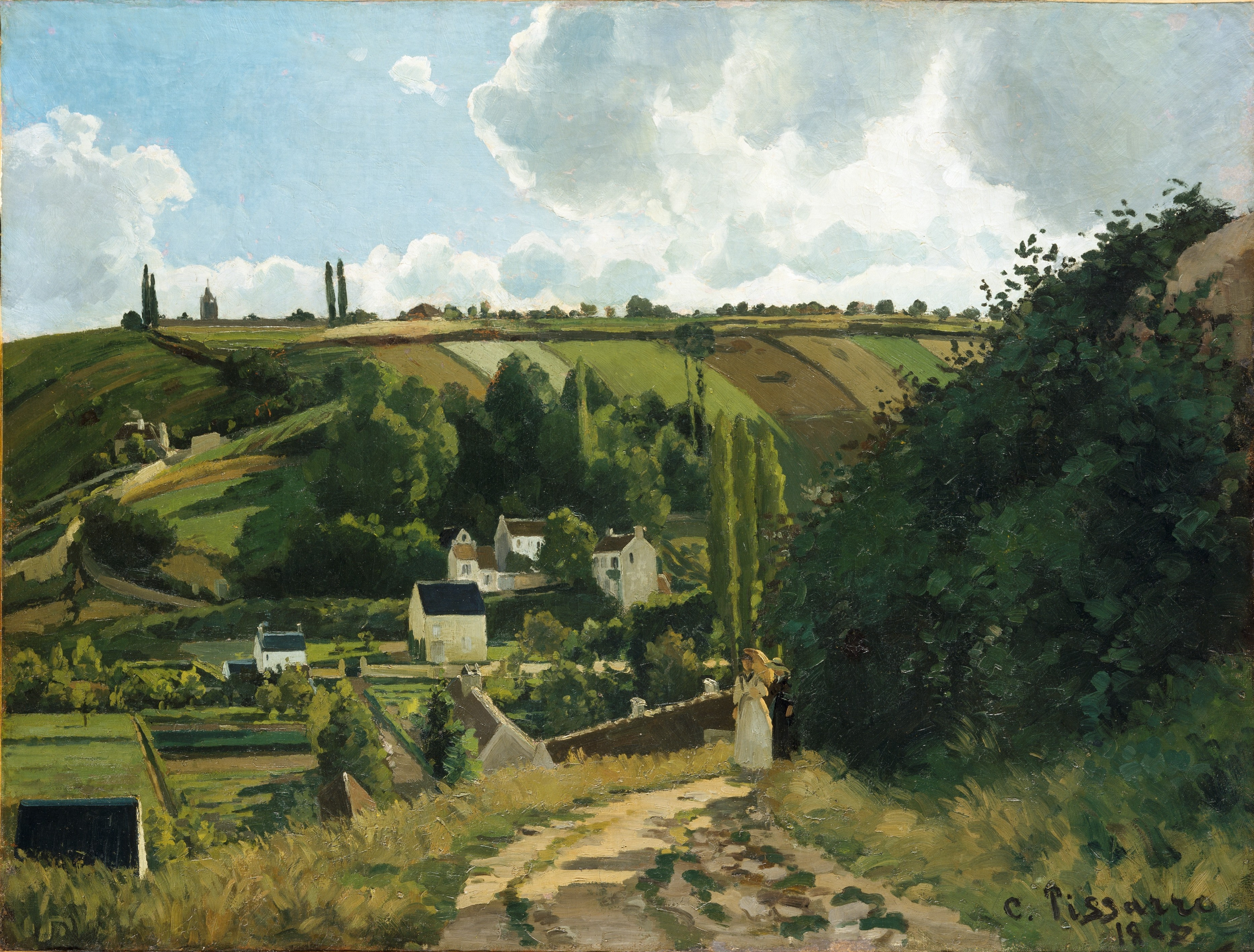
La Côte du Jalais, Pontoise, 1867 Metropolitan Museum of Art, New York
L'Écluse à Pontoise, 1872 Cleveland Museum of Art
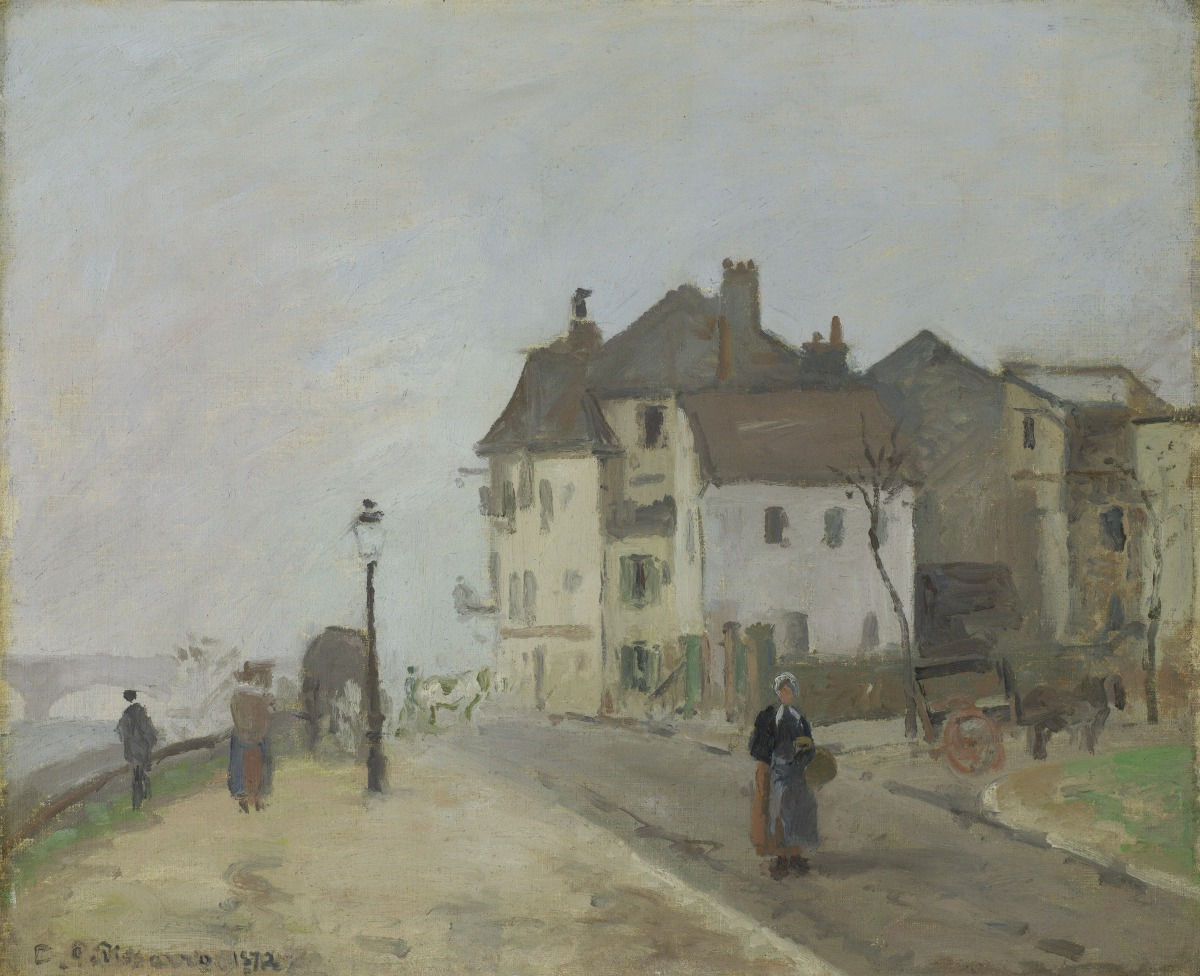
Le Quai du Pothuis à Pontoise, 1872 Musée des Beaux-Arts de Virginie, Richmond
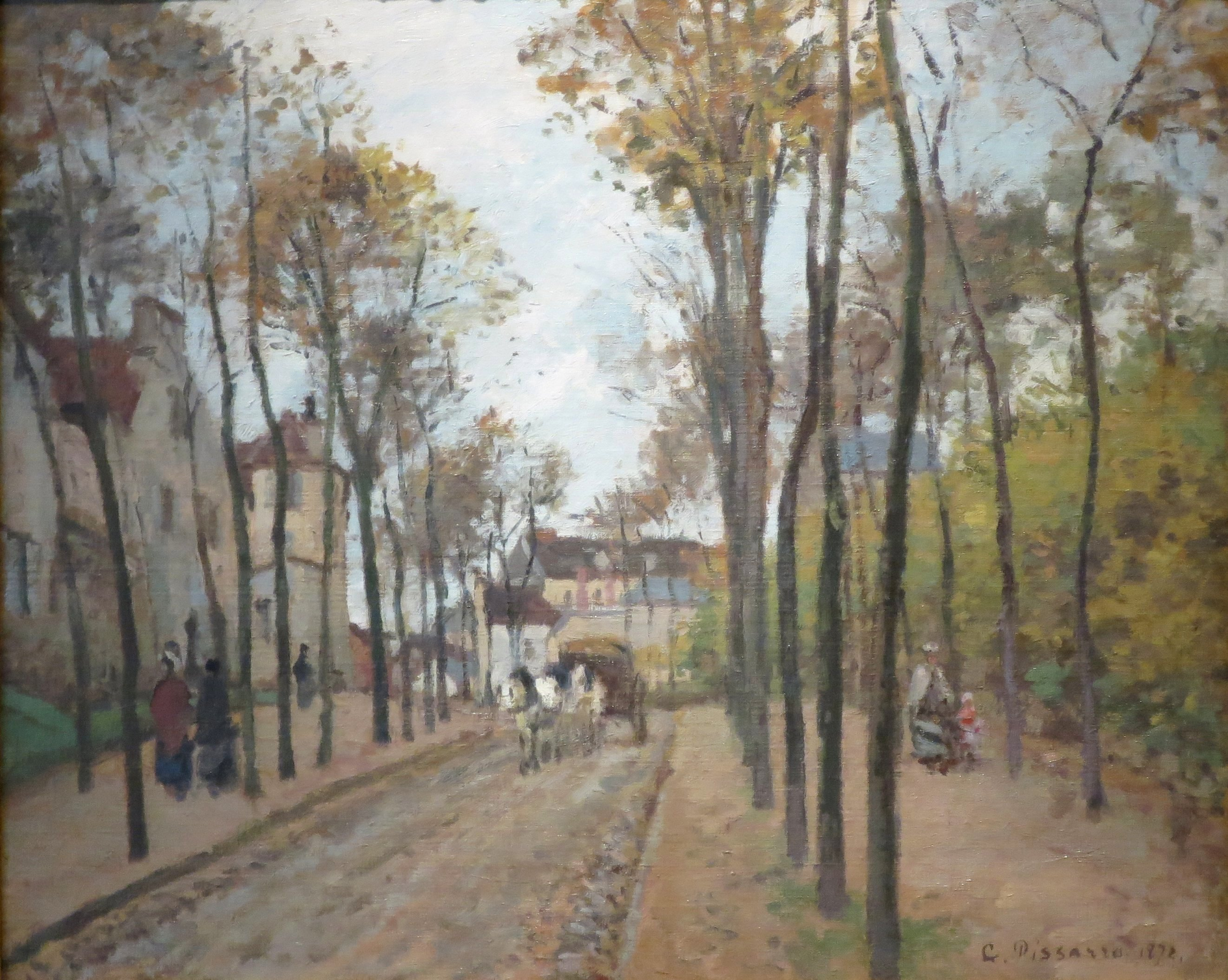
Boulevard des Fossés, Pontoise, 1872 Norton Simon Museum, Pasadena
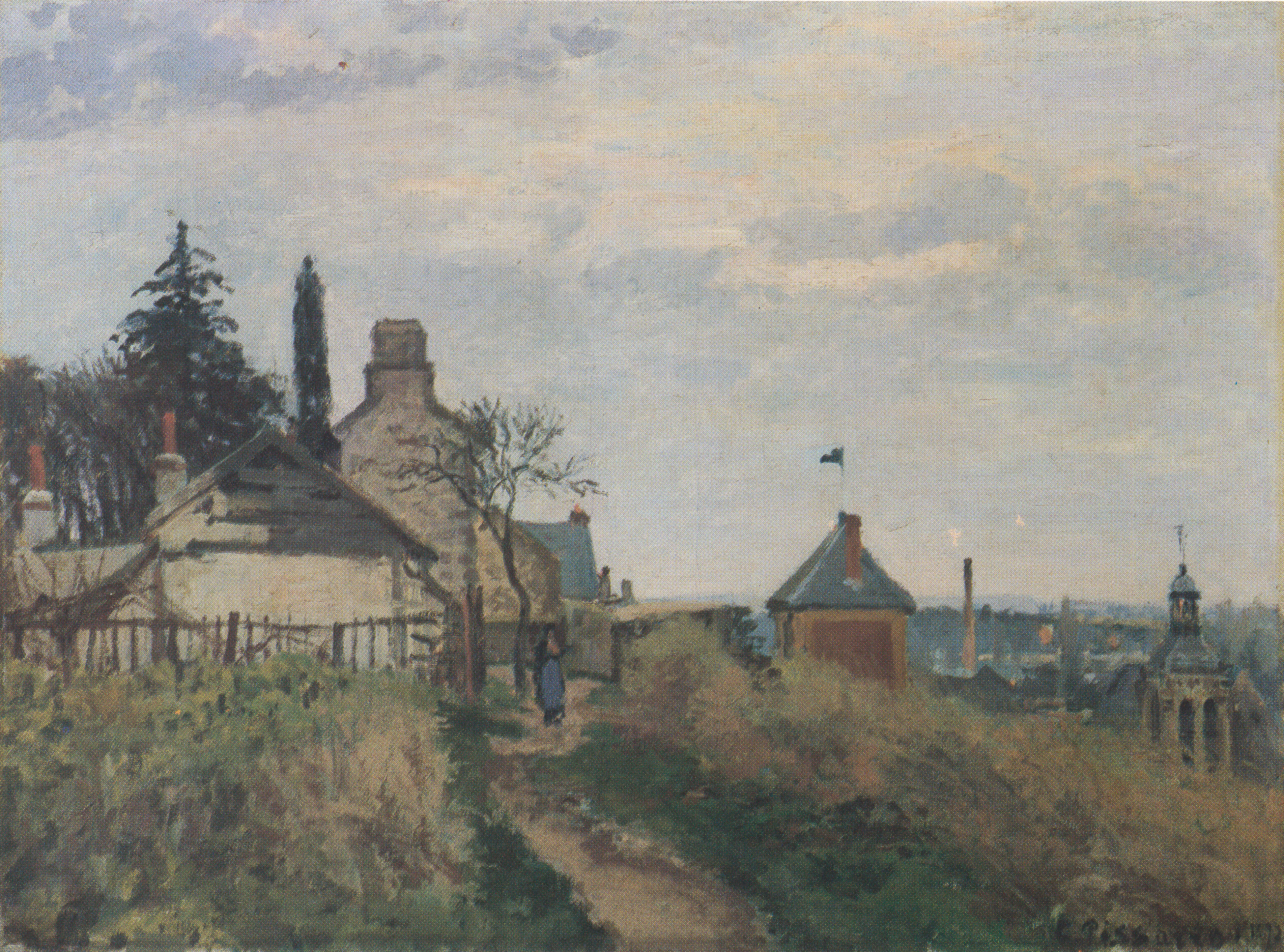
Le Palais de Justice, Pontoise, 1872 Musée d'Orsay, Paris
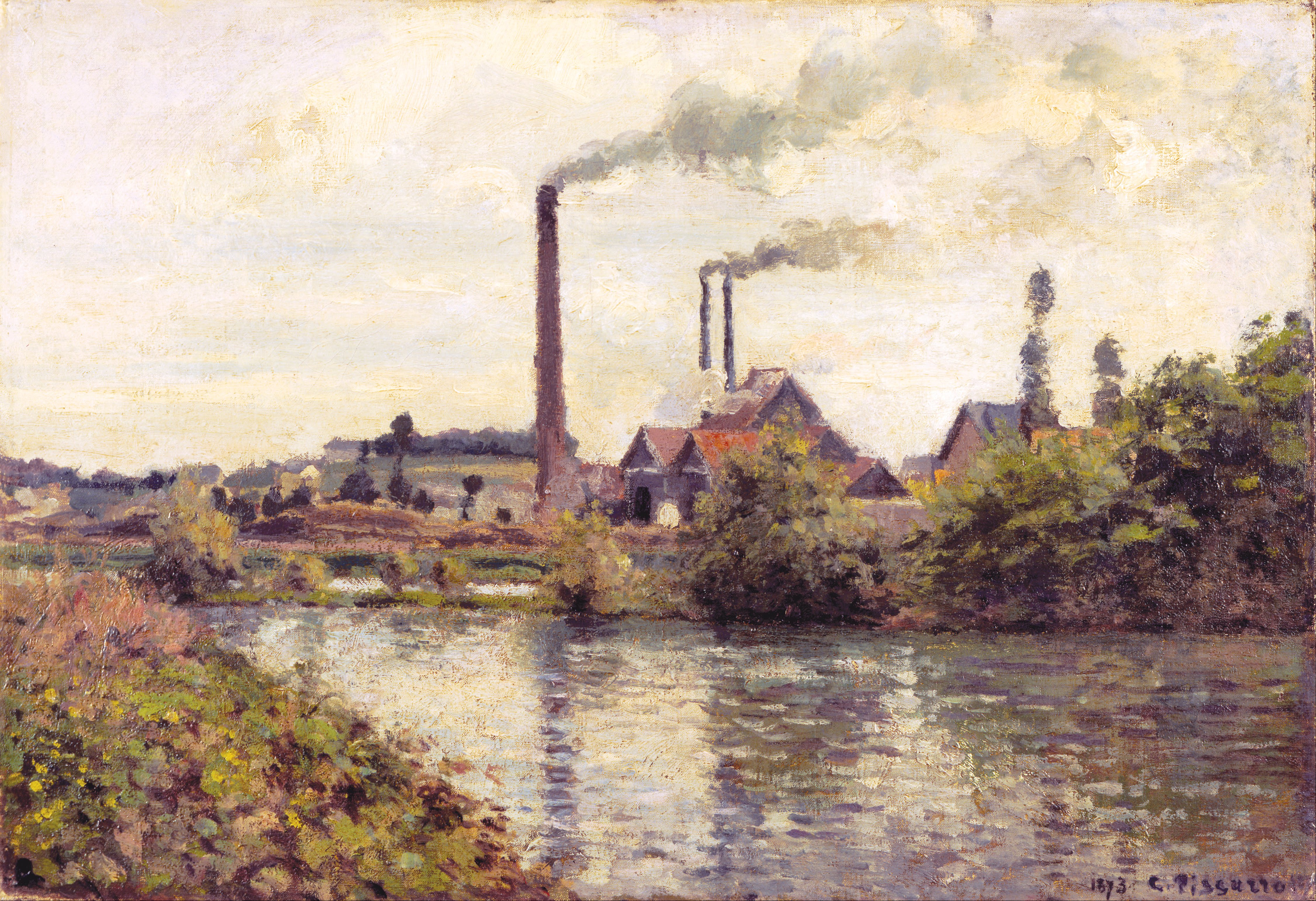
L'Usine à Pontoise, 1873 Musée d'Israël, Jérusalem
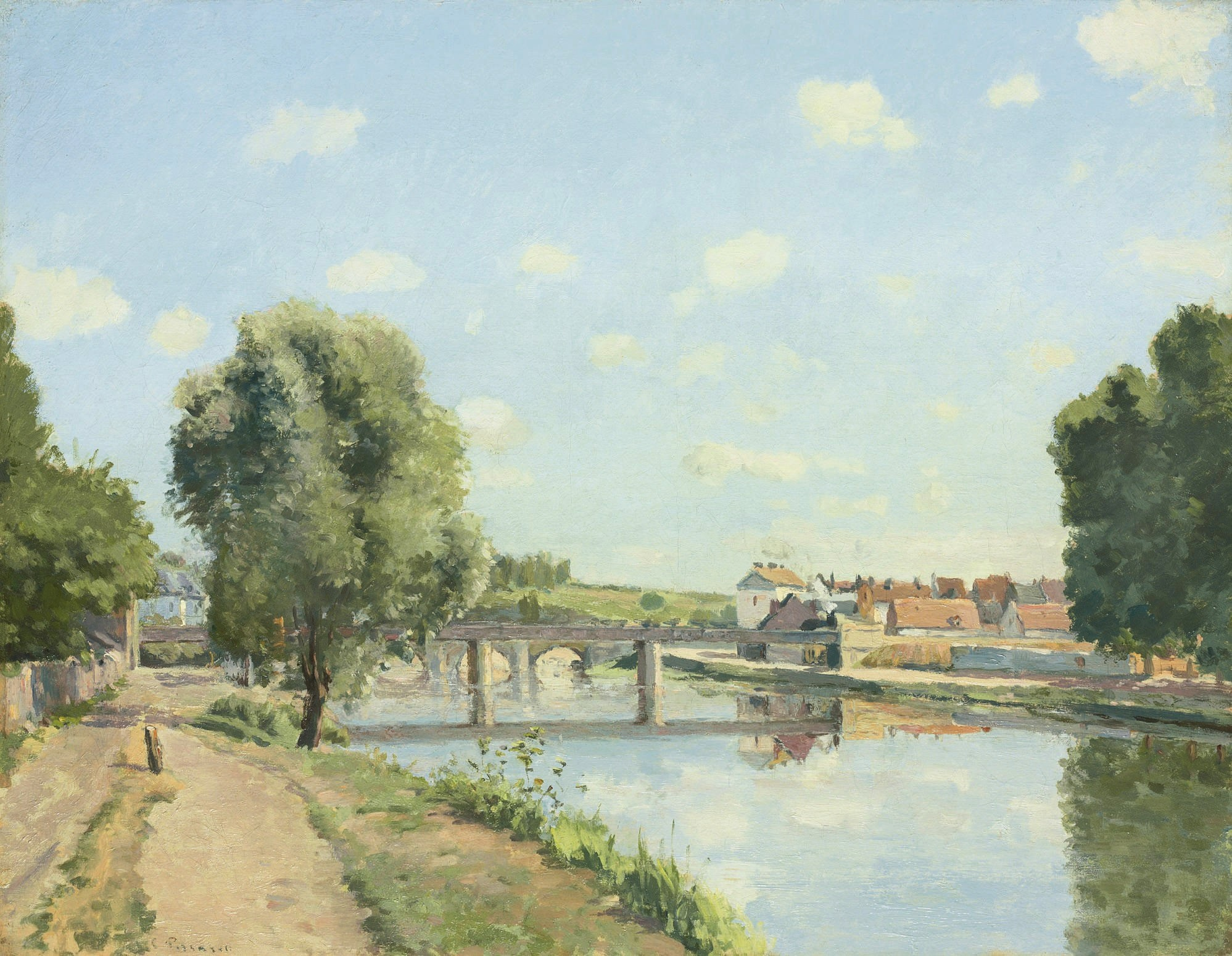
Le Pont du chemin de fer, Pontoise, 1873 Collection privée, Vente 2009
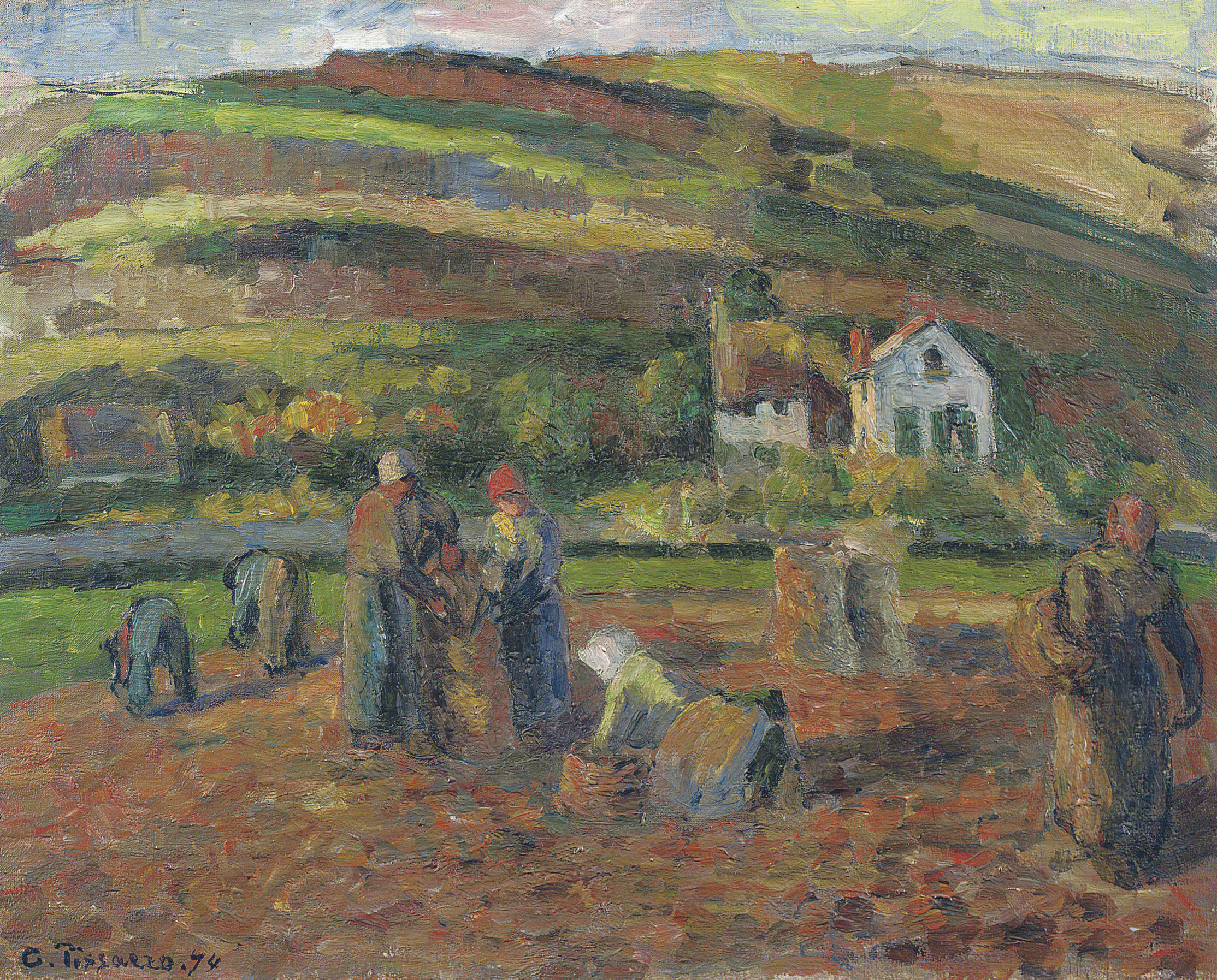
La Récolte des pommes de terre, Pontoise , 1874 Collection privée, vente 2008
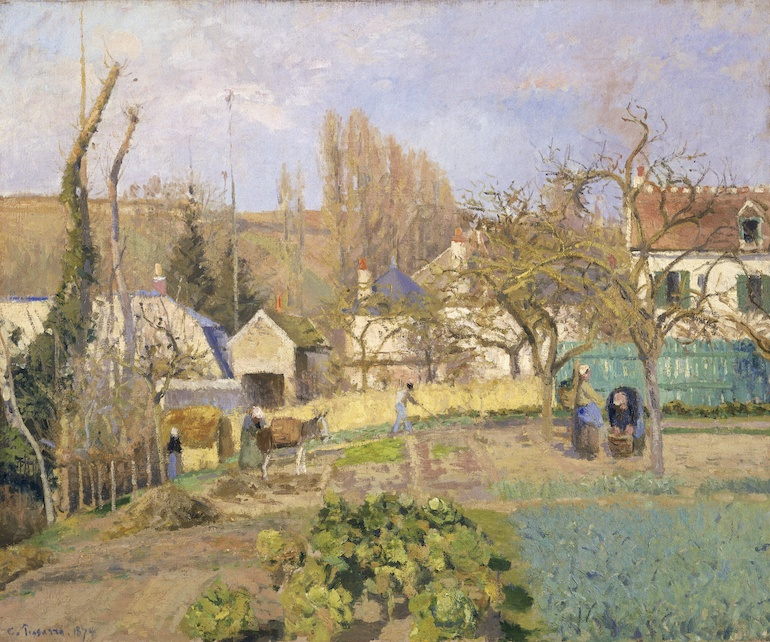
Jardin potager à l'Hermitage, Pontoise Galerie nationale d'Écosse
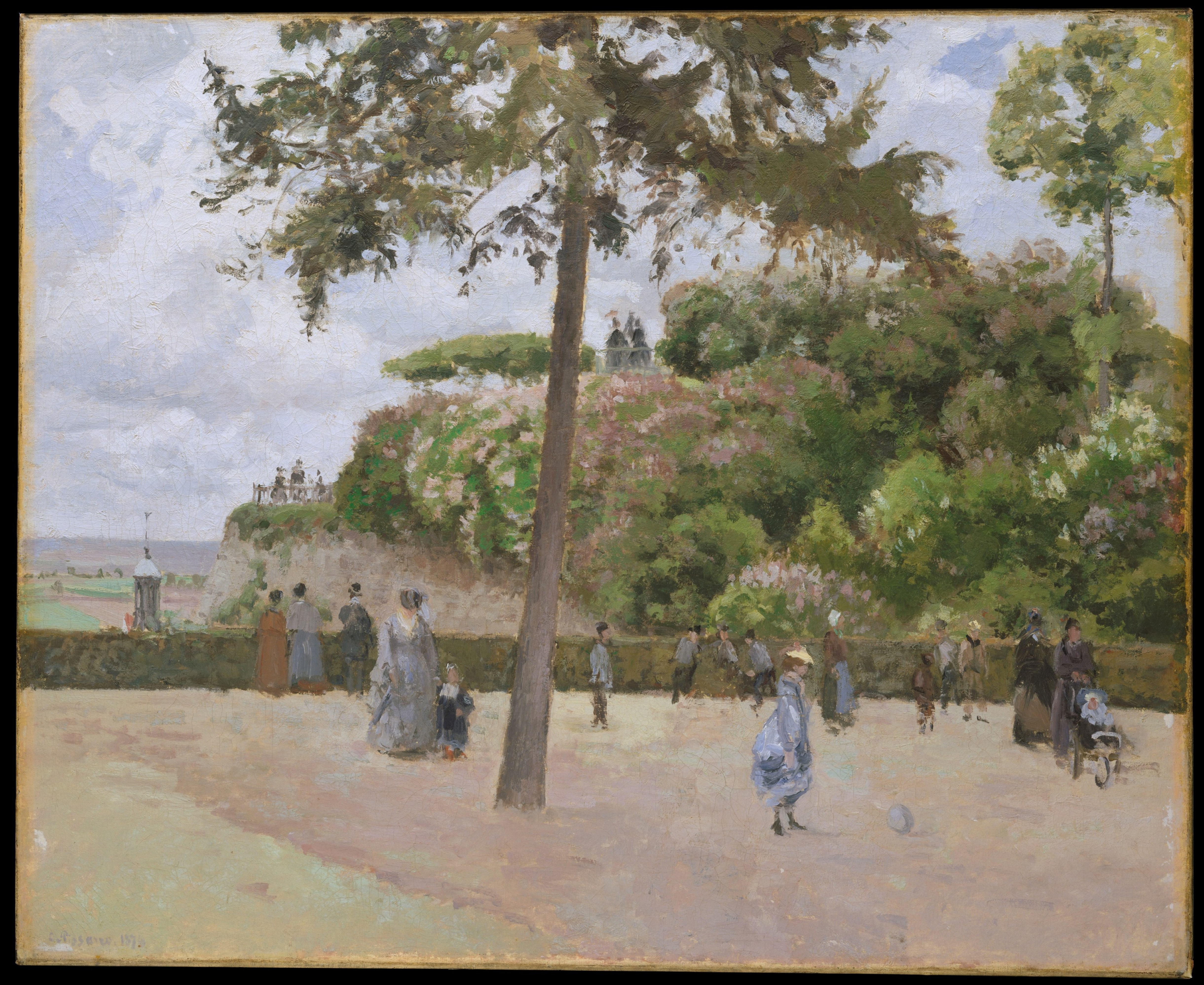
Le Jardin public à Pontoise, 1874 Metropolitan Museum, New York
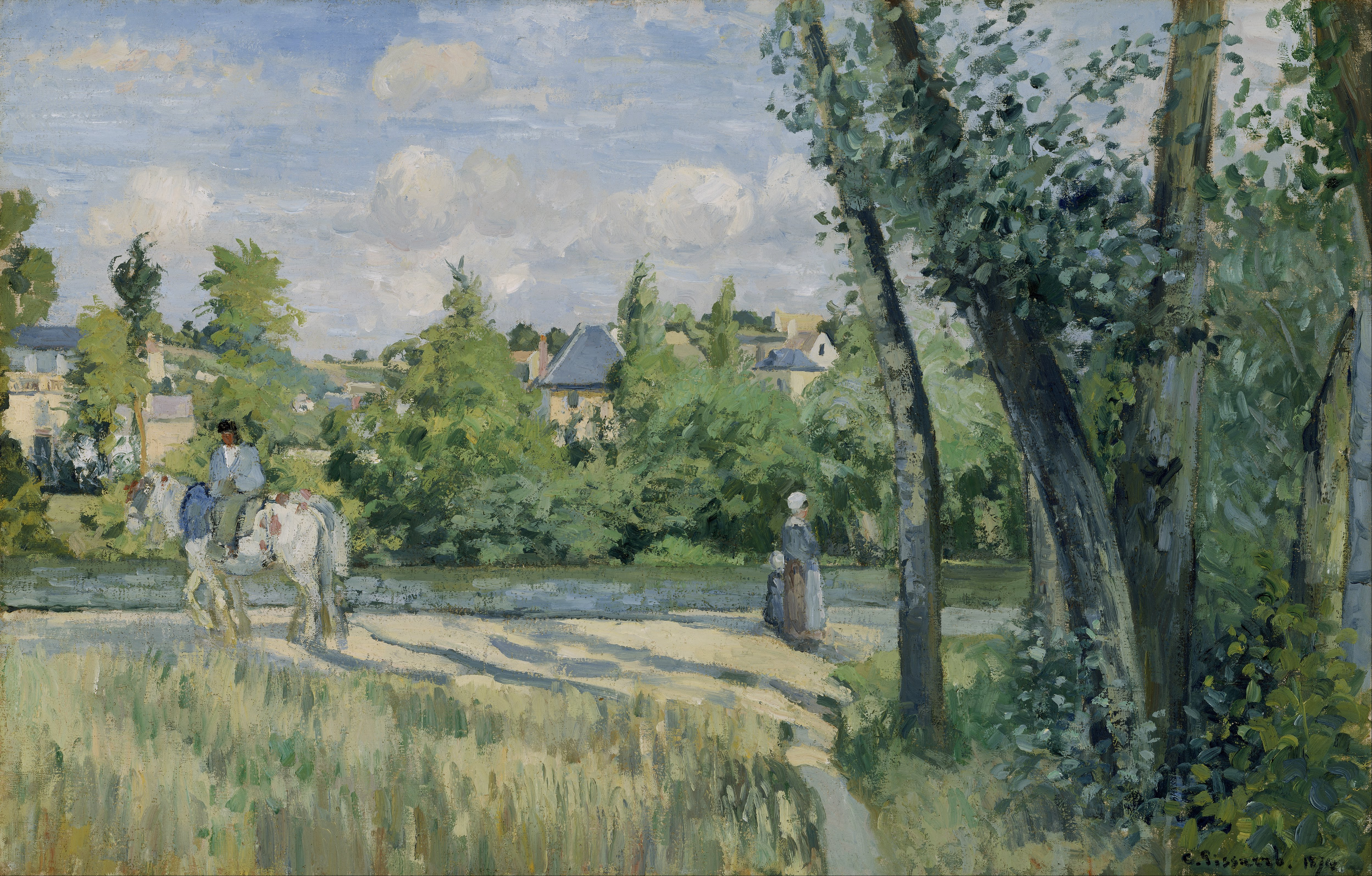
Soleil sur la route, Pontoise, 1874 Musée des Beaux-Arts (Boston)
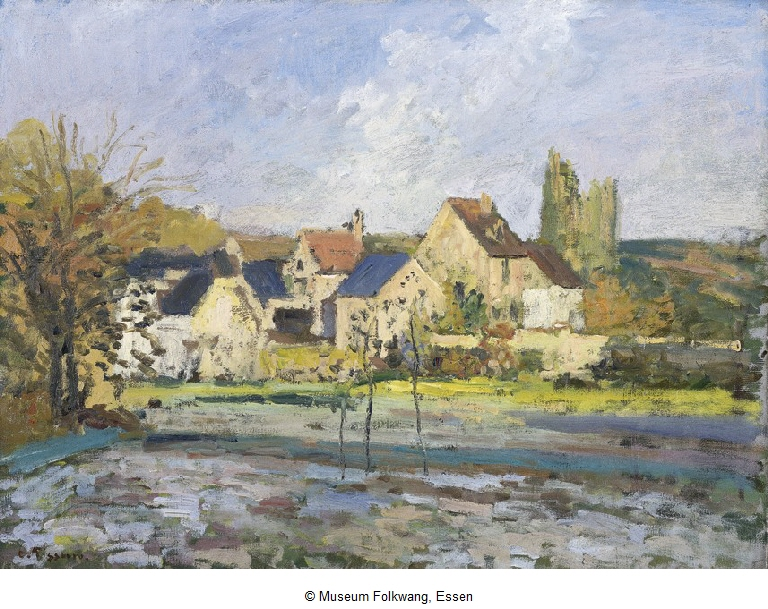
L'Hermitage à Pontoise, 1875-1876 Musée Folkwang, Essen
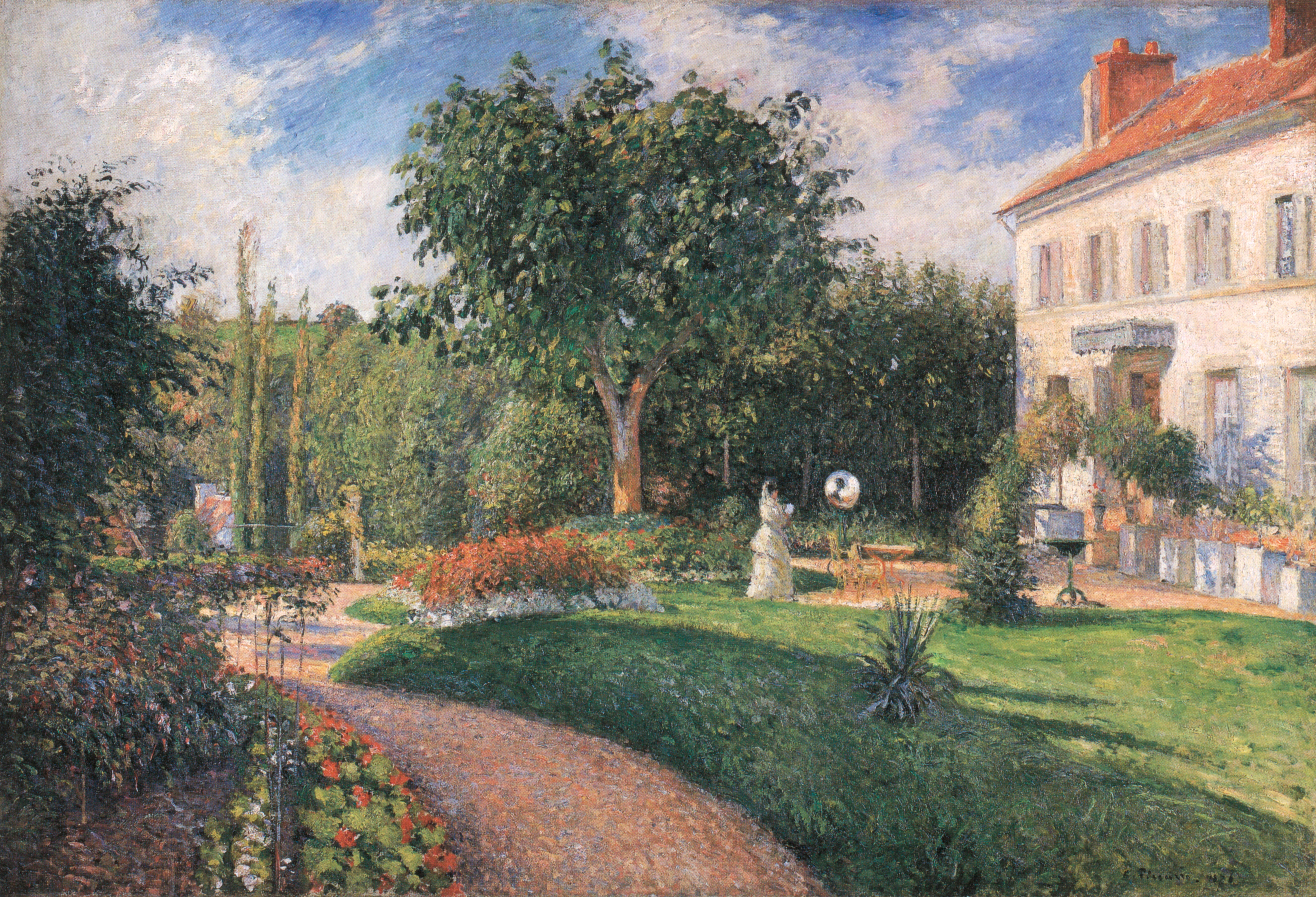
Le Jardin des Mathurins à Pontoise, 1876 Musée d'art Nelson-Atkins, Kansas City
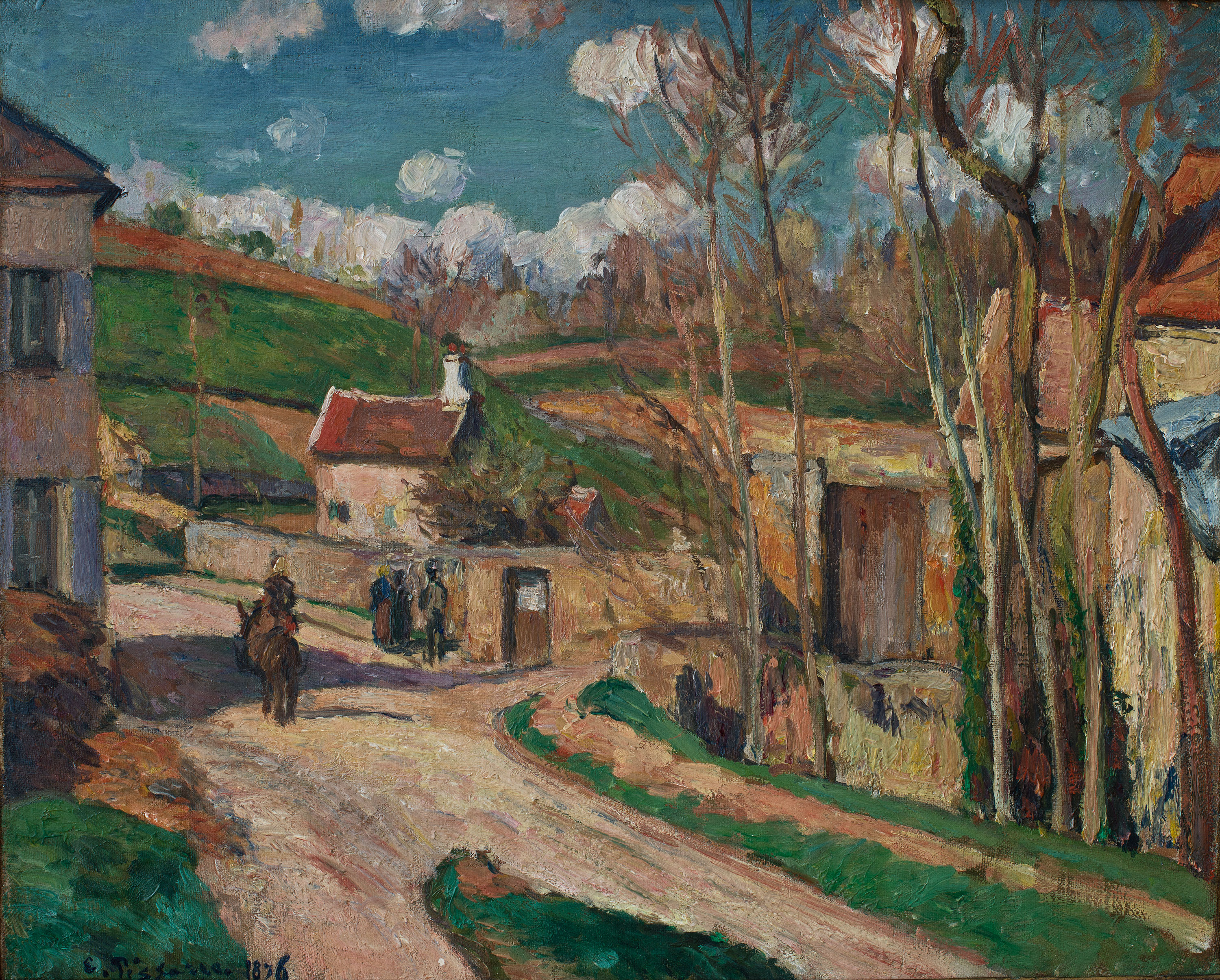
Un carrefour à l'Hermitage, Pontoise, 1876 Musée Malraux, Le Havre
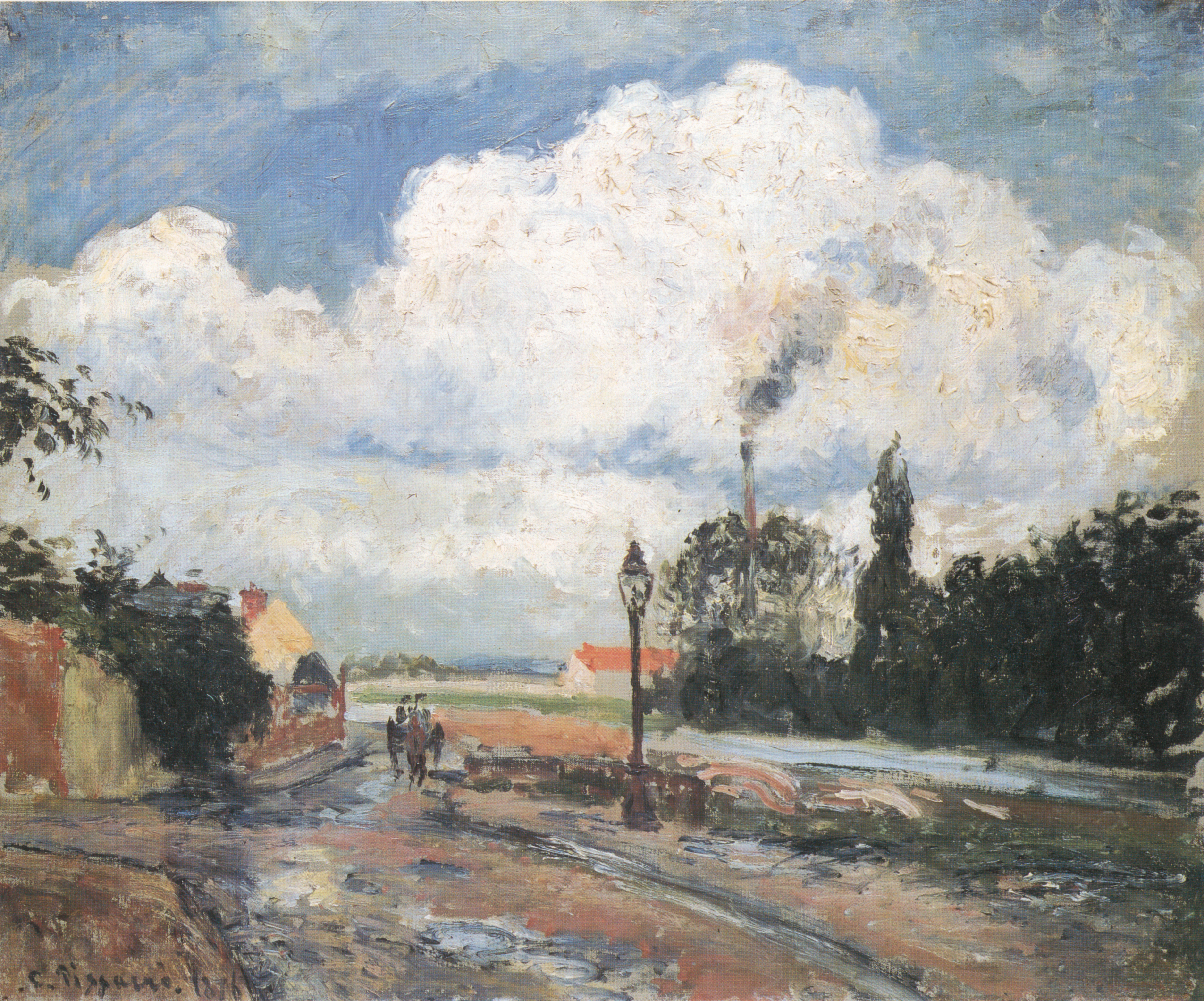
Apres la Pluie, Quai a Pontoise, 1876 Whitworth Art Gallery, Université de Manchester
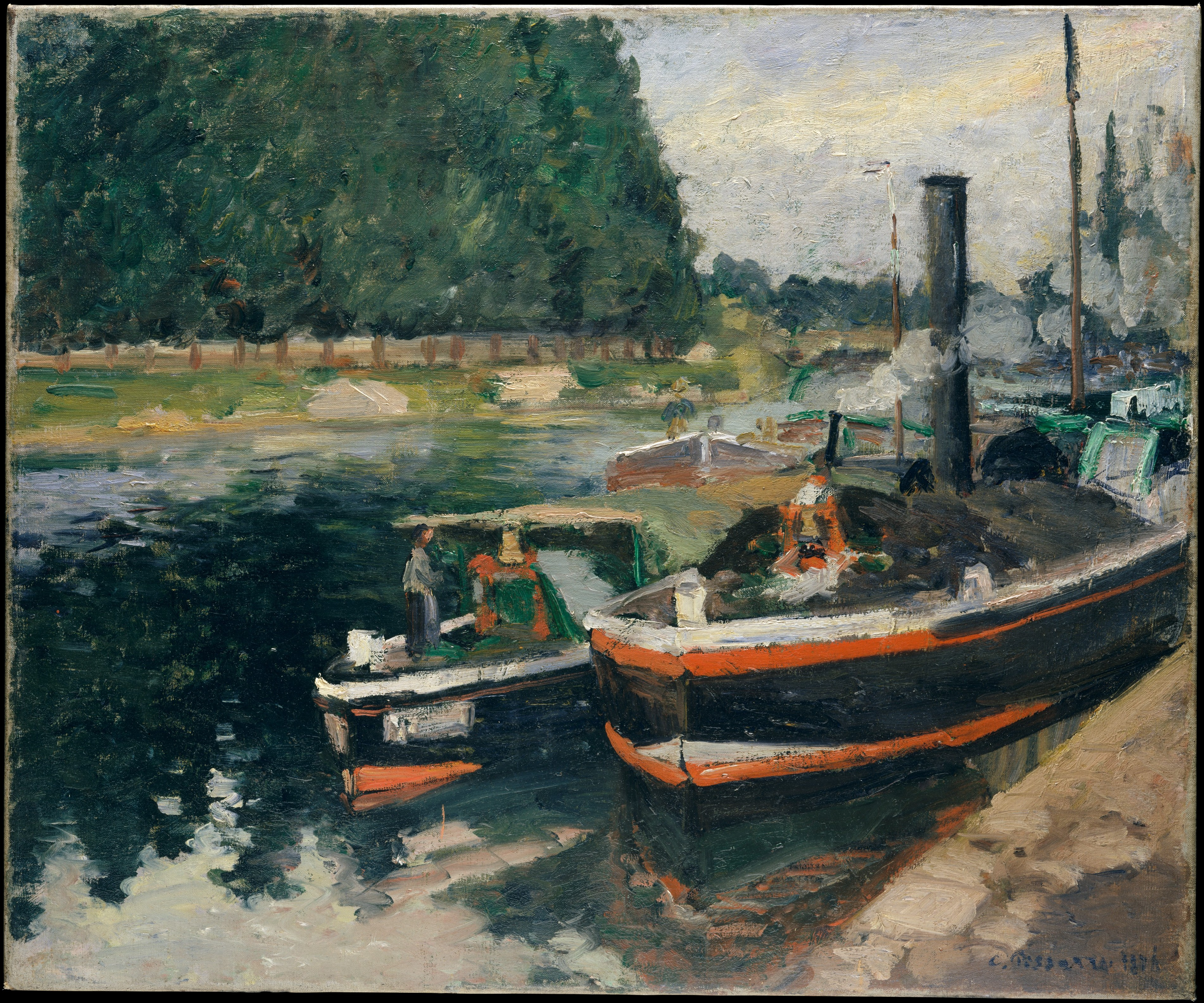
Péniches à Pontoise, 1876 Metropolitan Museum, New York
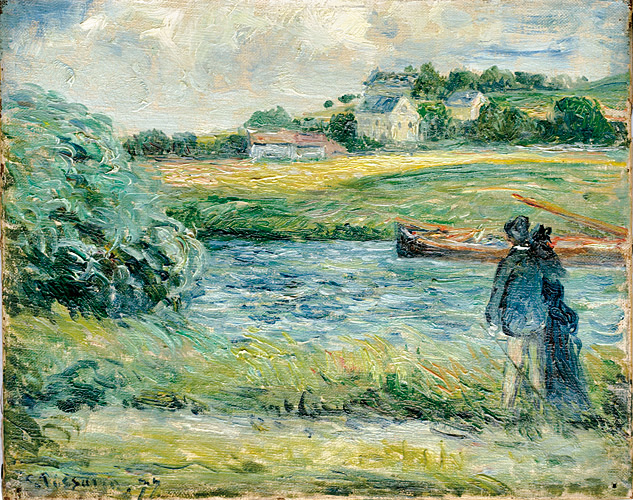
Promenade au bord de l'eau, Pontoise, 1877 Albertina (musée), Vienne
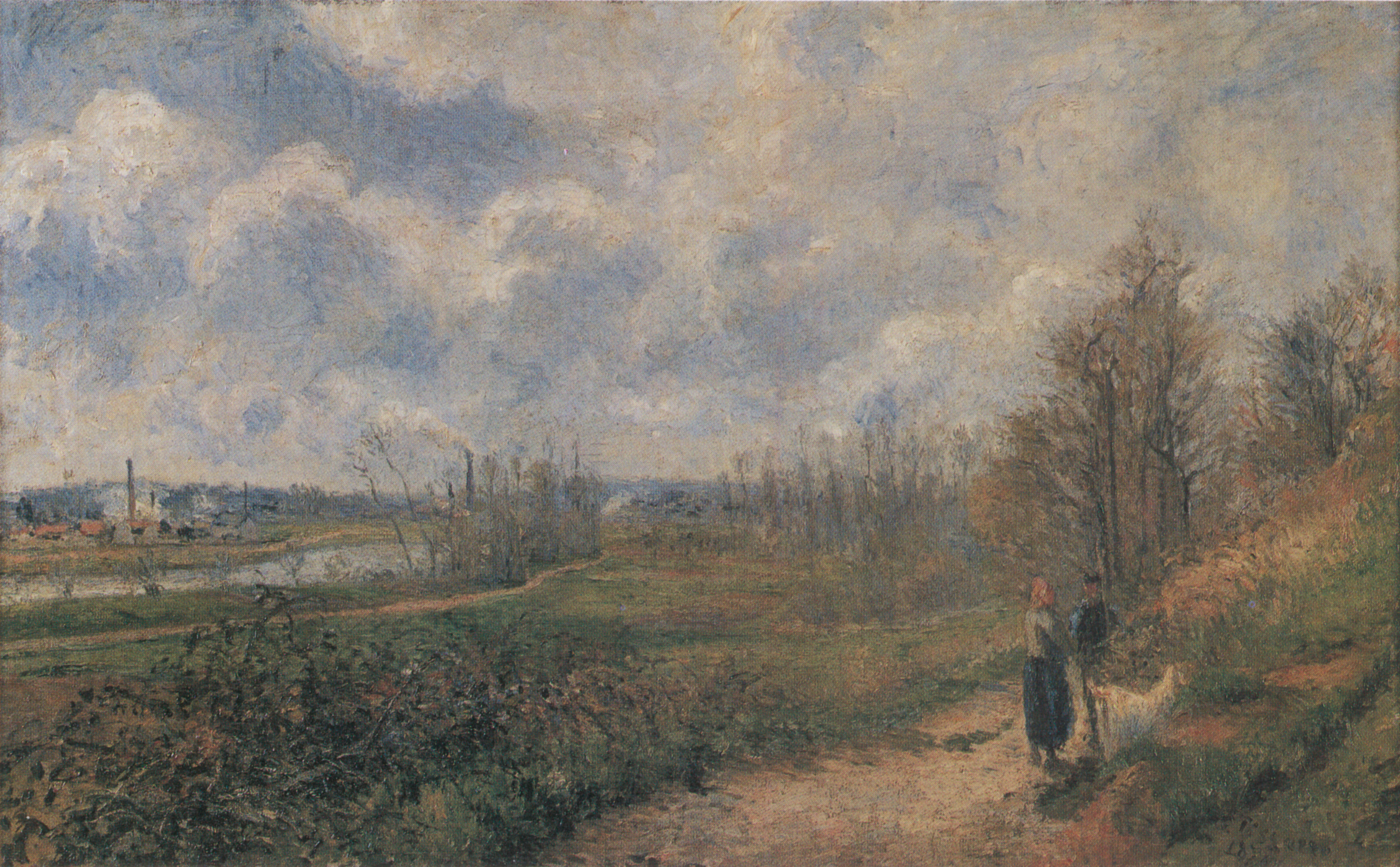
La Sente du Chou, Pontoise, 1878 Musée de la Chartreuse de Douai
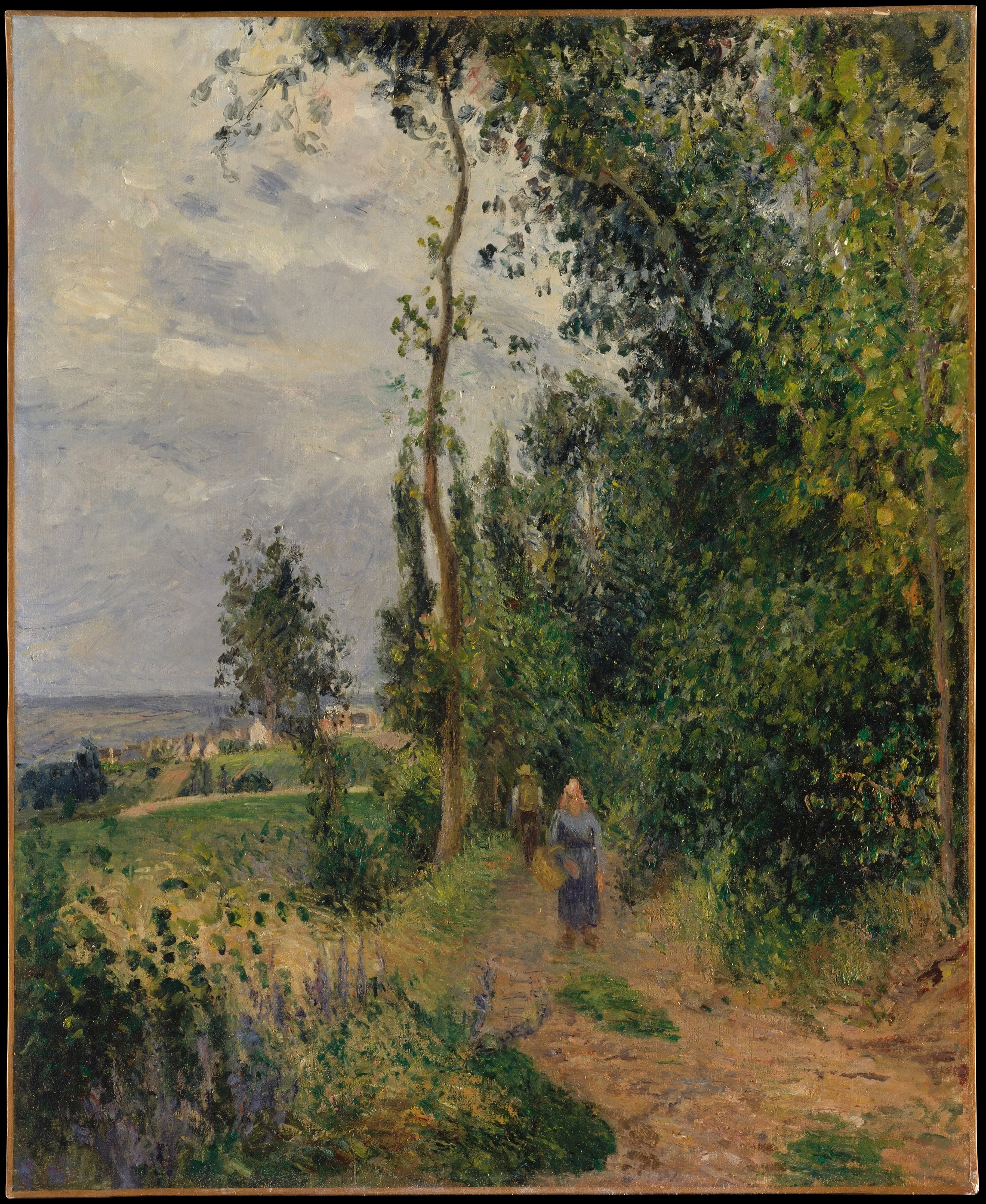
Côte des Grouettes, près de Pontoise, 1878 Metropolitan Museum, New York
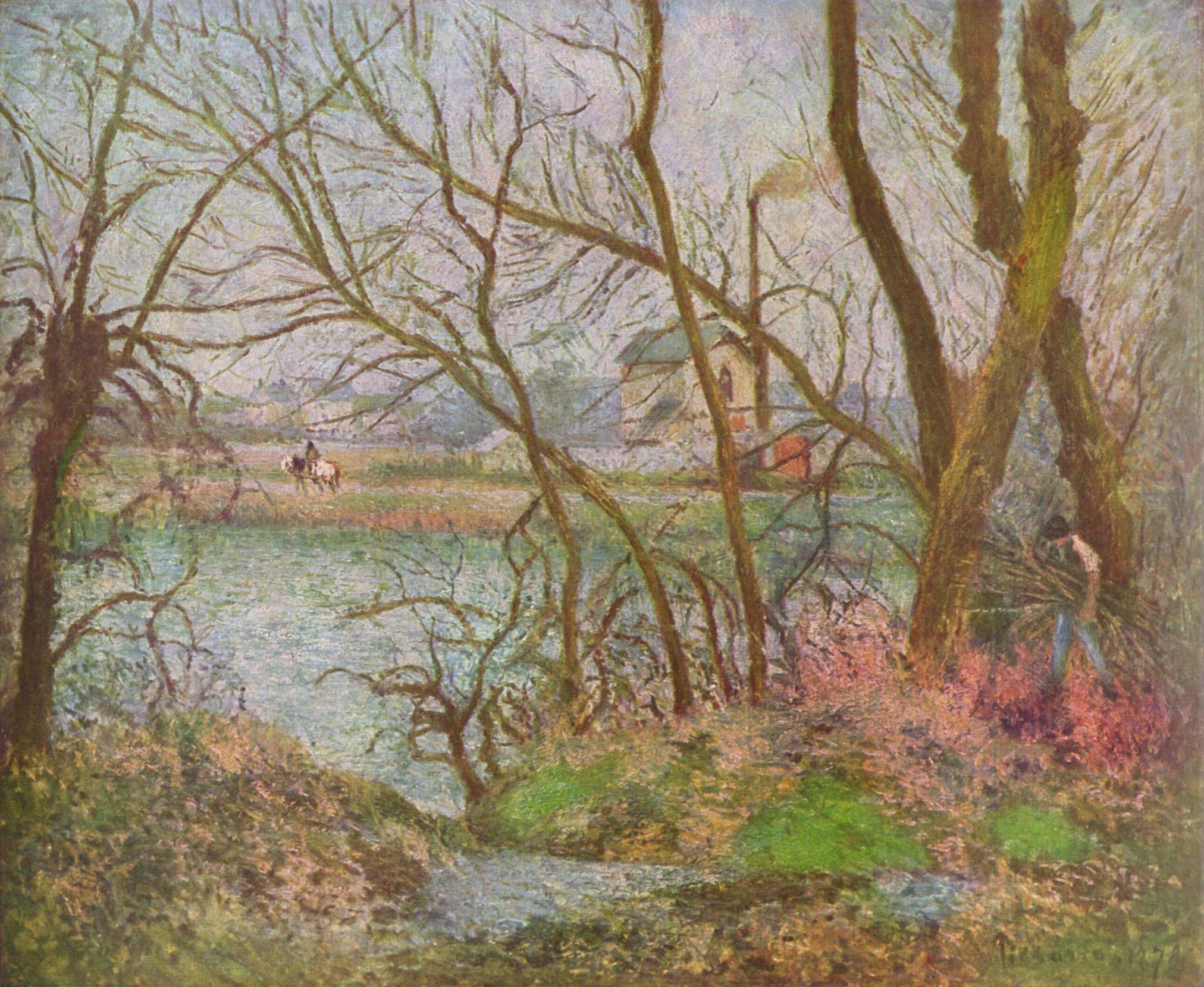
Bords de l'Oise, près de Pontoise, temps gris, 1878 musée d'Orsay, Paris

Au cours des années 1870, un groupe informel se forme autour de Pissarro, composé d'Armand Guillaumin, Édouard Béliard, Ludovic Piette puis le Pontoisien Louis Hayet, camarade de son fils Lucien. Il collabore de 1872 à 1881 avec Paul Cézanne, qui s'installe pendant un an et demi à Saint-Ouen-l'Aumône puis à Auvers-sur-Oise. Ce travail commun est d'une grande richesse pour les deux peintres. Pissarro invite Cézanne à adhérer à l'impressionnisme, à peindre sur le motif et en plein air, mais leurs sujets communs sont traités de manière très différente : tandis que Cézanne peint par aplats de couleurs et simplifie le dessin, Pissarro recherche la fragmentation de la lumière, ce qui le mènera plus tard vers le pointillisme incarné par Georges Seurat. En 1879, c'est Paul Gauguin qui arrive à Pontoise, ce qui inaugure une nouvelle collaboration. Mais plus jeune et moins avancé sur le plan artistique, il se dit élève du maître.
Ludovic Piette séjourne chez Pissarro à plusieurs reprises de 1874 à 1877. Contrairement au maître, il représente de nombreuses scènes pittoresques de la ville, dont les marchés, qu'il aborde sous une perspective plus globale afin de mettre en avant la dimension sociale des lieux. Le sujet prime sur l'art, au contraire des impressionnistes.
Mais des difficultés financières obligent Pissarro à quitter la ville au début de 1884 pour Éragny-sur-Epte, au nord de Gisors. Il écrit à Claude Monet : « ... je suis obligé de quitter Pontoise à mon grand regret, ne trouvant plus une maison, bien située et dans des prix modestes. À mon grand regret, car selon moi, Pontoise, à tous les points de vue, me convenait ; mais je pense que vous pouvez trouver votre affaire, pouvant payer un loyer plus élevé ».
D'autres artistes ont habité ou travaillé dans la région tels que Georges William Thornley à Osny, Vincent van Gogh, Maurice de Vlaminck, Otto Freundlich, Paul Denarié et beaucoup d'autres à Auvers-sur-Oise.

#### Musique
Plusieurs écoles de musiques existent sur la ville. Citons l'école de musique Harmonia, l'Accordéon club de Pontoise, l'association Sophie Legris et Planète musique. L'orchestre d'harmonie de Pontoise existe depuis 1862.

#### Pontoise au cinéma et à la télévision
Le cinéma a fait son apparition à Pontoise en 1899 lors de la foire Saint-Martin. les séances de cinéma ont lieu à la salle des fêtes durant les années 1913 à1929. En 1919, ouvre la première salle, le « cinéma des Familles », situé 16, Grande-Rue (actuelle rue Alexandre-Prachay). De nos jours, la salle de la ville, le cinéma Utopia, est un cinéma indépendant qui possède les statuts « Art et Essai » et « Cinéma de Recherche ».
Les quartiers pittoresques de Pontoise et son côté « provincial » ont attiré nombre de réalisateurs. Le premier long métrage tourné dans la ville est Toute la ville accuse en 1955, un film de Claude Boissol avec Jean Marais. En 1959, c'est La Verte Moisson de François Villiers, puis La Fiancée du pirate en 1969. Plus récemment, le film P.R.O.F.S. en 1985 et La Gitane en 1986 de Philippe de Broca font apparaître une calme ville de Province. La difficulté des tournages à Paris et la proximité de Pontoise et de la campagne du Vexin français donnent un véritable coup d'accélérateur au nombre de tournages cinématographiques. En 1995, Les Allumettes suédoises de Jacques Ertaud est tourné dans la ville, puis Monsieur N., Le Triporteur de Belleville, Un long dimanche de fiançailles, etc....
Parmi les autres films, on peut citer : Les Anges gardiens (1995) de Jean-Marie Poiré, Deux Hommes dans la ville (1973) de José Giovanni, L'Esprit de famille (1982) de Roland-Bernard, Victoire, ou la Douleur des femmes (2000) de Nadine Trintignant, Les Rivières pourpres 2 (2004) d'Olivier Dahan, Balzac (1999) de Josée Dayan (téléfilm), La Môme (2007) d'Olivier Dahan.

#### Jeu vidéo
Dans la version française du jeu vidéo Secret of Evermore, sorti le 18 septembre 1995 aux États-Unis et le 22 février 1996 en Europe sur Super Nintendo et développé par Square USA, la branche américaine de Squaresoft, l'introduction du jeu s'ouvre sur une ville appelée Pontoise juste avant que le héros ne soit téléporté dans le monde parallèle de Perpétua. Originellement, le jeu en version américaine nomme la ville Podunk et le monde parallèle s'y nomme Evermore[réf. souhaitée].

## Personnalités liées à la commune

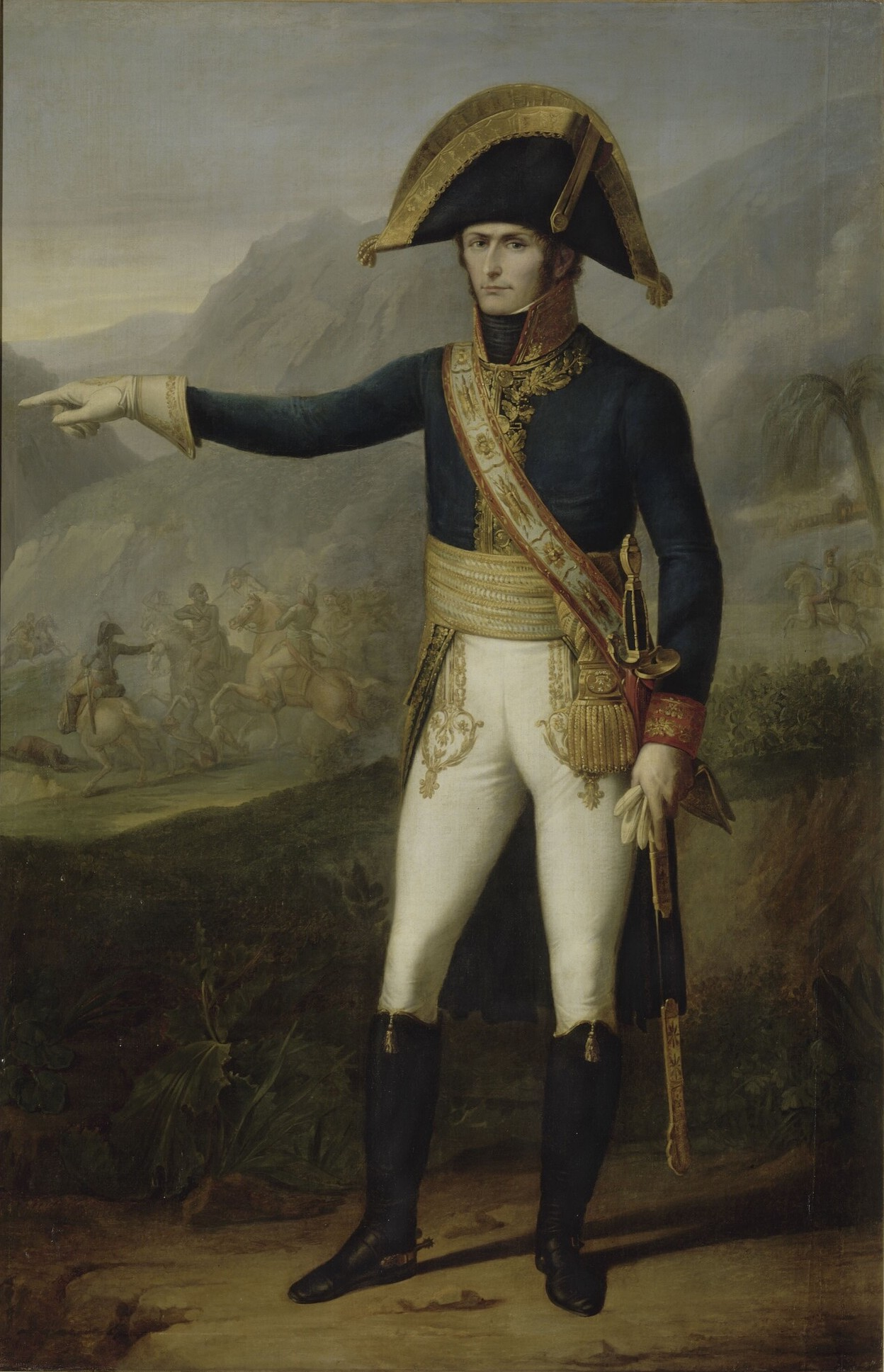
Le général Charles Victor Emmanuel Leclerc, par François-Joseph Kinson (1771-1839).

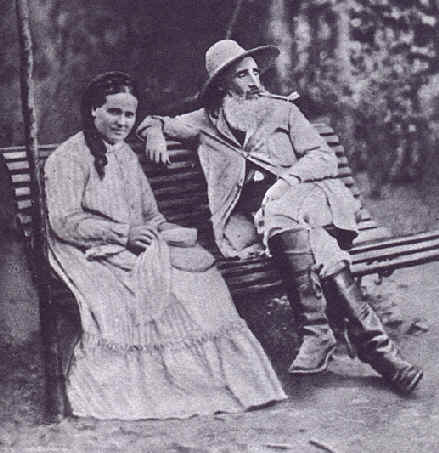
Camille Pissarro et sa femme Julie Vellay en 1877 à Pontoise.

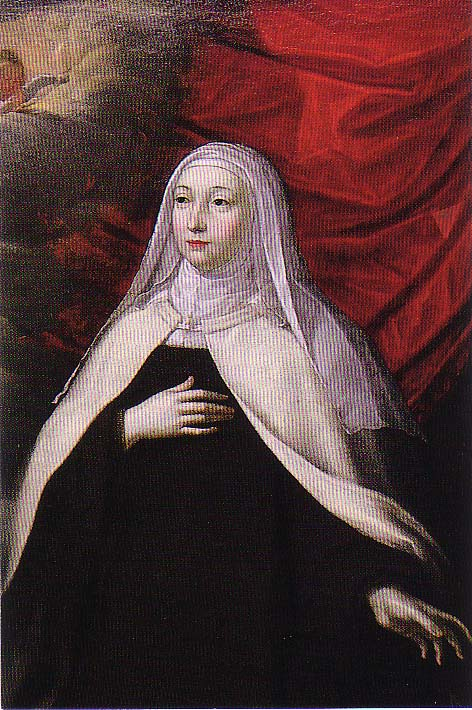
Madame Acarie - bienheureuse Marie de l'Incarnation.

### Personnalités historiques
- Philippe d'Aunay et Gauthier d'Aunay, écorchés vifs à Pontoise le 19 avril 1314.
- Nicolas Flamel (natif de la ville, ca. 1330) : orfèvre de profession, il aurait découvert la pierre philosophale qui permet de changer les métaux en or (place N.-Flamel près de la Cité judiciaire, et collège Nicolas-Flamel, anciennement des Louvrais).
- Philippe II de Bourgogne est né à Pontoise en 1342. La ville, située sur la route de Compiègne et des Flandres, est alors l'une des plus peuplées et des plus riches du royaume.
- Guillaume Du Val (1570-1646), professeur de médecine et de botanique au Collège de France, est natif de Pontoise.
- Jacques Lemercier (1585-1654), architecte du roi Louis XIII de France
- Pierre Daret, graveur, né en 1610 à Mantes ou Pontoise, mort en 1675.
- Barbe Acarie, morte à Pontoise le 18 avril 1618, bienheureuse catholique qui introduit en France l'ordre des Carmes déchaux, une grande mystique et la première stigmatisée française officiellement reconnue
- Gilles Dubois (céramiste), (1713-1774), cofondateur avec son frère Robert et d'autres de la Manufacture de Vincennes, (porcelaine) il travailla à Valenciennes, Saint-Amand et Tournai
- Jean-Baptiste Massieu (1743-1818), homme politique né à Pontoise, député du clergé aux États généraux de 1789, puis député à la Convention nationale.
- Simon Soret (1748-1828), homme politique, député de Seine-et-Oise.
- Jean-Charles Musquinet de Beaupré (1749-1813), général d'Empire, né à Pontoise, décédé à Berlin.
- Pierre Fontaine (1762-1853) : architecte, il rénove notamment avec son complice Percier la Malmaison, le palais du Louvre, les Tuileries, l'arc de triomphe du Carrousel sous Napoléon et achève le Palais-Royal en 1822.
- Jean-Louis Leclerc (1767-1822), député de Seine-et-Oise au Corps législatif (Consulat), préfet napoléonien
- Louis Leclerc des Essarts (1770-1820), général d'Empire.
- Charles Victoire Emmanuel Leclerc (1772-1802), général de division (1799), commandant en chef de l'expédition de Saint-Domingue (1801), beau-frère de Napoléon Ier.
- Abbé Denis Trou, né à Vauréal le 3 fructidor an XI (21 août 1803)[114] et décédé à Pontoise le 6 novembre 1856[115]. Premier vicaire de la cathédrale Saint-Maclou de Pontoise puis aumônier des Carmélites de Pontoise, auteur d'une notice historique et descriptive de la Saint-Maclou de Pontoise, en 1836, et des recherches historiques, archéologiques et biographiques sur la ville de Pontoise.
- Achille Gouffé (1804-1874), contrebassiste et compositeur, est né à Pontoise.
- Charles Léon (1806-1881), premier fils naturel de Napoléon Bonaparte, qui vécut une dizaine d'années rue Jean-Paul-Soutumier dans le quartier de l'Hermitage, au lendemain de la Commune de Paris[116].
- Adolphe Dallemagne (1811-1882), peintre et photographe, y est né.
- Léon Rousseau (1816-1883), peintre, y est né.
- Alexandre Bornibus (1821-1882), homme d'affaires, moutardier et instituteur.
- Maria Deraismes (1828-1894), féministe et femme de lettres, dont le buste se trouve dans le quartier de l'Hermitage et qui a donné son nom à une rue de la ville.
- Camille Pissarro (1830-1903), peintre impressionniste, a immortalisé par ses tableaux plusieurs quartiers de la ville.
- Auguste de Méritens, ingénieur électricien français (1834-1898). Installé à Pontoise avec sa femme, de 30 ans sa cadette. Étant très pauvres, n'ayant pas de quoi s'acheter des meubles et régler leurs dettes, sur défauts de paiements, leurs biens furent saisis et vendus. Dans la pauvreté totale malgré la « célébrité », de Méritens et sa femme s'empoisonneront en 1898. Il fut le premier, entre autres, à réaliser la soudure à l'arc en 1881.
- Eugène Turpin (1848-1927), inventeur de la mélinite, est enterré au cimetière de Pontoise. En 1897, Turpin poursuivit en justice Jules Verne parce qu'il l'aurait caricaturé avec le personnage du savant Thomas Roch, héros tragique du roman Face au drapeau. Verne, défendu par Raymond Poincaré, fut innocenté, mais une lettre à son frère Paul confirme bien que Turpin était une source d'inspiration du roman.
- Jean-Alexandre Seyès (1855-1937), libraire-papetier à Pontoise (rue de l'Hôtel de Ville, no 20), a déposé le 16 août 1892, au tribunal de sa ville la réglure caractéristique de la papeterie scolaire française : un carré de 0,8 cm de côté découpé horizontalement en quatre espaces de 0,2 cm de haut (les « grands carreaux »)[117].
- Édouard-Alfred Martel (1859-1938) est considéré comme le fondateur de la spéléologie moderne.
- Gustave Loiseau, né le 3 octobre 1865 à Paris, décédé à Pontoise le 10 octobre 1935, est un peintre post-impressionniste français, il passe son enfance à Pontoise avec sa famille, des commerçants, à 15 ans, il quitte Pontoise pour Montmartre, en 1891, Gustave Loiseau va séjourner à Auvers-sur-Oise et retourne ensuite à Pontoise entre 1904 et 1935, il repose au cimetière de Pontoise et son atelier existe toujours dans cette ville.
- Albert Guilbert (1866-1949), architecte, né à Pontoise.
- Carmen Vildez (1884-1977), chanteuse lyrique.

### Personnalité duXXesiècle
- Juliette Faber (1919-2008), actrice décédée à Pontoise.
- Eugène Samuell (1906-1989), médecin à Pontoise de 1933 à 1973 au 35 rue de Rouen ; alias Capitaine Jacques, il fut l'un des fondateurs et chef civil adjoint du maquis du Vercors. Une plaque fixée sur la clôture de la maison rappelle ce lieu[118].
- Jean Séverin (1911-1998) : écrivain (de son vrai nom Antoine Bondat), notamment pour la jeunesse (on lui doit par exemple Le soleil d'Olympe), originaire du Morvan (il est né à Montreuillon), a enseigné cinquante ans à Pontoise, notamment à l'école Saint-Martin[119].
- Jean Navarre (1914-2000), artiste peintre né à Pontoise.
- Anne Aknin (1922-2017), artiste peintre, artiste textile et lissière, a vécu à Pontoise à-partir de 1966.
- L'acteur Sylvain Joubert (1944-2000), acteur, écrivain et réalisateur français a habité Pontoise.
- Jean-Claude Chabanne (1921-1942) : étudiant en droit et fondateur d'un groupe résistant, fusillé au Mont Valérien le 27 février 1942 ; un collège de la ville porte son nom, de même que l'impasse qui y mène.
- Marcel Rousier, opérateur radio du réseau Confrérie Notre-Dame fut arrêté dans la maison située au 15 rue du même nom par la Gestapo le 25 mars 1942 et fusillé au Mont Valérien le 13 mai 1943.
- L'acteur Claude Brosset (1943-2007), acteur français, est décédé à l'hôpital de Pontoise le 25 juin 2007.
- Le chanteur Iggy Pop né en 1947 crédite sur son premier album solo The Idiot - Château d'Hérouville - Pontoise comme lieu d'enregistrement (avec Munich et Berlin), mais il s'agit d'une imprécision car l'enregistrement a bien eu lieu à Hérouville-en-Vexin, qui se trouve à une dizaine de kilomètres de Pontoise.
- Le peintre Pierre Carron (1932-), académicien, président de l'Académie des Beaux Arts (2002) a habité Pontoise dans la Maison Rouge, ancienne demeure supposée du cardinal de Bouillon Emmanuel-Théodose de La Tour d'Auvergne, puis du maréchal François Certain de Canrobert.
- Jérôme Darnaudet (1968-2018), journaliste et cofondateur de Canard PC (dont il devint directeur) est originaire de cette ville[120].
- Stéphane Charbonnier, dit Charb, dessinateur et directeur de publication du journal Charlie Hebdo, tué lors de l'attentat du 7 janvier 2015, a passé sa scolarité à Pontoise et y est inhumé. Enfant, il est scolarisé au collège des Louvrais, à Pontoise, et publie ses premiers dessins dans le journal du collège Cause toujours. Il intègre ensuite le lycée Camille-Pissarro, où il obtient un bac A2 en 1987. Durant sa jeunesse, Charbonnier effectue un stage à La Gazette du Val-d'Oise, dessine pour la gazette du cinéma Art et Essai Utopia de Saint-Ouen-l'Aumône et travaille pour le mensuel Les Nouvelles du Val-d'Oise.

### Personnalités actuelles de la culture et du sport
- Rédouane Bougara (1972-1998), champion du monde de kick boxing, originaire de la cité des Louvrais (son nom a été donné à l'ancienne avenue de Normandie).
- Le chanteur Rn'B Singuila (1977-) est originaire de la cité de Marcouville.
- Le rappeur Youssoupha (1979-) est originaire de la cité des Larris.
- Céline Sciamma (1980-), scénariste et réalisatrice française est originaire de Pontoise. Elle a été nommée deux fois aux César dans les catégories meilleur premier film et meilleur réalisateur, elle obtient en 2017, le César de la meilleure adaptation pour le scénario de Ma vie de Courgette.
- L'humoriste Cyril Garnier (1980-) est originaire de Saint Germain en Laye, mais a grandi à Pontoise.
- Seth Gueko (1980-), rappeur, né à Pontoise.
- Zakaria Attou (1982-), boxeur professionnel franco-marocain.
- Le pilote Jean-Éric Vergne (1990-) est originaire de cette ville.
- Le footballeur Pierre Ducrocq est né à Pontoise.
- Le footballeur franco-malien et international malien, Senou Coulibaly (1994-) est né à Pontoise.
- Le footballeur franco-marocain et international marocain, Amine Harit (1997-) est né à Pontoise.

### Héraldique, logotype et devise

Logo.

| Blason de Pontoise | Blason  | D'azur au pont de cinq arches d'argent, maçonné de sable, posé sur des ondes aussi d'argent mouvant de la pointe, sommé d'un château à la porte coulissée donjonné de trois tours du même, le tout ouvert et ajouré du champ, maçonné aussi de sable, accosté en chef de deux fleurs de lys d'or.         |
| Blason de Pontoise | Détails | Les armes parlantes remontent au Moyen Âge, figurant déjà sur les anciens sceaux de la ville. Les deux fleurs de Lys indiquent que Pontoise était une des « bonnes villes » du royaume, les tours évoquent le château aujourd'hui disparu, la rivière et le pont symbolisent le franchissement de l'Oise. |